# Schwazer Bergbau

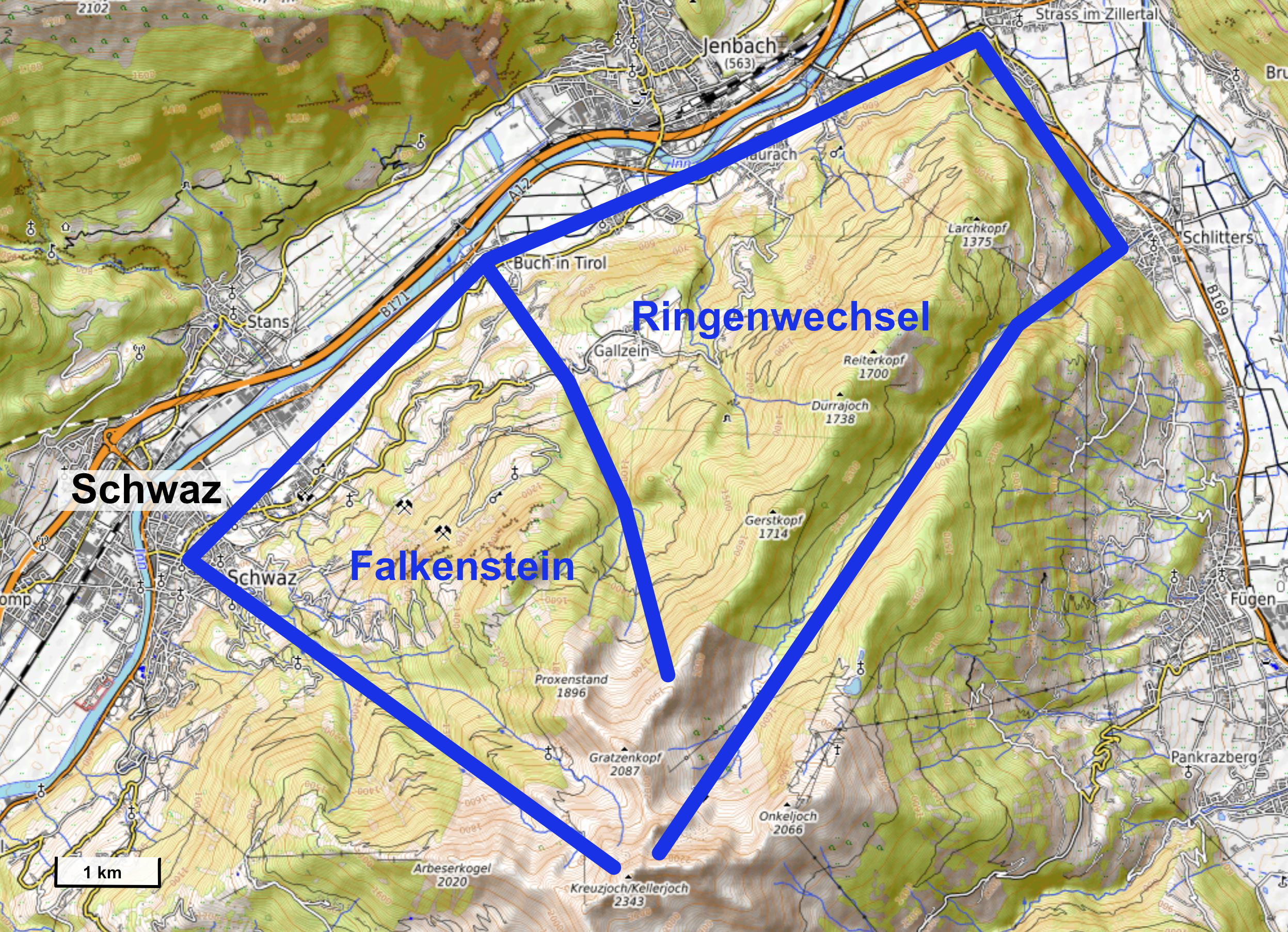
Bergreviere Schwaz

In der Bergregion östlich und nordöstlich von Schwaz in Tirol wurden einige Jahrhunderte lang sehr ertragreiche Silber- und Kupfervererzungen abgebaut, die den Schwazer Bergbau weit über die Landesgrenzen bekannt gemacht haben. Erster Bergbau auf Kupfer wurde aus der Bronzezeit für 1250 vor Christus nachgewiesen. Die Bergbauregion Schwaz war aufgeteilt in drei Bergreviere: Falkenstein, Ringenwechsel und Arzberg.
Abgebaut wurden Silber- und Kupfererze, in geringem Umfang auch Eisenerze, im 20. Jahrhundert dann Dolomit. Die große Blütezeit war im 15. und 16. Jahrhundert. Im 17. und 18. Jahrhundert betrug die jährliche Silberförderung nur noch ein Fünftel der vorhergehenden Epoche. Der Bergbau bei Schwaz verhalf dem Handelshaus der Fugger und dem Königshaus der Habsburger zu beachtlichem Reichtum und Macht.
Um 1500 war Schwaz auf Grund des Bergbaus die zweitgrößte Gemeinde in Österreich nach Wien, eine der größten Bergstädte in Europa und lieferte 18,75 % des Silbers in Europa und 3,79 % der Silberproduktion in Europa inklusive der spanischen Kolonien. Um das Jahr 1600 trug Schwaz zu 8,71 % zur europäischen Silberproduktion bei. Der Erzbergbau endete 1957. Im Anschluss wurde nur noch Dolomit für den Straßenbau gewonnen. In Folge des großen Bergsturzes 1999 am Eiblschrofen endete der Bergbau schließlich vollständig.

## Geologie
Die Lagerstätte Schwaz ist Teil eines Erzfeldes, das sich von Schwaz bis Kundl südlich des Inn erstreckt. Innerhalb dieses Feldes gibt es drei vererzte Gesteinshorizonte. Während die Kellerjochgneise nur auf den Raum südlich von Schwaz beschränkt sind, ist der entscheidende Erzträger, der Schwazer Dolomit des Unterdevons, im gesamten Gebiet verbreitet. Vor allem im Raum Brixlegg sind auch die Rauwacken des Trias vererzt. Die zwischengeschalteten Horizonte des Buntsandsteins, entstanden an der Grenze zwischen Perm und Trias, spielen keine Rolle. Die Gesteine von Dolomit bis Rauwacke wurden in der Entstehungszeit der Alpen übereinander geschoben und in mehrere Blöcke zerbrochen.
Im Bereich der Kellerjochgneise gibt es neben dem großen Revier Arzberg mehrere kleine Bergreviere. Die hier aufsetzenden Spateisengänge streichen SW-NO. Die Vererzung besteht neben Spateisenstein aus Chalkopyrit, Galenit, Sphalerit, Fahlerz und Bi-Co-Ni-Erzen. Berühmt geworden sind diese im Ausnahmefall bis 5 m mächtigen Erzgänge, vor allem im Revier Alte Zeche/Zapfenschuh, für ihre teilweise reiche Führung von Silbererzen (Akanthit, Proustit).
Die wichtigsten, weitgehend monomineralischen Lagerstätten liegen im Schwazer Dolomit. Die Vererzung besteht aus Antimonfahlerzen der Tetraedritserie. Trotz teilweise hoher Quecksilbergehalte der Erze erfüllen diese die Anforderung zur Einstufung als Schwazit (Tetraedrit-Hg) nicht. Die Primärvererzung dieser Lagerstätte wird heute als hydrothermal-sedimentär beschrieben. Während der verschiedenen Faltungsetappen der Alpen wurden die Erze wieder mobilisiert und lagerten sich in Spalten- und Brekzienbereichen, teilweise auch gesteinsverdrängend, gang-, stockwerks- und butzenförmig wieder ab. Im Raum Brixlegg wird eine schlauchförmige Vererzung mit Durchmessern von 70–100 m beschrieben. Die seltene Vererzungsform des Schwazer Dolomits wird heute als Typ Schwaz beschrieben. Die großen Bergreviere erstrecken sich von Schwaz mit dem Revieren Falkenstein und Ringenwechsel über Brixlegg mit den Revieren Kleinkogl und Großkogl bis Rattenberg mit dem Revier Thierbach über eine Strecke von 21 km. Am Falkenstein reichen die Abbaue von +300 m NN bis +1.700 m NN.
Südöstlich von Brixlegg liegen in den triassischen Rauwackeschichten die zwei kleineren Erzreviere Geyer und Silberberg. Die metasomatische Vererzung tritt in Form von Imprägnationen und kleinen Gängchen oder Trümern auf. Die Vererzung besteht aus Fahlerzen, Chalkopyrit, Sphalerit, Galenit, gediegen Silber, Akanthit, Proustit und Kobalterzen.

## Geschichte des Schwazer Silber- und Kupferbergbaus

### Bronze- und Eisenzeit

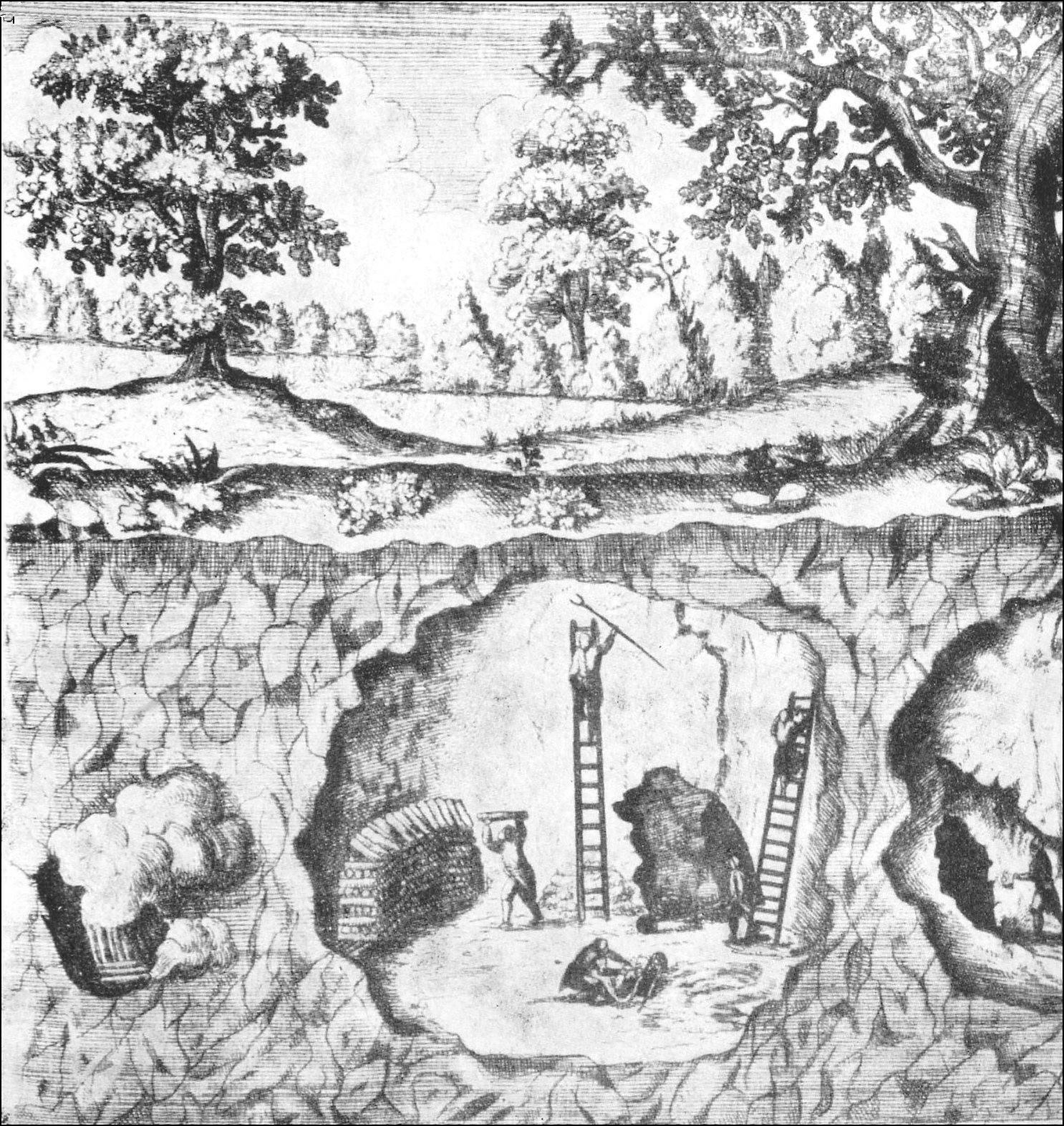
Abbau durch Feuersetzen

Bergbau bei Schwaz fand bereits in der Bronzezeit statt. Bei archäologischen Ausgrabungen 1992 am Eiblschrofen wurden die Reste der vermutlich zuletzt erfolgten Feuersetzung aufgefunden. Neben Holzkohleresten wurde auch Keramik aufgefunden. Nach der C14-Datierung der dortigen Holzkohle, liegt das Alter bei 1250 v. Chr. Erster Schwazer Bergbau fand also bereits vor über 3200 Jahren statt. In weiteren archäologischen Untersuchen wurden in 15 Stollen am Eiblschrofen bronzezeitliche Relikte des Bergbaus gefunden, u. a. Steinschlägel, Fäustel, Unterlagsplatten und Knochenwerkzeuge, sowie Reste von Feuerstellen. Im Revier Ringenwechsel wurde oberhalb der Ruine Rottenburg eine bronzezeitliche Ofenbatterie mit vier Schmelzöfen aus der Zeit um 1200 vor Chr. ausgegraben. Besonders in den Teilrevieren Eiblschrofen, Burgstall und Rotenstein liegen zahlreiche prähistorische Pingenfelder. Zwei umfangreiche Urnenfeldfriedhöfe bei Schwaz aus der gleichen Zeit belegen eine größere bronzezeitliche Siedlung. Archäologen gehen deswegen von einem umfangreichen Kupferbergbau in der Region Schwaz und Brixlegg in der Bronzezeit aus.
Auch für die auf die Bronzezeit folgende Eisenzeit wurde Bergbau bei Schwaz belegt. Keramiken aus der Hallstattzeit wurden im Ivanusstollen im Teilrevier Burgstall östlich von Schwaz gefunden und auf die Zeit 800 bis 450 v. Chr. datiert.

### Silber in Europa im 15./16. Jahrhundert
Mehrere Faktoren führten im 15. Jahrhundert zu einem gestiegenen Interesse an der Silbergewinnung in Mitteleuropa:
- In der Karolingischen Münzreform 793/794 wurde der goldene Solidus durch den silbernen Denarius (Pfennig) abgelöst. Der zunehmende Fernhandel als Folge der sich herausbildenden gewerblichen Produktion und dem zunehmenden Geld-Ware System gegenüber dem Güteraustausch, machte eine größere Münze notwendig. Im 13./14. Jahrhundert wurde deshalb der Groschen als neue Kurantmünze neben dem Pfennig ausgeprägt. Ab 1266 in Frankreich als Turnose, ab 1300 in Kuttenberg als Prager Groschen und ab 1338 in Freiberg als Meißner Groschen. Die benötigten Silbermengen kamen neben den Ausbringen der großen Lagerstätten Harz, Freiberg und Iglau vor allem aus Kuttenberg. Hier wurden jährlich 6-7 t Silber ausgebracht.
- Neben dem zunehmenden Geldbedarf der sich langsam entwickelnden Wirtschaft waren große Geldmengen zur Bezahlung der ständigen kleinen Kriege der europäischen Herrscher untereinander und der Habsburger beim Aufstieg zur europäischen Zentralmacht sowie der ab 1453 beginnenden Türkenkriege, die in der Belagerung Wiens im Jahr 1529 gipfelten, notwendig.
- Auch die teilweise utopischen politischen Ambitionen einiger europäischen Herrscher dürfen finanziell nicht unterschätzt werden. So kostete die Wahl Karl V. 1519 zum König/Kaiser ca. 850.000 fl. Das sind umgerechnet ca. 25 t Silber.[6]
- Nach der großtechnischen Einführung des Saigerverfahrens etwa ab 1450 wurde auch die Verhüttung silberarmer Kupfererze lohnend. Die kostengünstige und effektive Verhüttung des Schwazer Fahlerzes gelang aber erst mit der Entwicklung und hüttentechnisch anwendbaren Tiroler Abdarrprozess etwa ab 1500.
- Das führte neben den schon im Abbau befindlichen reichen Silbererzlagerstätten zur Einbeziehung von Silber/Kupfer-Erzlagerstätten mit geringem Silbergehalten in die Silbergewinnung.
- Möglich wurde dieser Prozess, da Handelshäuser mit zentraler Steuerung, Planung und Finanzierung (z. B. die Fugger) diesen Bergbau als neue Geldquelle entdeckten. Ihr Engagement führte zu einer raschen Verbreitung des Wissens, der Technologien und der Investitionskraft in Mitteleuropa.

Zu dieser Zeit waren bedeutende mitteleuropäische Lagerstätten mit silberhaltigem Kupfererz in Tirol (Schwaz-Brixlegg, Rattenberg, Kitzbühel), in der Grafschaft Mansfeld (Hettstedt, Eisleben, Mansfeld), im Harz, im Erzgebirge, in Böhmen (Kuttenberg) und in Niederungarn (Neusohl). Weitere wichtige Vorkommen gab es in der Slowakei (Banská Štiavnica) und im Südschwarzwald.
Schwaz-Brixlegg, Mansfeld und Neusohl stiegen ab 1470 zu den wichtigsten Kupferproduzenten in Kontinentaleuropa auf, sie waren für 80–90 % der europäischen Kupferproduktion verantwortlich.

### Beginn des Schwazer Bergbaus bis 1470
Über die Zeit nach dem bronze- und eisenzeitlichem Bergbau bei Schwaz bis zum Beginn des neuzeitlichen Bergbaus im 15. Jahrhundert gibt es keine Urkunden oder Berichte.
Der exakte Beginn des neuzeitlichen Bergbaus bei Schwaz lässt sich nicht eindeutig bestimmen. Die Entdeckung der Erzvorkommen am Falkenstein wird in einer örtlichen Sage der Dienstmagd „Gertrud oder Margaret Kandleryn“ zugesprochen: Diese habe um 1409 auf der Viehweide zu Kogelmoos durch Zufall die erste Erzlagerstätte entdeckt, da dort ein Stier mit seinen Hufen und Hörnern die oberflächennahe Lagerstätte freigewühlt hätte. Tatsächlich gibt es zwei Gruben, Jakob am Stier und Gertraud am Stier. Diese liegen allerdings nicht am Koglmoos, sondern am Eiblschrofen.

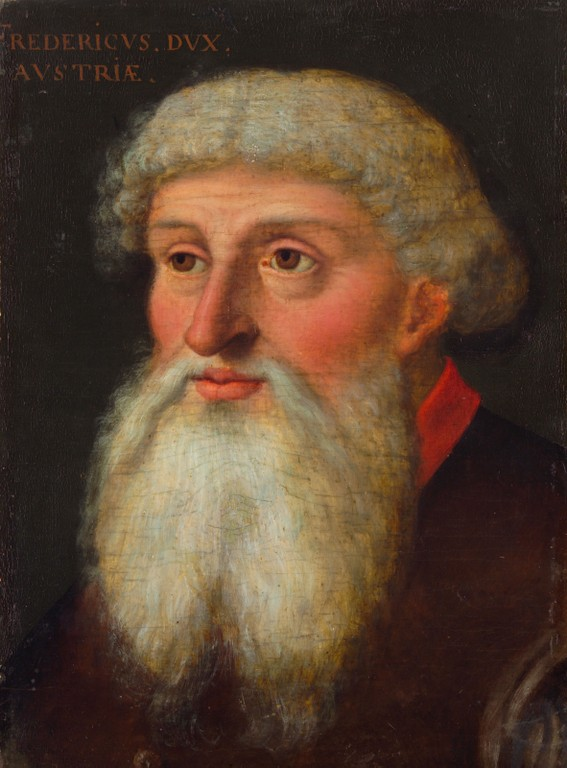
Herzog Friedrich IV

Der erste Hinweis auf den Bergbau am Falkenstein liefert die Schwazer Chronik, die für das Jahr 1420 von reichen Erzgruben am Falkenstein berichtet. Allerdings ist diese Chronik erst im 18. Jahrhundert entstanden und beruht für die frühe Zeit auf mündlichen Überlieferungen.
Dieselbe berichtet 1426 von der Aufnahme einer Alten Zeche im Bergbaugebiet am Arzberg. Weiterhin wird noch darauf verwiesen, dass sich in dem Revier noch weitere alte Gruben befinden, die älter sind als der Bergbau am Falkenstein. In einer Urkunde Herzog Friedrichs, ausgestellt in der Fastenzeit 1427, werden vier namentlich genannten Personen je zwei neue Gruben auf Silber und Eisen am Berg von Schwaz verliehen. Es handelt sich hier mit Sicherheit um Gruben im Gebiet des Arzberges, da hier Eisen- und Silbererzgänge zusammen auftreten.

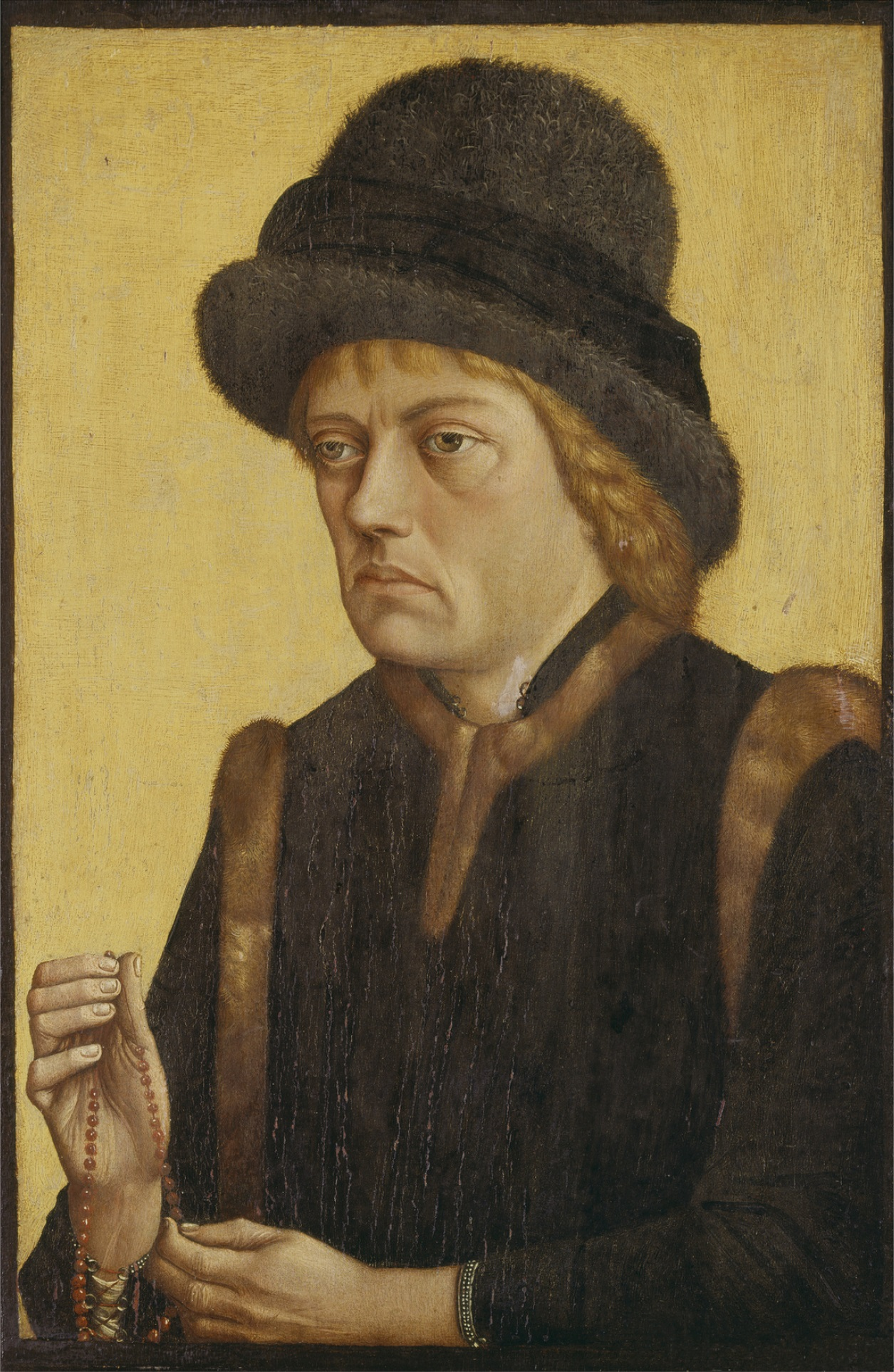
Herzog Siegmund

Am 26. Juni 1427 erließ Herzog Friedrich eine neue Bergordnung für die Bergwerke in Gossensass. Diese Bergordnung war auf zwei Jahre begrenzt. Sie galt für alle Bergwerke in Tirol. Namentlich wird neben Gossensaß aber nur Schladming erwähnt. Der Bergbau in Schwaz hatte noch keine Bedeutung.
In einem Bittbrief an Herzog Friedrich, ausgefertigt vor 1440, machen Gewerken und Knappen auf die Missstände im Schwazer Bergbau aufmerksam. Kritikpunkte sind die hohen Abgaben auf das geschmolzene Silber und die hohen Preise für Blei und Holzkohle, die zum Silberschmelzen gebraucht werden. Weiterhin wird die Versorgung der Bergleute durch die Freundsberger als Grundherren zu überhöhten Preisen beklagt. Die Folge dieser Missstände ist die Abwanderung von Bergleuten.
Nach dem Tod von Herzog Friedrich im Jahr 1439 war aber keine Besserung zu erwarten. Am 7. April 1446 wurde Herzog Siegmund aus der Vormundschaft König Friedrichs III. entlassen und nahm seine Regentschaft über Tirol und Vorderösterreich auf.
Am 10. August 1447 erließ er die erste Bergordnung für Schwaz. Er stärkte hier die Rechte der Bergbeamten und wies sie auf ihre Pflichten hin. Es wurde die Arbeitszeit der Bergleute auf 8 Stunden festgelegt.
Im Jahr 1448 erließ Herzog Siegmund eine umfassende Bergordnung mit 38 Artikeln, die er am 26. Juli 1449 bestätigte. Geregelt wurden hier die Fristen bei der Aufnahme von Gruben, die Rechte und Pflichten der Gewerken, Hüttenleute und Bergbeamten. Geregelt wurden die Holz-, Wasser- und Wegerechte gegenüber den Bauern und dem Grundherren. Die Berggerichtsbarkeit wurde klar definiert. Weiterhin wurde die Versorgung der Bergleute mit Lebensmitteln, Arbeitsgeräten und Arbeitsmaterial geregelt. Der Forderung der Freundsberger gegenüber den Bergleuten zur Besteuerung der bestehenden und neu zu bauenden Hofstätten wurde nicht nachgekommen.
Mit dieser Bergordnung wurde eine effiziente Verwaltung des Bergbaus organisiert und für die Bergleute, Gewerken und Hüttenleute Rechtssicherheit geschaffen. Der Aufschwung des Bergbaus dürfte trotzdem nicht überragend gewesen sein.
Das Hauptproblem der Silbergewinnung, die schwer zu verhüttenden Fahlerze, konnte damit allerdings nicht gelöst werden. Zur Silbergewinnung aus den Erzen waren große Mengen Blei notwendig. Der Kauf von Holzkohle und Blei, sowie der komplizierte Hüttenprozeß waren für die hohen Kosten der Silbergewinnung verantwortlich. Das Silberausbringen blieb daher auf niedrigem Niveau. Noch für das Jahr 1456 wird eine Förderung von max. 840-1.120 kg Silber angenommen.
Herzog Siegmund beteiligte sich als Gewerke auch direkt am Bergbau und versuchte dadurch seinen Gewinn weiter zu steigern. Sein aufwändiger – von Zeitgenossen als ausschweifend beschriebener – Lebensstil zwang ihn jedoch bereits 1456 zur Aufnahme einer Anleihe bei der Augsburger Gesellschaft Ludwig Meuting. In dem am 1. Januar 1456 unterschriebenen Vertrag erhält Herzog Siegmund binnen Jahresfrist in mehreren Raten 35.000 rheinische Gulden. Im Gegenzug erhält die Gesellschaft alles in Tiroler Bergwerken geförderte Silber, bis zur Tilgung der Schuld. Das für die Münzprägung notwendige Silber musste Herzog Siegmund von der Gesellschaft kaufen.
Mit der sich langsam durchsetzenden Schmelztechnik, des Saigerverfahrens, die ein besseres Silberausbringen aus den Fahlerzen ermöglichte und dabei weniger Blei verbrauchte als das alte Verfahren, nahm der Bergbau an Fahrt auf. Die Zunahme der bauenden Gewerken auf engstem Raum sorgte zunehmend für Streitigkeiten, die mit den alten Bergordnungen von 1447 und 1448 nicht mehr zu lösen waren. Am 22. Juli 1468 erließ Herzog Siegmund in Ergänzung zu den vorhergehenden Bergordnungen eine neue Bergordnung, die sich an den Bedingungen in Schwaz orientierte. Damit war der rasanten Entwicklung des Bergbaus in Schwaz der Weg geebnet.

### 1468–1480 – Einführung des Saigerschmelzens

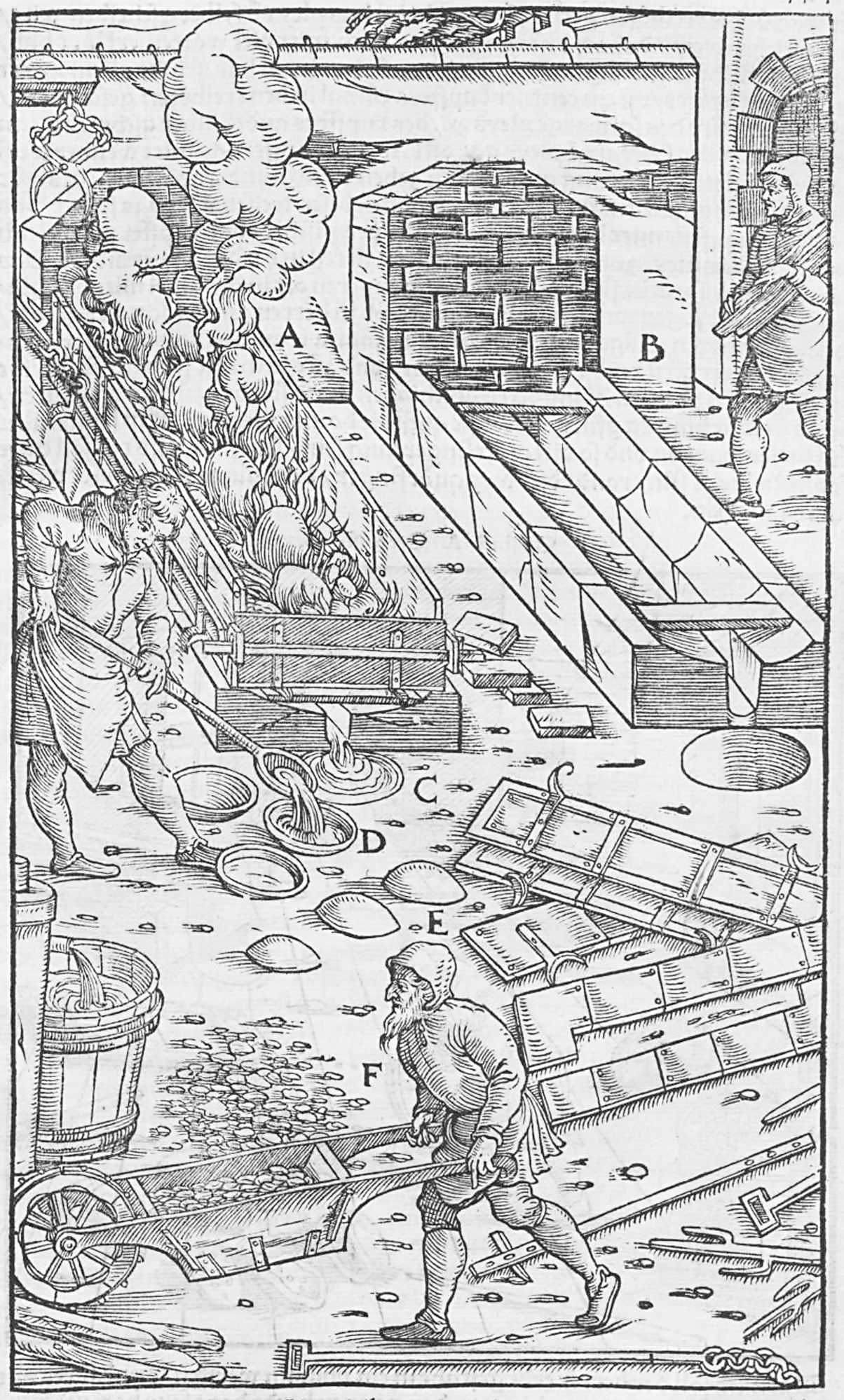
Saigerherd zum Erhitzen der Blei-Kupfer-Silber-Legierung, das bei niedrigeren Temperaturen schmelzende Blei-Silber-Legierung tropfte heraus (saigerte), zurück blieb ein fester Kupfer-Erzkuchen

Die ersten Bergbauaktivitäten gab es am Arzberg. Hier wurden Silbererze und Kupfererze abgebaut. Das hier geförderte Kupfererz enthielt kein Silber. Eine Entsilberung war erst mit dem Abbau von Fahlerzen notwendig.
Das Erz wurde vor Ort in Schwaz erschmolzen. Die Entsilberung der Fahlerze erfolgte mit der seit Alters her bekannten Bleiarbeit. Hier wurde 1 kg Kupferstein mit 3,5 kg Blei verschmolzen. Bei diesem Verfahren verblieben 50 % des Silbers im Kupfer. Das eingesetzte Blei war zum großen Teil verloren. Das so gewonnene Kupfer war sehr spröde und konnte nur schlecht weiter verarbeitet werden.
Nachdem das schon vor 1450 in Nürnberg zur Silbergewinnung angewendete Saigerverfahren Anfang der 1460er Jahre die Grundlage der in Thüringen aufblühenden Saigerhüttenindustrie wurde, war man auch im Inntal bestrebt diese Technologie bei dem Schmelzen der Fahlerze einzusetzen. Bei diesem Verfahren wurde 1 kg Kupferstein mit 2 kg Blei verschmolzen. Der Bleiverlust betrug nur 33 %. Das Silber konnte man bis auf einen Rest von 0,03 % aus dem Kupfer gewinnen. Das Kupfer war damit geschmeidig geworden und konnte nun für die aufblühende Messingindustrie genutzt werden.
Im Jahr 1463 gründete Herzog Ludwig der Reiche in dem zu der Zeit noch bayrischen Brixlegg eine Kupfer- und Silberschmelzhütte. Zur Einführung des Saigerverfahrens stellt er am 27. Oktober 1467 den Nürnberger Goldschmied Hans Lochhauser ein. Gemeinsam mit dem Nürnberger Händler und Hüttenbesitzer Heinrich Rummel sollte in Brixlegg ein Probeschmelzen stattfinden. Im Frühjahr 1468 kam es zu drei Probeschmelzungen mit einem unbefriedigenden Ergebnis. Hintergrund für das Scheitern war die Verwendung herkömmlicher Bleierze statt des für dieses Verfahren notwendigen Frischbleis. Diese musste allerdings zu hohen Preisen importiert werden. Obwohl Lochhauser 1468 nach Nürnberg zurückkehrte, wurde die Schmelzversuche in den verschiedenen Hütten zwischen Brixlegg und Schwaz offensichtlich fortgesetzt.
In den Schmelzhütten bei Schwaz gelang etwa ab 1480 die Weiterentwicklung des Verfahrens. Das Saigerverfahren musste auf die Zusammensetzung des örtlich vorkommenden Erzes angepasst werden, zudem wurde im Nürnberger Verfahren Frischblei genutzt, in Schwaz sollte Tiroler Bleierz zum Einsatz kommen. Die Schmelzleute in Schwaz entwickelten daraus den sogenannten Abdarrprozess, eine Variante des Saigerns, in der nach mehreren Röstvorgängen und einem bis zehnstufigen Schmelzprozess innerhalb von 6 Tagen Garkupfer (Kupfergehalt 98,5 %) und Brandsilber (Silbergehalt 93,75 %) entstand. Die Entwicklung zog sich über einen langen Zeitraum hin. Um 1479 gelangen den Hüttenbesitzern und Großgewerken Antoni vom Ross (Antonio de Cavallis) und Sigmund Fieger, sowie dem Nürnberger Peter Rummel erste Erfolge bei der Verbesserung des Schmelzverfahrens. Aber immer noch verblieb zu viel Silber im Kupfer. 1486 führten Peter Rummel und der aus Nürnberg stammende Hüttenbesitzer Klaus Schlosser das dreifache Abdarren ein. Erst um 1500 gelang es aber dann Leonhard Härrer gemeinsam mit dem landesfürstliche Silberbrenner Sebastian Andorfer das Verfahren zu perfektionieren. Aber auch in diesem Abdarrprozess kam man nicht ohne Frischblei aus. Dieses machte ein Drittel der notwendigen Bleimenge aus und wurde von Bleiberg und bezogen. Die anderen zwei Drittel waren billigere Bleierze aus Gossensaß und vom Schneeberg. Um sich den Zugriff auf das Schneeberger Bleierz zu sichern, erließ König Maximilian im Jahr 1493 eine Schmelzordnung in der das Vorkaufsrecht der Hütten im Inntal auf das Schneeberger Bleierz geregelt wurde. In der Schmelzordnung von 1507 wurde das noch einmal bekräftigt.
Am rechten Ufer des Lahnbachs wurden eine ganze Reihe von Schmelzhütten betrieben. Diese gehörten den Großgewerken des Schwazer Bergbaus. Bekannt sind hier 1480 die Gewerken; vom Ross, Schlosser, Fieger, Rummel, Tänzl, Perl und Hofer.

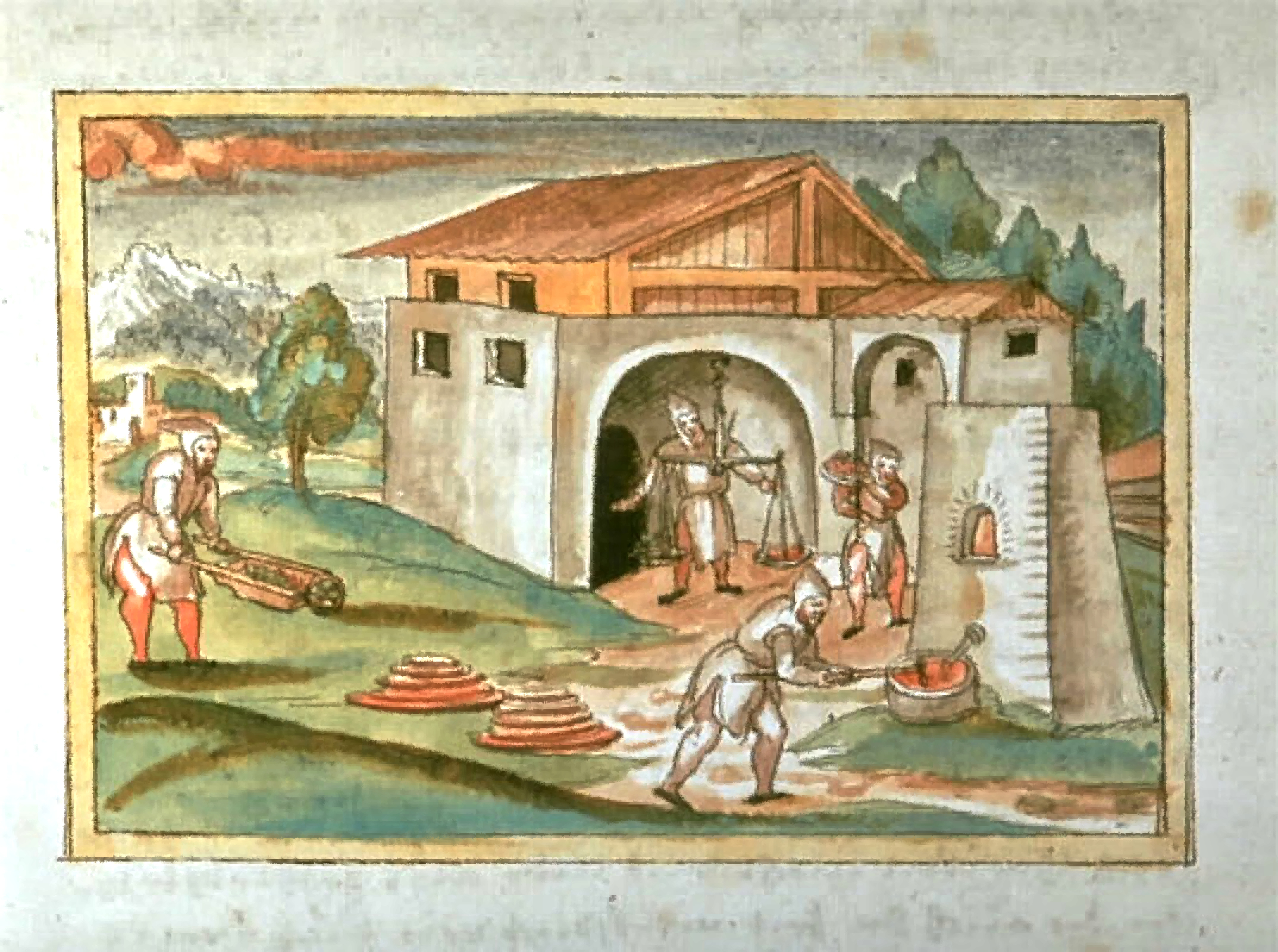
Schmelzofen in Schwaz, 1556

### Bergbau von 1470–1490
Für das Jahr 1471 liegt die erste Abrechnung über das Silberausbringen am Falkenstein vor. Sie betrug 3,4 t Silber. Obwohl das Ausbringen 1472 noch einmal auf 2,3 t Silber absank, wurde schon 1487 ein erster Höchststand mit 14,8 t Silber erreicht. Für die Reviere Ringenwechsel und Arzberg betrug das Ausbringen im Jahr 1471 ca. 2,5 t und 3,0 t Silber. Der sich ausweitender Bergbau schuf offensichtlich zunehmend chaotische Zustände. Es blühten Korruption, Betrug und Vetternwirtschaft. Herzog Siegmund sah sich dadurch genötigt auf bestehende rechtliche Regelungen hinzuweisen und neue Regelungen zu schaffen.
Am 7. Januar 1474 erließ der Herzog eine neue Bergordnung. Hauptaugenmerk wurde hier auf die Hutleute gelegt. Diese waren verantwortlich für das Einstellen und den Einsatz der Arbeiter, sowie deren Entlohnung. Gleichzeitig hatten sie sich das Geschäft mit der Versorgung der Bergleute gesichert. Das wurde ihnen jetzt aufgrund ihrer Preistreiberei verboten. Ein weiteres Thema war die exakte Vermessung und Abgrenzung der Gruben um den weit verbreiteten Erzdiebstahl zu unterbinden. Den Bergrichtern und Bergmeistern wurde eine Beteiligung an den Gruben verboten. Bei Zuwiderhandlungen drohte eine Strafe von 11 Gulden.
Am 27. September 1477 erging an die Bergbeamten eine Instruktion zur Durchführung ihrer Arbeit. Eingeführt wurde die Entlohnung der Geschworenen. Sie erhielten 80 Gulden im Jahr. Die Geschworenen dürfen nicht miteinander verwandt sein. Die Hutleute wurden jetzt verpflichtet einen Eid abzulegen (Amtseid). Arbeitsbummelanten erhalten keinen Lohn oder werden entlassen. Auch wird das Mitbauverbot auf alle Bergbeamten ausgeweitet.
Am 2. Februar 1479 wurde in einer weiteren Ordnung den Knappen auf deren drängen 5 weitere bezahlte Feiertage bewilligt.
Im Jahr 1485 war die Zahl der Knappen allein am Falkenstein auf ca. 7.000 angestiegen. Das Silberausbringen am Falkenstein betrug 9,1 t. In den Revieren Ringenwechsel und Arzberg wurden im Jahr 1485 ca. 2,9 t und 3,1 t Silber ausgebracht. Die Beschwerden der Knappen über den Machtmissbrauch der Hutleute nahmen zu. Gleichzeitig wurden sich die Knappen ihrer Stärke bewusst und stellten immer neue Forderungen. Um schnell viel Erz gewinnen zu können, wurden mehr Arbeiter beschäftigt wie nötig waren. Es wurde offensichtlich in mehreren Schichten rund um die Uhr gearbeitet. Damit einher gingen mangelnde Kontrolle der Arbeiten. Das führt aufgrund der höheren Kosten zu Beschwerden der Gewerken.
Am 26. März 1485 erließ Erzherzog Siegmund eine Verordnung zur Regelung der Arbeitszeit. Es dürfen nur noch Tag- und Nachtschichten gefahren werden. Die Hutleute dürfen nur noch mit Genehmigung der Gewerken neue Arbeiter einstellen. Die Knappen verlangten, dass sie vor den Feiertagen nur eine halbe Nachtschicht arbeiten wollen. Für die Berechnung der Holzkohle für die Hütten wurde ein einheitliches Maß eingeführt.
Da der Erzherzog der Forderung der Knappen nach kürzeren Arbeitszeiten vor Feiertagen nicht nachkam, zogen sie zur Durchsetzung ihrer Forderung vor die Hofburg, dem Regierungssitz, in Innsbruck.
Der Erzherzog reagierte darauf am 25. Juni 1485 mit einer Verordnung, in der er zum Teil auf die Forderungen der Knappen einging. Die Nachtschichten vor den Feiertagen sollten vorgearbeitet werden. An fünf Feiertagen ist für die Tagschicht schon 11 Uhr Schichtende. Gleichzeitig forderte er die Einhaltung der schon seit 1447 geltenden Arbeitszeit von 8 Stunden. Weiterhin brachte er in diesem Schreiben klar zum Ausdruck, das er solche Demonstrationen der Knappen in Innsbruck bei Strafe für Leib und Gut verbietet. Besonders hervorgehoben wurde hier die Strafe für die Anführer solcher Demonstrationen.
Im Jahre 1489 arbeitete bereits die außergewöhnlich große Zahl von 7400 Knappen im Revier Falkenstein, Schwaz hatte in dieser Zeit über 12.000 Einwohner und war damit die zweitgrößte Gemeinde Österreichs nach Wien.
Um diese Zeit war die fortschreitende Zentralisierung des Bergbaus durch Großgewerken nicht mehr zu übersehen. Von den 1470 aufgeführten 37 Gesellschaften, waren 1490 noch 8 vorhanden. Ähnlich sieht es mit den zwischen 1471 und 1490 gegründeten 36 Gesellschaften aus. Hier gab es 1490 noch 9. Über eventuell noch vorhandene Eigenlehner ist nichts bekannt.

### Der Bergbau von 1490–1540
König Maximilian erließ kurz nach seiner Machtübernahme am 1. Juli 1490 eine neue Bergordnung. In den 94 Artikeln wurde das in den vorhergehenden Bergordnungen und Anweisungen niedergeschriebene zusammengefasst und einige neue Aspekte hinzugefügt. So soll die Abrechnung der Gruben und Löhne alle 4 Wochen stattfinden. Anwesend sein müssen drei Geschworene, der Bergmeister und der Bergrichter. Weiterhin soll in jedem Quartal eine Befahrung aller Bergwerke durch die jeweiligen Gewerken gemeinsam mit den Geschworenen und dem Bergmeister durchgeführt werden. Während die Erstreckung einer Gruben in der Saigerebene am Falkenstein auf 39,6 m tonnlägig nach oben oder unten begrenzt ist, wurde speziell für das Revier am Weissen Schrofen die Erstreckung der Grube auf 28,2 m saiger nach oben oder unten festgelegt. Um den Raubbau am Wald zu unterbinden, wurde die freie Holzgewinnung verboten und Waldstücken vom Holzmeister verliehen. Das Silber sollte jetzt mit 15,5 Lot (96,875 %) fein gebrannt werden.
Zur Ergänzung dieser Bergordnung wurden „Synoden“ abgehalten, in denen die Wirksamkeit der einzelnen Artikel der Bergordnung überprüft wurde und zur Ergänzung weitere Artikel hinzugefügt wurden. Bis 1510 wurden 10 Synoden abgehalten und 132 Artikel der Bergordnung hinzugefügt. 1497 wurden 4 Berggerichtstage im Jahr eingeführt. 1498 wurde der Bau eines Berggerichtshauses in Schwaz angeordnet. 1500 wurde die 3. Schicht im Grubenbetrieb wieder zugelassen. Das galt allerdings nicht für die Gedingearbeit. Weiterhin sollte der im Niedergang befindliche Bergbau am Arzberg gefördert werden. In der Arbeitszeitregelung wird 1505 darauf hingewiesen, das die Erzscheider länger als 8 Stunden arbeiten müssen und diese Arbeit nicht im Gedinge verliehen werden darf. Nachdem 1505 das Gebiet um Brixlegg und Rattenberg von Bayern an Tirol gekommen war, wurde 1507 noch einmal das Vorkaufsrecht der Hütten in Schwaz am Schneeberger Bleierz gegenüber den Hütten in Rattenberg und Brixlegg bekräftigt. Weiterhin wurde das tragen von Waffen durch die Bergleute verboten. 1510 wurde der Bau einer neuen Hütte in Rattenberg angeordnet, in der Armerze verhüttet werden sollten. Aufgrund der leeren Kassen Kaiser Maximilians wurde für das Jahr 1511 eine Förderprämie von 12 Kreuzern für ein Star Erz (59,3 kg) eingeführt. Das hatte allerdings für das Silberausbringen keinerlei Wirkung gezeigt.
Bisher hatte man vorwiegend die reichsten und mächtigsten Erzvorkommen abgebaut, insbesondere jene, die direkt, schnell und ohne zu großen technischen Aufwand gefördert werden konnten. Dies erklärt das schnelle Vordringen in die Tiefe, da viele schwächere Erzgänge ignoriert und Armerze auf die Halde gekippt wurden. Spätere Generationen von Bergleuten konnten deshalb immer wieder aus den alten Halden und nicht beachteten kleineren Erzgängen wertvolles Erz gewinnen. Die hohe Anzahl an Stollen im Revier resultiert auch aus dieser Vorgehensweise, schnell und ohne zu großen Aufwand Stollen in die wichtigsten Lagerstättenteile voranzutreiben. Trafen die Bergleute in den Stollen auf Störungen in der Lagerstätte, beispielsweise Verwerfungen, wurden diese häufig nicht untersucht, sondern ein neuer Stollen begonnen. Ein weiterer wichtiger Faktor für die Vielzahl an dicht beieinander liegenden Stollen war die geringe Breite der verliehenen Grubenfelder von 39,6 m. Die Längenerstreckung des Stollens war nicht begrenzt.
Erzherzog Siegmund behielt aber noch etwas planenden Einfluss auf den Schwazer Bergbau. Neben seiner Beteiligung an 16 Gruben wurde ihm 1491 der Stollen St. Sigmund zum Fürstenbau verliehen. Er befand sich nördlich der Kirche St. Martin. 1498 erhielt der Stollen St. Sigmund zum Fürstenbau die Freiheit, dass kein anderer im Bereich des Stollens bauen darf. Das wurde allerdings nicht eingehalten. Die dadurch entstandenen Streitigkeiten mit dem oberhalb der Grube liegenden Martinhüttstollen samt Elena wurden 1500 mit einem Vertrag beigelegt.
1499 wurde die Grube Zum Erbstollen dem Kammerdiener König Maximilians, Matthäus Hofer, nordöstlich des Stollens St. Sigmund Fürstenbau verliehen. Oberhalb des Erbstollens wurde 1505 dem Hutmann des Erbstollens, Heinrich Peilberger, der Stollen St. Georg verliehen.

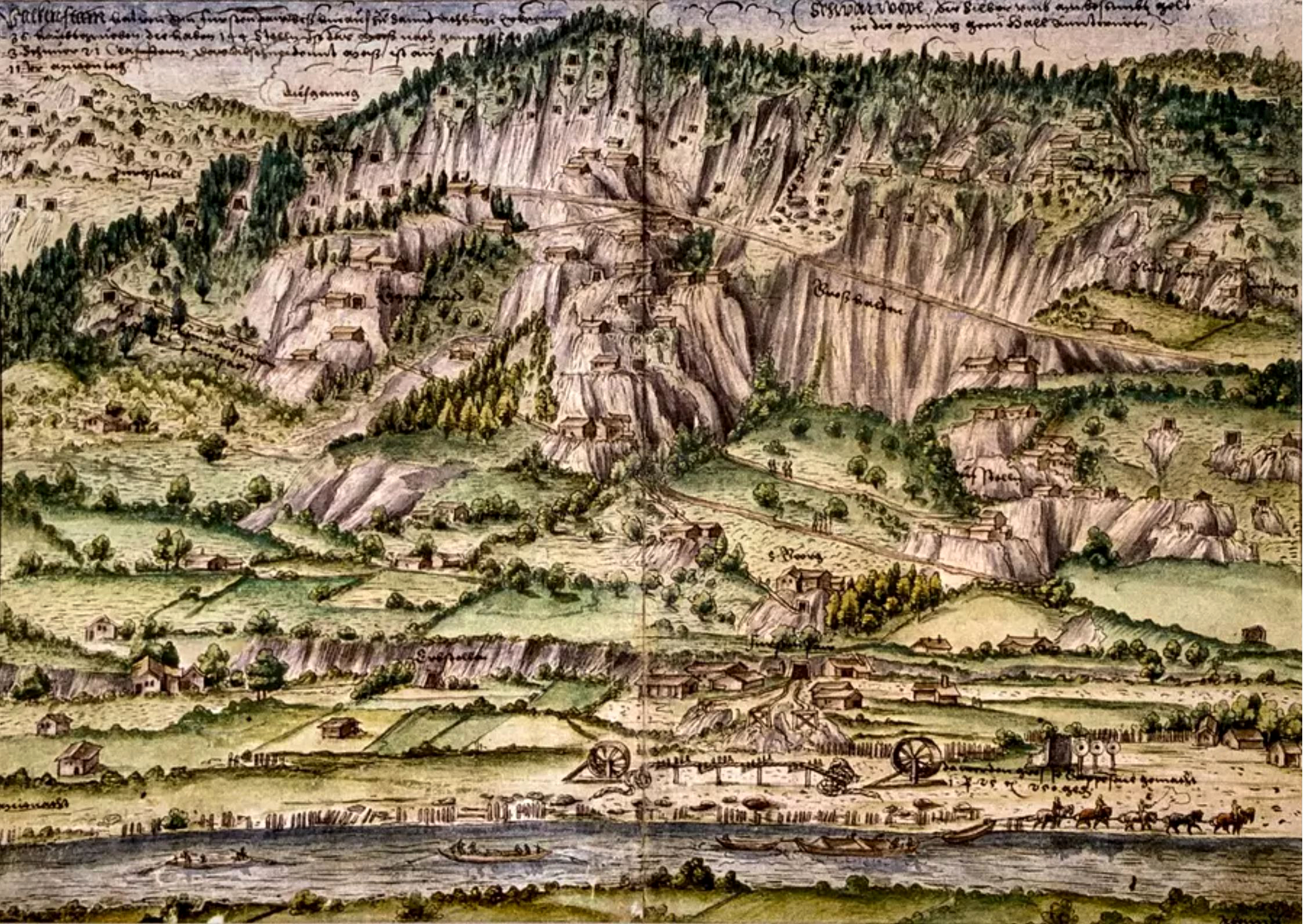
Schwaz, im Hintergrund der Eiblschrofen mit Stollen 1556

Nachdem die Stollen den Erz führenden Dolomit erreicht hatten, brachen Streitigkeiten zwischen dem Erbstollen und dem Stollen St. Sigmund zum Fürstenbau aus. Das Silberausbringen der Stollen war allerdings noch nicht sehr hoch. Es betrug 1513 beim St. Sigmund zum Fürstenbau ca. 10 kg, beim Erbstollen ca. 41 kg und beim Martinhüttstollen samt Elena ca. 35 kg. Die Streitigkeiten wurden nach langen Verhandlungen 1515 beigelegt. Im gleichen Jahr wurde zwischen dem St. Sigmund zum Fürstenbau und dem Erbstollen der St. Maximilian Kaiserbau angeschlagen. Dieser Stollen sollte im Revier 11,30 m unter den beiden anderen Stollen einkommen. Hauptgewerke war Kaiser Maximilian. Um die hohen Kosten des Stollenvortriebs zu minimieren, übernahm er bis zum Erreichen des Erz führenden Dolomits die Hälfte der Vortriebskosten.
1520 hatte der Stollen offensichtlich das Erz erreicht. In einer Bergrechtsurkunde wurde die Auflassung einiger Stollen, darunter St. Sigmund zum Fürstenbau und Erbstollen zur Einsparung von Kosten und Grubenholz durch Bergbeamte angeraten. Der ehemalige St. Maximilian Kaiserbau wurde danach wahrscheinlich unter dem Namen Sigmund Erbstollen betrieben. Er diente dem Transport der Erze und des tauben Materials sowie der Ableitung der Grubenwässer und der Wetterführung.
Schon 1505 zeigt sich offensichtlich die Erschöpfung der höher gelegenen Lagerstättenteile im Revier Falkenstein. Zunehmend wurden Armerze aus dem Versatz der alten Stollen gewonnen. Das zeigt noch einmal deutlich den Raubbau der ersten Jahrzehnte. Auf das Silberausbringen hatte das aber noch keine großen Auswirkungen, obwohl die Silbermenge von 10,7 t im Jahr 1504 auf 9,2 t im Jahr 1505 fiel. Betroffen waren allerdings die Aufbereitung und die Hüttenwerke durch deutlich gestiegene Kosten bei der Aufbereitung und dem Schmelzen der im Silbergehalt ärmeren Erze.
Im Jahr 1513 wurden im Revier Falkenstein 100 Gruben und Beilehen aufgelistet. Von diesen 100 Gruben waren 33 Gruben Eigenlehnergruben (Freigrübler) die zusammen nur wenige Kilogramm Silber ausbrachten. 46 Gruben waren im Besitz der Großgewerken Stöckl, Haerer, Paumgartner, Lichtenstein, Firmian und Landesherrlich. Das Silberausbringen war wieder auf 12,4 t angestiegen. Das Revier Ringenwechsel lieferte ca. 3,5 t und das Revier Arzberg ca. 3,4 t Silber. Im Revier Arzberg war der Höhepunkt des Silberausbringens bereits überschritten und die Förderung rückläufig.
1515 wurde im Bereich des Erbstollens mit der Teufe eines Schachtes begonnen. Zur Förderung wurde ein Pferdegöpel erbaut. Diese erstmals um 1300 in Kuttenberg eingesetzte, und offensichtlich bis dahin in Schwatz nicht genutzte Fördermaschine, wurde aufgrund ihrer Herkunft als böhmische Kunst bezeichnet. Ob es sich bei diesem Schacht um den später vom St. Siegmund Erbstollen bekannten Blindschacht handelt ist nur zu vermuten, denn es wird erwähnt, das die Gewerken die Schachtteufe fortgesetzt und 1532 eine Teufe von 125 Klaftern (235 m) erreicht haben sollen. Dieser tonnlägige Blindschacht wurde mit einem Einfallen von 70–75 Grad nieder gebracht. Nachweisbar sind 9 Sohlen, die regional „Läufe“ genannt wurden. Wann der Schacht welche Teufe erreicht hat, ist allerdings unklar. Für das Jahr 1554 wird eine Teufe von 40 Klafter (75,2 m) angegeben. Die Tiefbaue selber sind aber schon weit unter den Schacht vorgedrungen. Schon 1538 wird von einer Neuen Zeche berichtet, deren Teufe schon 40 Klafter unter dem Wasserschacht (dem Blindschacht) liegt.
Von 1510 bis 1525 wurden in weiteren Synoden noch einmal 41 Artikel der Bergordnung hinzugefügt. So wurde die Förderprämie auch im Jahr 1512 gewährt. 1525 wurde festgestellt, dass fast alle Gruben ihre Baugrenzen erreicht haben. Um die zwischen den einzelnen Gruben vorhandenen Reserven abbauen zu können, wurde in zwei Artikeln die Vorgehensweise beim gemeinsamen Abbau dieser Reserven geregelt. Während 1524 mit der Förderung von 15,7 t der Höhepunkt des Silberausbringens am Falkenstein erreicht wurde lieferte das Revier Ringenwechsel ca. 3,5 t Silber und das Revier Arzberg mit sinkender Tendenz ca. 3,3 t Silber.
In den 1520er und 1530er Jahren kam es aufgrund der Erschöpfung vieler kleiner Gruben und der Zusammenlegung von Gruben die mit Durchschlägen miteinander verbunden waren zu einer Konzentration des Bergbaus. Es entstanden wenige, dafür größere Gruben. Von den 100 Gruben und Beilehen die es 1513 am Falkenstein gab, existierten 1530 noch 38 Gruben. Die Zahl der Gewerken sank von 66 auf 12. Von den 38 Gewerken die 1470 am Falkenstein tätigen waren, sind nur noch Tänzl und Fieger aktiv.
1535 drohten die Fugger als Hauptgewerken, aufgrund der hohen Kosten der Wasserhaltung des Tiefbaues im Erbstollen, den Tiefbau aufzugeben. Allein die Wasserhaltungskosten wurden mit 16.000 fl. im Jahr beziffert. Nach langen Verhandlungen willigte das Wiener Hofamt in die Übernahme eines Drittels der Kosten ein. Wie wichtig der Tiefbau war, zeigt die Fördermenge von durchschnittlich 2,8 t Silber im Jahr. Die gesamte Förderung am Falkenstein betrug 11,4 t Silber im Jahr 1535. Die Probleme der Wasserhaltung waren damit allerdings nicht beseitigt. 1537 stand die Einstellung des Bergbaus im Erbstollen wieder zur Diskussion. Im Oktober 1537 prüfte eine Kommission ob die weitere Unterhaltung des Erbstollens noch vertretbar ist. Nach der Zusage weiterer Hilfen durch das Wiener Hofamt nahmen die Gewerken den Betrieb im Erbstolln 1538 wieder auf. In der Neuen Zeche wurden kurz darauf reiche Erzanbrüche gemacht.
Trotz der noch immer großen Mengen an ausgebrachtem Silber ist ein stetiges Absinken der Produktion nicht mehr zu übersehen. Wurden im Rekordjahr 1524 15,67 t Silber ausgebracht, waren es im Durchschnitt der Jahre 1531–1535 nur noch 10,8 t Silber und im Durchschnitt der Jahre 1536–1540 noch 7,6 t Silber. Das ist am Ende eine Halbierung der Silberförderung. Das Revier Ringenwechsel erreichte in diesem Zeitraum mit ca. 3,9 t Silber im Jahr den Höhepunkt der Silberförderung. Im Revier Arzberg wurden im Jahr nur noch ca. 2,9 t Silber ausgebracht. Die 1511/1512 gewährten Förderprämien wurden spätestens ab 1520 in Hilfsgelder, die in Kreuzern je Star (59,3 kg) Erz vom Landesherren gezahlt wurden, umgewandelt. Ohne diese staatlichen Beihilfen war der Bergbau nicht mehr kostendeckend zu betreiben.

### Fugger im Schwazer Bergbau
Die bisher geldgebende Gesellschaft der Meutinger hatte sich 1481 aufgelöst. Dafür trat im Jahr 1485 erstmals das Augsburger Kaufmannsgeschlecht der Fugger, die Brüder Jakob II, Ulrich und Georg, auf den Plan. Sie liehen Erzherzog Sigmund 3.000 Gulden. Dafür bekamen sie den Wechsel des Silberkaufes (Differenz zwischen Aufkauf- und Verkaufspreis) für 1.000 Mark Silber, die der Großgewerke Christian Tänzl lieferte. Im Gegensatz zu anderen Geldgebern ließen sich die Fugger ihre Kredite nicht verzinsen, sondern sie sicherten sich damit den Zugriff auf das Schwazer Silber und später auch auf das Kupfer.
Der Bergbau bei Schwaz sollte eine der Grundsäulen für den enormen Reichtum und Einfluss der Fugger bilden. 1487 ließ sich Erzherzog Sigmund in einen Krieg mit Venedig hineinziehen. In der Folge musste er 100.000 Gulden für Plünderungen an Venedig bezahlen. Mit den vorhandenen Kupfervorräten konnte 60.000 Gulden bezahlt werden. Die verbleibenden 40.000 Gulden wurden auf 23.627 Gulden herunter gehandelt. Zur Bezahlung dieser Summe kamen wiederum die Fugger ins Spiel. Jakob Fugger und die Brüder kamen gemeinsam mit dem Großgewerken Antonio de Caballis für diese Summe auf. In einem Vertrag vom 17. November 1487 bürgten die fünf reichsten Gewerken des Schwazer Reviers für die Erfüllung der Zahlung. Sie allein brachten jährlich ca. 4 t Silber aus. Zur Begleichung der Schuld erhielten die Fugger den Wechsel des Silberkaufes auf das Silber dieser Gewerken.
Ein Darlehen in einer ganz anderen Größenordnung gaben die Fugger Erzherzog Siegmund im Mai 1488. Von Juni bis November erhielt er monatlich 5.000 Gulden. Von Dezember 1488 bis November 1489 monatlich 10.000 Gulden. Für diese 120.000 Gulden wurde ihnen das gesamte Schwazer Silber des Jahres 1489 verpfändet. Von diesem Silber mussten die Fugger wöchentlich 200 Mark (56,13 kg) an die Münze in Hall liefern. Dafür wurden sie hier am Schlagschatz beteiligt. 1489 wurden am Falkenstein 11,7 t Silber ausgebracht. Für die Bezahlung der ersten 30.000 Gulden erhielten sie im Anschluss wöchentlich 200 Mark Silber.
Im März 1490 zog sich Erzherzog Siegmund auf Druck der Tiroler Stände zurück und König Maximilian, sein Vetter 3. Grades, übernahm die Herrschaft in Tirol. Er erkannte die noch ausstehende Schuld über 46.000 Gulden gegenüber den Fuggern an.
Wie Erzherzog Siegmund, so war auch Kaiser Maximilian aufgrund seiner ständigen Kriege permanent in Geldnot. Auch hier waren die Fugger die Geldgeber. So lieh er sich am 21. Juni 1493 6.000 Gulden, nachdem er kurz zuvor schon 4.000 Gulden bekommen hatte. Am 3. August 1493 wurde die Summe um weitere 10.000 Gulden aufgestockt. Am 31. Mai 1494 lieh er sich weitere 40.000 Gulden. Als Pfand diente immer das Schwazer Silber.
Zur Finanzierung seines Italienfeldzuges wollte er 1496 von den Fuggern 121.600 Gulden, die ihm auch bewilligt wurden. Davon zogen die Fugger allerdings 88.600 Gulden für die Begleichung alter Forderungen ab. 20.000 Gulden behielt die Landesregierung von Tirol. Somit blieben Kaiser Maximilian nur 13.000 Gulden. Zur Deckung der Schuld wurden den Fuggern 24.000 Zentner (1.344 t) Kupfer im Wert von 156.000 Gulden verkauft. Es ist das erste Mal, das auch Schwazer Kupfer zur Deckung der Schulden eingesetzt wurde. Kaiser Maximilian erhielt weitere 27.000 Gulden für die wieder Schwazer Silber verpfändet wurde. Auch 1498 lieh er sich wieder Geld von den Fuggern. Diesmal waren es 30.000 Gulden, für die wieder Silber als Pfand eingesetzt wurde.
Am 27. Dezember 1508 erhielt Kaiser Maximilian 103.750 Gulden. Dafür wurden 12.500 Mark (3,5 t) Silber verpfändet. Für weitere 25.000 Gulden wurden 6.250 Zentner (350 t) Kupfer verpfändet. 1515 brauchte Kaiser Maximilian erneut 40.000 Gulden. Da das Schwazer Silber- und Kupferausbringen der Gruben auf Jahre hinaus verpfändet war, wurde für diese Summe das Kupfer der Jahre 1520–1523 verpfändet. Für jeden Zentner Kupfer erhielten die Fugger dazu noch 5 Mark Silber.
1522 übernahmen die Fugger zusammen mit Hans Stöckl die Gruben des verschuldeten Martin Baumgartner. Damit stiegen die Fugger in Schwaz erstmals als Gewerken direkt in den Schwazer Bergbau ein. Auch die Baumgartner gehörenden Grubenanteile in Lienz und in Rattenberg, sowie die Hütte in Kufstein wurden übernommen.
1526 gründeten sie den Schwazer Berg-, Schmelz- und Pfennwerthandel und bauten 1527 eigene Hütten in Schwaz, Jenbach und Voldöpp. Nach der Zahlungsunfähigkeit der Handelsgesellschaft der Höchstetter übernahmen sie deren Hütte in Jenbach. Weiterhin waren sie an Bergwerken in Brixlegg und ab 1540 am Röhrerbühel bei Kitzbühel beteiligt. 1544 besaßen sie Anteile an 40 Gruben am Falkenstein und 19 Gruben am Ringenwechsel.
Die Gewinnung von Silber und Kupfer der Fugger am Falkenstein von 1523 bis 1605 betrug 648.000 Mark (181,87 t) Brandsilber in Wert von 7,1 Millionen fl (Rechnungsmünze) und 204.405 Zentner (11.447 t) Kupfer im Wert von 2,044 Millionen fl. Der errechnete Reingewinn betrug 5,77 Millionen fl. Der Reingewinn aus den übrigen Gruben in Schwaz betrug wahrscheinlich 2,5 Millionen fl. Einen tatsächlichen Nachweis über den Reingewinn gibt es nur für die Jahre 1548–1555. Er betrug hier 35.210 fl im Jahr. Die in den Jahren 1527, 1528, 1531 und 1537 aus den Bergwerksanteilen der Fugger in Tirol resultierenden 17,6 t Silber wurden an verschiedene Stätten geliefert. In die Münze von Hall 10,3 %, an verschiedene Personen verkauft 4,3 %, an die Niederlassung in Augsburg 56,7 %, an die Niederlassung in Wien 14,4 %, an die Niederlassung in Venedig 6,3 % und an die Münzstätte in Isny 8,0 %. Im gleichen Zeitabschnitt wurden von den Fuggern 1.843 t Kupfer im Wert von 165.311 fl. verkauft.
Nach der Insolvenz mehrere Großgewerken gründeten die Fugger gemeinsam mit den verbliebenen Gewerken Haug-Langnauer-Linck und Manlich-Katzbeck am 3. März 1565 mit einem Kapital von 315.000 Gulden die Jenbacher Gesellschaft. Von dieser Summe brachten die Fugger 114.000 Gulden, Haug-Langnauer-Linck 109.000 Gulden und Manlich-Katzbeck 92.000 Gulden ein. Damit verfügte die Gesellschaft über 64 der 90 Grubenanteile am Falkenstein. 1574 gingen die Gewerken Haug-Langnauer-Linck in die Insolvenz und die Fugger übernahmen deren Anteil an der Jenbacher Gesellschaft. Nach der Übernahme der Anteile der Gewerken Manlich-Katzbeck nach deren Insolvenz im Jahr 1578 waren die Fugger mit der Jenbacher Gesellschaft neben Erzherzog Ferdinand die einzigen Gewerken im Schwazer Bergbau.
Die Fugger versuchten nun permanent ihre Vorstellungen zur Organisation des Bergbaus gegenüber dem Landesherren durchzusetzen. So drohten sie mehrfach den Pfennwerthandel und den Unschlitthandel einzustellen. Trotzdem waren sie in Notsituationen bereit den Knappen zu helfen. So stellten sie 1581 10.000 Gulden zum Getreidekauf zur Verfügung um eine Hungersnot zu verhindern. Im November 1595 drohten sie nur noch die lukrativsten Örter in den Gruben zu belegen. Hintergrund war der noch immer schwelende Streit um die Scheidung in drei Erzsorten. Nach dem Tod von Marx Fugger 1597 begannen die finanziellen Turbulenzen im Jenbacher Handel. Die Erben zeigten wenig Neigung sich weiterhin am Bergbau zu beteiligen. 1598 legten sie sowohl am Falkenstein und auch am Ringenwechsel Gruben still. Daraufhin drohte ihnen der Landesherr die bis jetzt gezahlten Fördermittel zu streichen. Ab 1600 begannen die privaten Geldentnahmen aus dem Jenbacher Handel.
Die vom Dreißigjährigen Krieg direkt betroffenen Fugger flüchteten nach der Schlacht bei Rain am Lech im April 1632 nach Schwaz. Hier lebten sie dann auf Kosten des Jenbacher Handels. Inzwischen eskaliert der Streit von sechs Familienlinien der Fugger um die Vormachtstellung im Jenbacher Handel und dessen Ausrichtung. 1645 versuchte der Faktor der Fugger, Ulrich Truefer, zur Sanierung des Jenbacher Handels erfolglos einen Vergleich zwischen den verfeindeten Familien zu erzielen. Der Streitwert betrug 348.572 fl. 1653 war der Jenbacher Handel zahlungsunfähig. Nur das Eingreifen des Erzherzogs verhinderte den Zusammenbruch. 1655 erfolgte durch den Faktor ein neuer Versuch eines Vergleiches. Allerdings wieder erfolglos. Am 2. März 1657 wurde der Jenbacher Handel aufgelöst und zum 17. Juli 1658 die Liquidation beendet.
Damit endete der Bergbau der Fugger in Schwaz.

### Wasserhebung im Erbstollenschacht

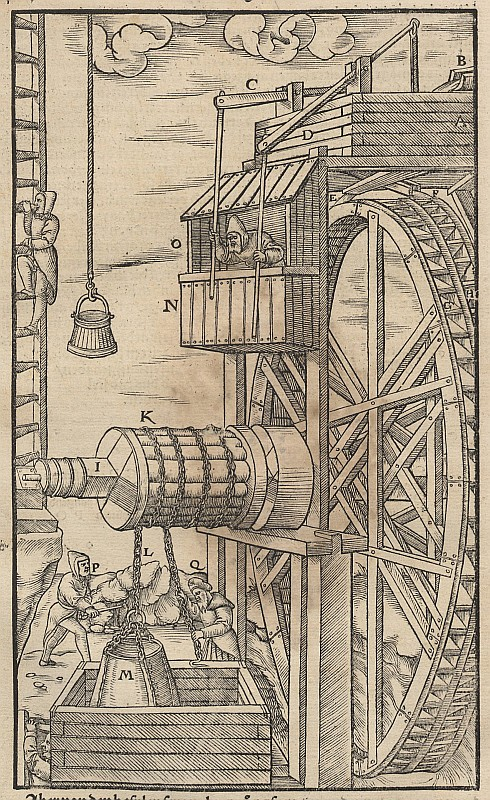
Wasserkunst, Kehrrad

Bedingt durch die Lage der Gruben an dem bis zu 1.000 m hohen Gebirgsrücken stand lange Zeit die Frage einer Wasserlösung der Gruben nicht. In dem mit Stollen geführten Bergbau war es einfach über diese zusitzende Wässer abzuleiten. Erst mit dem beginnenden Tiefbau im Erbstollen stand das Problem der Wasserlösung auf der Tagesordnung. Schon 1522 sah man sich mit dem Problem der hohen Kosten der Wasserhebung konfrontiert. Zur Lösung sollte eine Wasserkunst eingebaut werden. Ein 1522 erbautes Modell war offensichtlich so Erfolg versprechend, das es 1524 von dem Werkmeister Hans Schwaiger im Schacht eingebaut wurde. Nach der Beschreibung könnte es sich um eine Heinzenkunst gehandelt haben. Der Betrieb dieser Kunst war aber offensichtlich nicht von Dauer. Für das Jahr 1535 gibt es Beschwerden der Fugger über die hohen Kosten des Wasserhebens. Genannt werden 450 Wasserheber und man erwähnt, dass mit der weiteren Teufe des Schachtes weitere Wasserheber notwendig sind.
1537 biete ein Maximus Dubrauer an, im Schacht eine neue Wasserkunst einzubauen. Der Beschreibung nach handelt es sich um eine Form der Höllschen Luftmaschine nach dem Prinzip des Heronsballs. Über einen Einsatz dieser Maschine ist nichts bekannt. Aufgrund der Holzkonstruktion und der damit verbundenen Problem der Abdichtung war das Projekt wahrscheinlich von Anfang an zum Scheitern verurteilt.
1538 kam es zu einem Aufstand der Wasserheber und alle Arbeiten im Tiefbau mussten eingestellt werden. In diesem Zusammenhang wird erwähnt, dass von den 472 Wasserhebern allein in der 40 Lachter (75,2 m) tiefen Neuen Zeche 220 Wasserheber beschäftigt waren. In welcher Form die Wasserhebung funktionierte wird nicht erwähnt.
1539 wurden in der Neuen Zeche größere Wassermengen erschroten. Hier wurde dann offensichtlich eine technische Lösung bevorzugt und Handpumpen eingebaut. Aufgrund der hohen Wasserhebungskosten wurde der Schacht 1545 aufgegeben und das Wasser stieg bis 28,5 m unter die Sohle des Erbstollens.
Um das Problem der Wasserhebung im Schacht zu lösen, erbot sich 1553 der Salzburger Anton Lasser eine Wasserkunst wie er sie auf den Bergwerken am Röhrerbühel errichtet hat zu bauen. Die Gewerken des Erbstollens weigerten sich jedoch die Kosten für diese Kunst allein zu tragen. Daraufhin willigte die Wiener Hofkammer ein, sich an den Kosten zu beteiligen. Vor dem Baubeginn starb jedoch Anton Lasser. Ausgeführt wurde die Arbeit dann ab Ende 1553 von einem Wolfgang Lasser.
Das Kehrrad mit einem Durchmesser von 10 m wurde in einen vorhandenen Abbauhohlraum am Schacht eingebaut. 1555 ging es in Betrieb. Die Baukosten betrugen 10.026 fl, von denen Kaiser Karl V. ein Drittel übernahm. Die im Schwazer Bergbuch im 16. Jahrhundert dargestellte Kunst ist allerdings eine nicht ausgeführte Projektzeichnung.

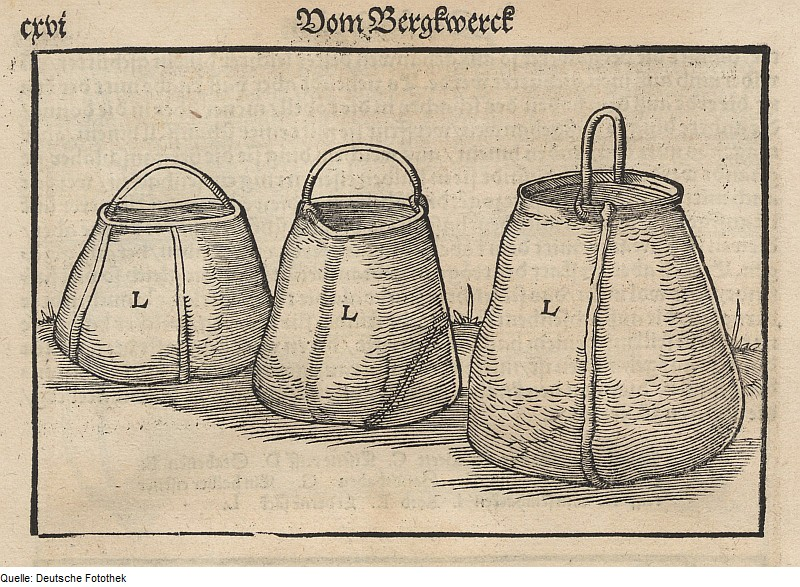
Ringbulgen verschiedener Größe

Eine ausführliche Beschreibung der Kunst verfasste Stephanus Vinandus Pighius Campensis in seinem Werk Hercules Prodicius, der sich mit Prinz Karl Friedrich von Jülich-Kleve-Berg auf einer Italienreise befand und am 25. September 1574 die Kunst besichtigte.
Beschrieben wird ein Haspelkorb in der klassischen zylindrischen Form, während auf dem Bild im Bergbuch ein doppelkonischer Korb dargestellt ist. Weiterhin beschreibt er im Gegensatz zum Bild und späteren Veröffentlichungen, dass die Bulgen an Ketten hängen. Die Förderung mit Ketten und nicht mit Hanfseilen war für diese Zeit in Mitteleuropa typisch und wurde auch von Agricola so dargestellt. Die Bulgen waren aus 3 Rinderhäuten genäht und eingefettet und fassten 6 oder 7 Fässer Wasser. Sie wurden mit einem Eisenring stabilisiert und hatten eiserne Henkel. Hier handelt es sich um selbstschöpfende Ringbulgen. Auch hier stimmen wieder Beschreibung und Bild nicht überein. Im Bild fehlt sowohl der eiserne Ring wie auch der eiserne Henkel. Mit der Kunst wurde offensichtlich nur die Wasserhaltung betrieben. Die Erz- und Bergeförderung wurde mit Handhaspeln durchgeführt. In einer Beschreibung des Kanzlers Matthias Burglechner wird das Volumen der Bulgen mit 10-11 Yhren (je 82,56 l) mit je 96 Innsbrucker Maaß (0,86 l) angegeben. Damit fasste eine Bulge ca. 900 l Wasser. Die vom Konstrukteur Lasser angegebene Förderleistung der Kunst betrug 12,83 m3/h aus einer Teufe von 40 Lachtern. Diese Förderleistung ist durchaus mit anderen zu der Zeit in Betrieb befindlichen Bulgenkünsten zu vergleichen.
Die neue Wasserkunst war erheblich leistungsstärker und kostengünstiger als das alte Verfahren der Wasserhebung. Die Berechnung der Kosteneinsparung durch die Kunst ist schwierig. In einem Bericht wird von der Einsparung von 626 Wasserhebern gesprochen. Dieser Wert ist allerdings rein theoretisch. Nachweisbar waren 472 Wasserheber, von denen 220 in einem Blindschacht arbeiteten, der unterhalb des Wasserschachtes lag. 1540 wurde diese Art der Wasserhebung im Blindschacht durch Handpumpen ersetzt. Wie viele Beschäftigte die Pumpen bedienten, ist nicht bekannt. Der Lohn für einen Wasserheber wurde mit 50 Kreuzern in der Woche angegeben. Bei einer optimistischen Betrachtung der Einsparung von 472 Wasserhebern entsteht eine Kostenersparnis von 20.453 fl im Jahr. Die für den Betrieb der Kunst notwendigen Arbeiter verursachen Kosten von 303 fl im Jahr. Damit wäre die Kunst innerhalb eines halben Jahres bezahlt. Nicht berücksichtigt bei dieser theoretischen Rechnung sind allerdings die Kosten der Instandhaltung des Kunstrades und der Grubenbaue durch die das Wasser zum Kunstrad geführt wird.
Das Aufschlagwasser für das Rad wurde aus mehreren Gruben und Stollen zusammengeführt und über den St. Sigmund Fürstenbaustollen auf das Rad geleitet.
Mit dem tiefer gehen der Abbaue und des Schachtes reichte die Leistung der Kunst nicht mehr aus. Die erst 1582 erreichte tiefste Sohle wurde schon 1583 wieder aufgegeben. 1594 folgte die 6. und 7. Sohle, sowie 1603 die 5. Sohle. Hauptgrund war aber wahrscheinlich nicht die Wassermenge, sondern die stark gestiegenen Kosten im Tiefbau.
Trotzdem entschloss man sich 1608 als Ersatz für die alte Bulgenkunst eine Pumpenkunst einzubauen. Ein Jörg Horngacher, Kunstmeister aus Kitzbühel, wollte nach dem Vorbild der Pumpenkunst des 1595 geteuften tonnlägigen Barbaraschachtes in Idrija, eine Kunst bauen. Die dortige Kunst förderte mit 13 Sätzen aus einer Teufe von 111 Lachtern 190 l/min (31,66 l/Hub). Die zu bauende Kunst sollte von einem Kunstmeister und 6 Kunststeigern betrieben werden. Die Personalkosten sollten 436 Gulden betragen.
Hans Jakob Nieserl, der Faktor der Fugger, favorisierte allerdings den aus Villingen stammenden Kunstmeister Hans Jäger. Dieser hatte im Harz eine Pumpenkunst errichtet. Er erhielt im Herbst 1609 den Auftrag für den Bau einer solchen Kunst. Offensichtlich ging der Bau der Kunst nur schleppend voran, denn sie war 1613 noch nicht fertig gestellt. Bei einem sechswöchigen Probebetrieb förderte die Kunst je Hub nur 4,3 l. In der Folge stieg das Wasser je Stunde um 1 Zoll. Das bedeutet einen Anstieg um 67 cm am Tag. Um den Wasserstand halten zu können, musste auch die alte Kunst in Betrieb bleiben. Die Kosten für den Bau der Pumpenkunst beliefen sich auf 8.704 fl.
Im Jahr 1613 erbot sich ein Peter Paul Mariani aus Meiland eine bessere Pumpenkunst zu bauen. Der aus der Erfahrung mit Hans Jäger vorsichtig gewordene Faktor der Fugger bot ihm allerdings an seine Kunst in einem abgesoffenen 17 Klafter tiefen Schacht im Klammstollen im Großkogl bei Brixlegg einzubauen. Allerdings scheiterte auch hier der Bau einer betriebsfähigen Pumpenkunst.
Nach dem Desaster mit dem Bau der Pumpenkunst im Erbstollenschacht wurden 1615 die 3. und 4. Sohle aufgegeben. 1623 wurden dann die 1. und 2. Sohle aufgegeben und 1624 der Schacht komplett geflutet.

### Bergbau von 1540–1600
Ab etwa 1540 begann ein langsamer Verfall des Bergbaus. Die Ursachen lagen zu dieser Zeit in der Korruption der Bergbeamten, die Nichteinhaltung der von der Regierung in den Synoden erlassenen Vorschriften und die Unfähigkeit der Regierung diese durchzusetzen. Während 1540 in den Falkensteiner Gruben, ohne den Erbstollen, noch 4.558 fl Gewinn gemacht wurde, brachte das Jahr 1542, trotz der Zahlung der Hilfsgelder von 30 Kreuzer/Star Erz (59,3 kg), einen Verlust von 11.099 fl. 1548 waren die Gewerken Tänzl und Stöckl noch die größten Gewerken in Schwaz. Im Jahr 1554 wurden sie, als die letzten großen einheimischen Gewerken, insolvent. Ihre Bergwerksanteile wurden von den Augsburger Gewerken Manlich und den aus Böhmen stammenden Dreyling übernommen.
Mit dem Einbau der Bulgenkunst in den Erbstollenschacht im Jahr 1555 konnte man jetzt den Schacht weiter teufen und neue Erzreserven erschließen. Ab 1555 kauften die Gewerken Haug-Langnauer-Linck in großem Stil in Not geratene Kleingewerken und Freigrübler auf. Ihr Umsatzvolumen wuchs dadurch innerhalb kurzer Zeit um 300 Prozent.
Um den steigenden Kostendruck der Gewerken entgegenzuwirken mischten die Knappen Reicherze unter nicht verkaufsfähige Armerze. Damit versuchten sie ihren offensichtlich niedrigen Verdienst aufzubessern. Das führte zur drastische Absenkung der Erzgehalte und damit zu einem nicht mehr kostendeckenden Schmelzprozess in den Hütten.
Um diese Handlungsweise zu verhindern versuchten die Gewerken die Sortierung in drei verschiedene Erzklassen einzuführen. Das war in anderen Bergrevieren seit Jahren üblich. Man befürchtete aber eine weitere Senkung der Erzbezahlung. Nach Protesten der Knappen, wurde diese Erzsortierung per Dekret vom 18. Juni 1554 verboten und es blieb bei einer Sorte Erz die an die Hütten geliefert wurde. Allerdings hielten sich die Gewerken oft nicht an diese Anordnung, was immer wieder zu Protesten der Knappen führte.
Im Jahr 1556 wurde in Innsbruck eine große Bergsynode abgehalten um die Missstände im Bergbau zu erörtern und abzustellen. Zu diesem Zeitpunkt arbeiteten 8.650 Mann am Falkenstein. In Betrieb waren 36 Gruben mit 144 Stollen. Die gesamte in Betrieb befindliche Grubenlänge betrug 111 km. Im Verlauf der Synode wurde wieder einmal die Teilung in drei Erzsorten verboten. Gegen die ausufernde Korruption der Hutleute und die Probenfälschung bei der Bestimmung der Erzgehalte sollte streng vorgegangen werden.
1559 verkauften die Gewerken Herwart ihre Grubenanteile am Falkenstein an den Landesherren Kaiser Ferdinand I. Verwaltet wurden sie von dem eigens dafür gegründeten Österreichischen oder landesfürstlichen Handel. 1560/61 verkaufte Herwart auch die Grubenanteile am Ringenwechsel dem österreichischen Handel. Der Landesherr wollte mit diesem Kauf ein staatliches Gegengewicht zu den am Falkenstein verbliebenen fünf privaten Gewerken schaffen.
Am 2. August 1559 machten auch die Fugger dem Landesherrn ein Verkaufsangebot über ihren gesamten Bergwerksbesitz, Schmelzhütten, Liegenschaften und Material. Der Landesherr lehnte das, wie auch das Verkaufsangebot der Gewerken Manlich-Katzbeck und Haug-Langnauer-Linck im Jahr 1561 ab.
Offensichtlich zeigten die nach 1556 ergriffenen Maßnahmen Erfolg. 1560 wurde am Falkenstein wieder ein Gewinn von 17.243 fl. erzielt. Allerdings wurden gleichzeitig 33.587 fl. Hilfsgelder gezahlt. Das Silberausbringen betrug 8,7 t. Dieser Aufschwung wurde 1563 durch den Ausbruch der Pest gebremst.
Die Pest grassiert von 1563–1566 mit dem Höhepunkt 1564. 1563 starben innerhalb von 8 Monaten 460 Knappen. Im Großraum Schwaz von Weer bis Rotholz starben in 3 Jahren 6.000 Einwohner, darunter 1.000 Knappen. Der Grubenbetrieb wurde aber aufrechterhalten. Trotzdem kam es zu einem Einbruch des Silberaubringens. Im Vergleich zum Jahr 1562 wurden 1563 1,1 t Silber und 1564 2,8 t Silber weniger ausgebracht. Nach der Fusion von Katzbeck und Manlich im Jahr 1564 waren ab 1565 mit der Gründung der Jenbacher Gesellschaft, neben dieser, nur noch der Landesherr Kaiser Maximilian II. und Dreyling im Bergbau aktiv.
Nach einer leichten Erholung des Bergbaus kam es durch Missernten 1570/1571 und damit einhergehend einer Hungersnot zu einem erneuten Einbruch des Bergwerksbetriebes. Nach einer zweiten Missernte 1571 stoppte Bayern, das bisher das Getreide für die Versorgung der Bevölkerung im Inntal geliefert hatte, seine Getreidelieferungen. In der Folge stiegen die Getreidepreise rapide. Da es in Schwaz üblich war, das die Bergleute statt Geld Lebensmittel erhielten, entließen die Gewerken aus Mangel an Nahrungsmitteln die Herrenarbeiter (fest angestellte Bergleute). Viele der Bergleute wanderten in diesen Jahren ab. Um nicht der Jenbacher Gesellschaft ganz das Feld zu überlassen kaufte Erzherzog Ferdinand 1571 die Bergwerksteile der Dreyling für 32.000 Gulden und besaß damit fast ein Drittel der Anteile am Falkenstein.

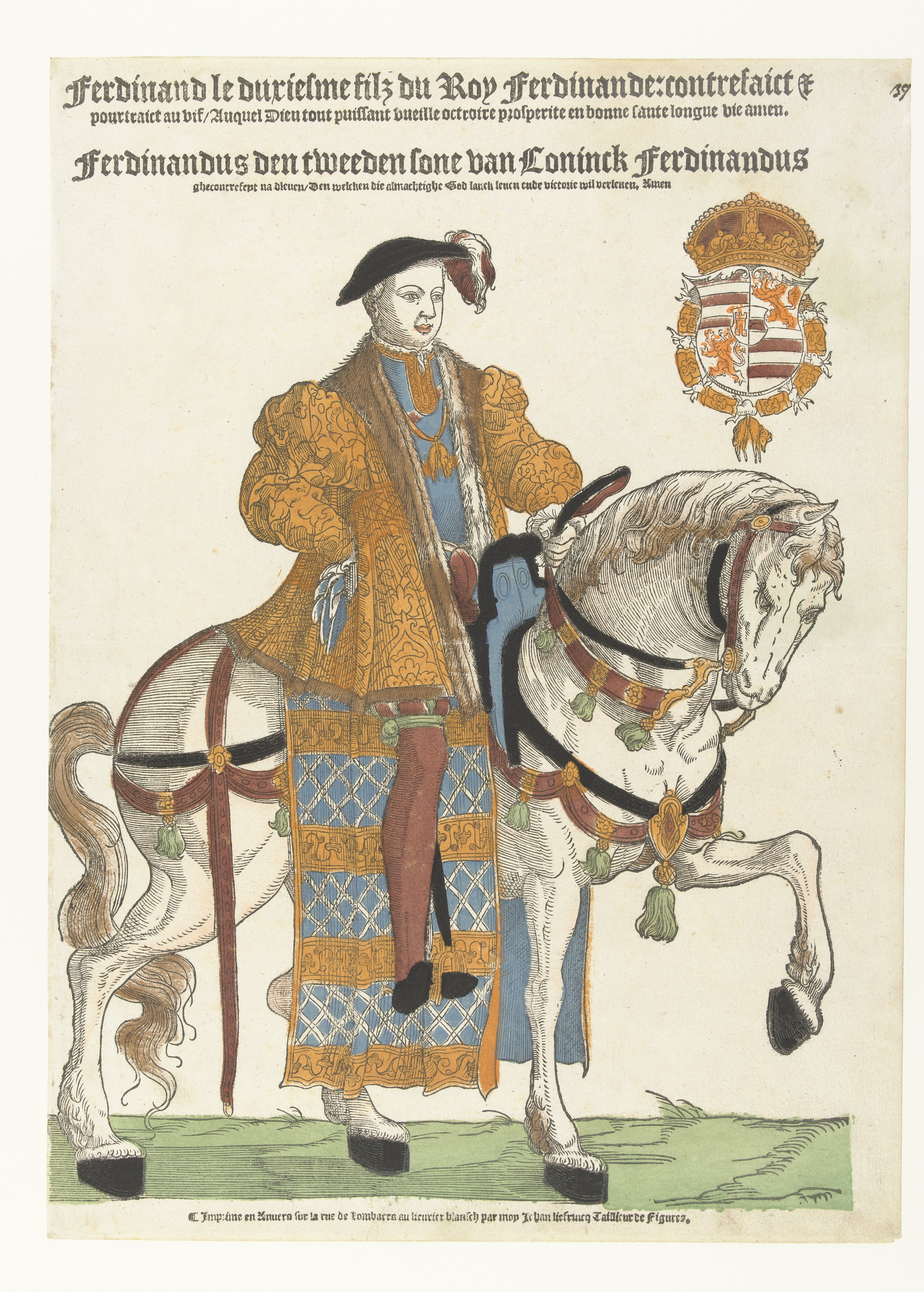
Erzherzog Ferdinand_II

1575 klagten die Gewerken über die Beamten der Kammer. Diese verlangten, dass möglichst in vielen Gruben und allen verfügbaren Örtern gebaut werden soll. Dazu sollten schon aufgelassene Gruben und Örter wieder aufgenommen werden um Nachlesebergbau zu betreiben. Für sie ist die Anzahl der Gruben und der in Betrieb befindlichen Örter das Maß für einen erfolgreichen Bergbaubetrieb. Im Gegensatz dazu versuchten die Gewerken den Bergbau rentabel zu gestalten und alle Örter und Gruben die kein oder nur minderwertiges Erz lieferten stillzulegen.
1576 wurden Überlegungen angestellt den Tiefbau im Erbstollen aufzulassen. Die bei der weiteren Teufe des Schachtes aufgeschlossenen Erze entsprachen nicht den Erwartungen, da sich die Trümer nach der Teufe zunehmend zerschlugen und verarmten. Geförderten wurden nur noch 475 t Erz aus dem zwischen 500 und 600 kg Silber gewonnen wurden. Gleichzeitig entstanden durch Förderung und Wasserhaltung hohe Kosten, die schon seit Jahren nur durch Zuschüsse der landesherrlichen Kammer gedeckt werden konnten. Da man aber keine Möglichkeit sah die hier arbeitenden 450 Knappen anderweitig unterzubringen, sollte der Betrieb weitere 2-3 Jahre aufrechterhalten werden. Im Zeitraum 1571–1580 wurden am Falkenstein im Durchschnitt 5,4 t Silber im Jahr ausgebracht. Im gleichen Zeitraum betrug das Ausbringen im Revier Ringenwechsel ca. 2,5 t pro Jahr und im Revier Arzberg nur noch ca. 900 kg im Jahr.
1582 wurde mit der Aufwältigung des Schachtes die tiefste Sohle erreicht. Hier wurden keine bauwürdigen Erzvorräte mehr angetroffen und die Sohle 1583 wieder aufgegeben. Trotz der Förderung von 720 t Erz mit einem Silberinhalt von 700 kg im Erbstollen, betrug der Verlust 1583 13.300 fl. Während 1554 am Falkenstein noch 7.460 Knappen beschäftigt waren, waren es 1582 nur noch 3.193 und davon 384 im Erbstollen.
Nach der Zurückweisung von 35,6 t Erz wegen schlechter Qualität kam es 1583 wieder zu einem Aufstand der Knappen. Hintergrund war hier die trotz Verbotes immer wieder von den Gewerken praktizierte Scheidung der Erze in drei Sortierungen. Vor allem betroffen von dieser Maßnahme waren die Lehenhäuer, die im Gegensatz zu den Herrenarbeitern keinen festen Lohn erhielten, sondern vom Erlös des Erzverkaufs abhängig waren. 1.700 von ihnen marschierten am 19. Juli nach Innsbruck um vor dem Landesherren ihre Forderungen durchzusetzen. Nach dem Einsetzen einer Kommission zur Klärung der Ursachen, dem Zahlen eines Vorschusses und dem Absetzen des Bergmeisters kehrte wieder Ruhe ein. Trotz dieser Maßnahmen wurden 1584 wieder, diesmal 267 t, Erz zurückgewiesen. Die Fugger forderten wiederholt die am Ringenwechsel schon lange übliche Teilung der Erze. Obwohl die Landesregierung bestätigte, das diese Maßnahme der einzige Weg ist gegen die Erzfälscher vorzugehen, lehnte sie die Forderung ab. Offensichtlich schwand bei den Fugger aufgrund der ständigen Querelen die Lust am Bergbau. Im August 1583 boten sie erneut ihren gesamten Bergwerksbesitz dem Erzherzog zum Kauf an. Dieser lehnte abermals ab.
Das Thema der Erzscheidung war damit allerdings nicht vom Tisch und führte 1589 und 1595 zu weiteren Aufständen der Knappen. Da die Fugger nur mit Mühe davon abgehalten werden konnten den defizitären Bergbau einzustellen, musste der Erzherzog immer wieder Zugeständnisse machen. Da er finanziell nicht in der Lage war die Grubenanteile von den Fuggern zu kaufen, hätte die Stilllegung von zwei Dritteln der Gruben inklusive des Erbstollens das Aus für den Schwazer Bergbau bedeutet.
In den folgenden Jahren wurde der Tiefbau im Erbstollenschacht immer unrentabler. Nach der Aufgabe der tiefste Sohle ging man zur Einsparung der Bergeförderung dazu über das Erz bereits unter Tage zu scheiden, um nur das reichste Erz nach über Tage heben zu müssen. Mindere Erze und Berge wurden unter Tage im aufgegebenen Schachtabschnitt als Versatz verstürzt.
Im Jahr 1589 wurden auf der 7. Sohle neue Wassermengen erschroten. Eine Hofkommission diskutierte daraufhin verschiedene Lösungsmöglichkeiten der Wasserhebung, u. a. auch einen zweiten Schacht. Alle Varianten wurden aber als nicht finanzierbar abgelehnt. 1594 wurden dann die 6. und 7. Sohle aufgegeben.
Die Fugger versuchten nun permanent ihre Vorstellungen zur Organisation des Bergbaus gegenüber dem Erzherzog durchzusetzen. So drohten sie mehrfach den Pfennwerthandel (Lebensmittelversorgung der Bergleute) und den Unschlitthandel einzustellen. Im November 1595 drohten sie nur noch die lukrativsten Örter in den Gruben zu belegen. Hintergrund war der noch immer schwelende Streit um die Scheidung in drei Erzsorten. In diesem Zusammenhang kam es zu einem Streik von 1000 Knappen in Schwaz. Nach anfänglichen Verhandlungen eskalierte der Streit weiter. Der Verwalter der Fugger wollte den Knappen kein Entgegenkommen zeigen und es wurde zudem Lohn zurückbehalten. Wiederum musste die Hofkammer einschreiten, diesmal aber wesentlich energischer. Man drohte den Fuggern mit der Einstellung der bisherigen Praxis der Zahlung von Beihilfen je gefördertes Star Erz.
1598 legten die Fugger sowohl am Falkenstein als auch am Ringenwechsel Gruben still. Daraufhin drohte ihnen der Landesherr Erzherzog Maximilian III. erneut die bis jetzt gezahlten Fördermittel zu streichen. Nach dem Tod von Marx Fugger verstärkten die Erben die Tendenz sich aus dem Tiroler Bergbau zurückzuziehen. Im Gegensatz zu den wirtschaftlich denkenden Fuggern war für die Landesregierung die Anzahl der Gruben und der in Betrieb befindlichen Örter das Maß für eine erfolgreiche Bergbaubetrieb. Deshalb versuchten sie mit allen Mitteln die Gewerken zu zwingen auch unwirtschaftliche Gruben mit Nachlesebergbau zu betreiben.
Im Zeitraum 1591–1600 wurden am Falkenstein im Durchschnitt 3,9 t Silber im Jahr ausgebracht. Im gleichen Zeitraum betrug das Ausbringen im Revier Ringenwechsel ca. 1,7 t pro Jahr und im Revier Arzberg nur noch ca. 600 kg im Jahr. Die Zahl der Knappen am Falkenstein war 1599 auf 1.970 Personen gesunken. 200 davon waren noch im Erbstollen beschäftigt.

### Bergbau von 1600–1665
Eine nicht unwichtige Rolle im Revier kam den Freigrüblern zu. Diese von Grubenstillegungen betroffenen Knappen übernahmen oft die von den Gewerken als unrentabel eingestuften Gruben und betrieben sie auf eigenes Risiko. Auch sie erhielten als Erzbezahlung Pfennwerte und kein Geld. Ein erheblicher Teil des den Knappen zustehenden Lohnes wurde nicht als Bargeld ausgezahlt, sondern mit den Pfennwerten verrechnet. Hierunter fielen alle Lebensmittel, Beleuchtungsmittel (Unschlitt, Öl, Wachs), Werkzeug und Bekleidung. Diese Regelung wurde 1600 für die Freigrübler abgeschafft. Sie wurden jetzt direkt entlohnt. Es stand aber zu befürchten, das die Freigrübler den Bergbau einstellen würden, da die Lebensmittel auf dem freien Markt für sie zu teuer waren. Man entschloss sich daher die Zahlung von Zuschüssen, die schon seit Jahrzehnten üblich war, auch auf die Armerze auszudehnen.
Nach der Aufgabe der 5. Sohle im Erbstollenschacht im Jahr 1603, gab es 1605 eine positive Nachricht. Bei Schürfarbeiten im Gebiet Palleiten wurden neue Erzvorkommen erschlossen. Beteiligt waren hier neben den Fuggern auch eine Gewerkschaft aus Kirchberg.
Um die Wässer im Erbstollenschacht nicht weiter ansteigen zu lassen, entschloss man sich 1608 zum Bau einer Pumpenkunst, der 1609 begonnen wurde. Der Bau zog sich allerdings bis 1613 hin und erfüllte die Erwartungen nicht. Nur unter dem gleichzeitigen Einsatz der Bulgenkunst und der neuen Pumpenkunst konnte man das Wasser im Tiefbau halten.
Die Lage der Schwazer Bevölkerung verschlechterte sich weiter, als ab 1611 eine neue Seuche auftrat, die innerhalb von sechs Monaten zu 600 Todesfällen allein unter den Knappen führte. Der für Schwaz zuständige und in Hall ansässige Arzt Hippolyt Guarinoni weigerte sich aus Angst vor Ansteckung nach Schwaz zu gehen. Es wurde lange gerätselt, welche Krankheit verantwortlich war. Der vom Erzherzog nach Schwaz beorderte Arzt Paul Weinhart konnte die Pest als Ursache ausschließen. Nach Untersuchung der Kranken und angesichts des Umstands, dass alle Opfer in der armen und mangelernährten Bevölkerung zu beklagen waren, ergab sich als Diagnose Fleckfieber, das damals mangels Wissen als Hungertyphus bezeichnet wurde. Zugeschrieben wurde die Krankheit dem Hunger und der Kälte. Die beginnende Kleine Eiszeit sorgte auch in den Alpen zunehmend für lange kalte Winter und kühle nasse Sommer. Um eine Hungersnot zu verhindern wurden von den Gewerken für 1.500 Gulden Getreide gekauft und verteilt.
1614 wurde beschlossen von den Freigrüblern auch Erze mit einem Gehalt ab 0,04 % Silber aufzukaufen. Die Freigrübler arbeiteten vorwiegend am Ringenwechsel und anderen kleinen Revieren, in denen die Erzgehalte wesentlich niedriger waren wie am Falkenstein. Hier hatten die guten Erze Silbergehalte von 0,12 %.
Nachdem sich die neue Pumpenkunst im Erbstollenschacht als untauglich erwiesen hatte, wurden 1615 die 3. und 4. Sohle aufgegeben. Auch wurden vier Gruben des Österreichischen Handels am Falkenstein aufgegeben.

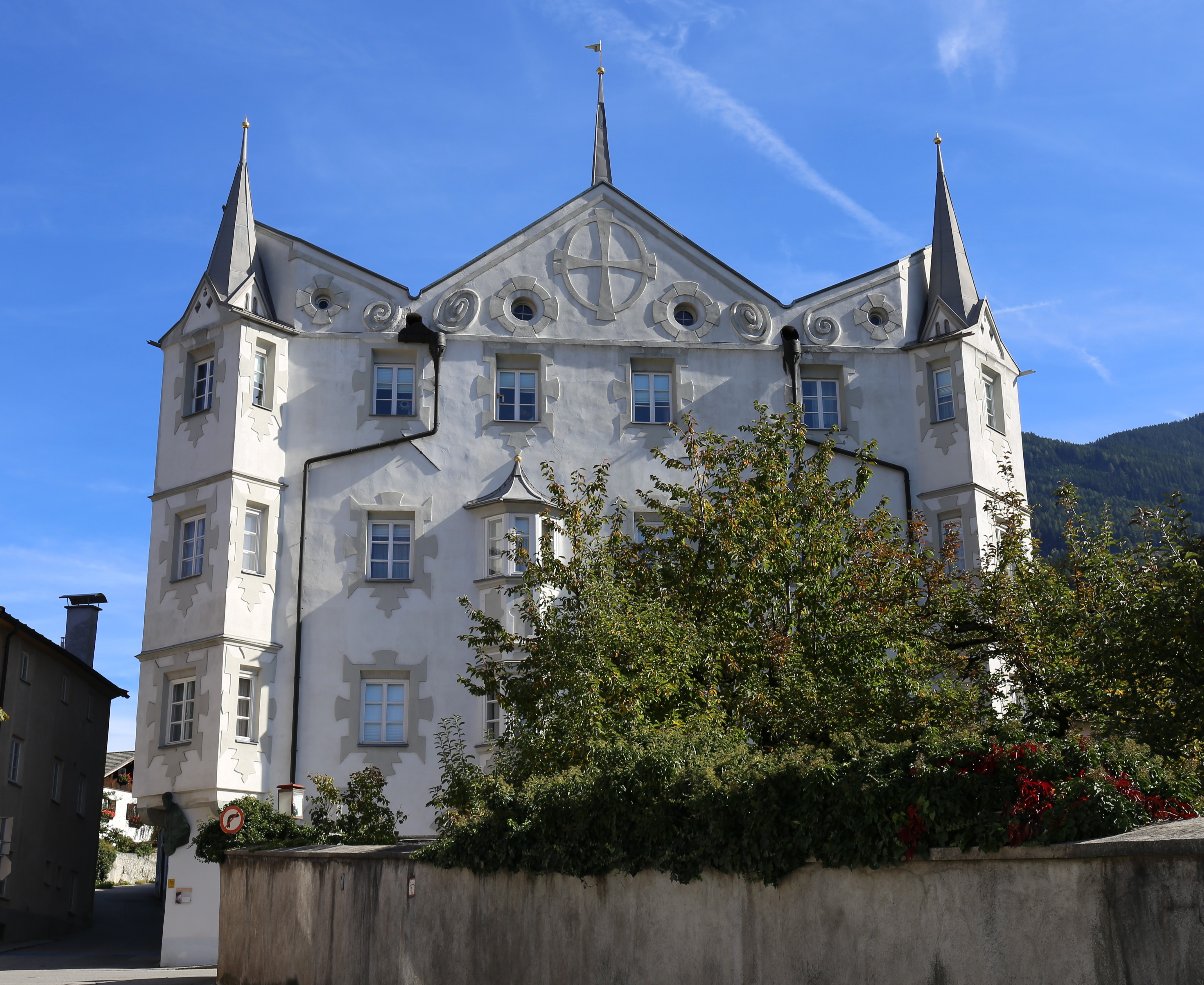
Stammsitz der Fugger in Schwaz

1620 wurde das alte Pochwerk am St. Leonhard Stollen im Revier Rotenstein durch ein neues Pochwerk ersetzt. Auch am St. Michaelis Stollen im Revier Weittal wurde ein Pochwerk errichtet. Diese neuen Pochwerke dienten der Verarbeitung der durch Haldenkuttung gewonnenen Erze. Der Bergbau in diesen Revieren war längst eingestellt.
1623 wurden am Ringenwechsel 13 Gruben stillgelegt. Damit waren hier nur noch 6 Gruben in Betrieb. Auch am Falkenstein wurden 9 Gruben stillgelegt. Im Erbstollen wurden die 1. und 2. Sohle aufgegeben. 1624 wurden die Tiefbaue unter der Stollensohle komplett geflutet.
1636 gaben die Fugger den Bergbau am Ringenwechsel auf. Trotzdem zahlte die Tiroler Regentin Claudia de’ Medici zu den jährlichen 2000 Gulden Hilfsgeld noch einmal 500 Gulden, in der Hoffnung, dass die Fugger am Berg bleiben. Der Silbergehalt der Erze am Falkenstein war inzwischen auf 0,08 % gefallen. Das Erzausbringen des Österreichischen Handels war von 1.123 t im Jahr 1635 auf 977 t im Jahr 1640 gefallen. Aus dem Erbstollen kamen davon nur noch 20 t.
Obwohl Tirol selber vom Dreißigjährigen Krieg verschont blieb, wurden aber auch hier nach Kriegsende die Auswirkungen sichtbar. Es kam zur Verteuerung der Lebensmittel und der Wert des Silbers viel von 1600 bis 1650 um 21 %. Die Knappen forderten zum wiederholten Male die Auszahlung des Freigeldes, ohne dass die Regierung darauf reagierte. So brach sich im Februar 1649 der über Jahrzehnte angestaute Unmut seine Bahn. Es kam zu einem weiteren Knappenaufstand. Dieser war wahrscheinlich der umfangreichste, den Schwaz bisher erlebt hatte. Verstärkung kam von den Knappen der Gruben aus Rattenberg. Gemeinsam wurde das Berggericht erstürmt und alle dort verwahrten Waffen geraubt. Im Gegensatz zu den vorangegangenen Knappenaufständen griff die Regierung unter Erzherzog Ferdinand Karl diesmal hart durch. Sie entsandte Truppen nach Schwaz und Rattenberg, die den Aufstand schnell niederschlugen. Viele Knappen wurden gefangen genommen und erst nach dem Schwur der Urfehde entlassen. Zahlreichen Knappen gelang rechtzeitig die Flucht. Der Anführer des Aufstandes Matheus Höllensteiner wurde des Landes verwiesen. In Auswirkung des Aufstandes verbot die Regierung im Juni 1649 die von den Fuggern geplante Steigerung der Lebensmittelpreise. 1650 kam es dann zu einer Abwanderung der besten Lehenhäuer. 1651 wurde den am Aufstand nicht beteiligten Knappen ihr Freigeld ausgezahlt. Die am Aufstand beteiligten Knappen erhielten nur die Hälfte des Geldes.
Im Revier Palleiten wurde der Bergbau 1648 eingestellt. Im Revier Arzberg wurde 1651 die letzte Grube abgeworfen.
Die Situation im Revier verschlechterte sich aufgrund der mittelbaren Kriegsfolgen weiter. Die Jenbacher Gesellschaft war auch aufgrund interner Streitigkeiten in finanzielle Turbulenzen geraten. 1650 wurden deshalb dem Erzherzog von einem Familienzweig der Fugger die Hälfte der Bergwerksanteile der Jenbacher Gesellschaft zum Kauf angeboten. Eine andere Fuggerlinie zog dieses Angebot aber innerhalb weniger Tage wieder zurück. Auch der Österreichische Handel hatte große finanzielle Probleme. In seiner Kasse klaffte ein Loch von 50.000 Gulden. Diese Schulden wurden durch ein Darlehn des Erzherzogs getilgt.
In dieser Phase der Grubenstillegungen, ständigen Auseinandersetzungen mit den Fuggern und eigenen gravierenden finanziellen Problemen soll 1650 mit der Aufwältigung der Tiefbaue und der Teufe eines neuen Schachtes begonnen worden sein.
1653 spitzt sich die Situation weiter zu. Die in finanzielle Schwierigkeiten geratenen Fugger bekamen von den Händlern keine Waren mehr zur Versorgung der Knappen am Falkenstein. Erst ein Einschreiten des Erzherzogs verhinderte Schlimmeres. Am 2. März 1657 lösten die Fugger den Jenbacher Handel auf. Daraufhin mussten sie per Dekret des Landesherren zum 1. April 1657 ihre Bergwerksrechte kostenlos dem Österreichischen Handel übergeben. Damit war der Erzherzog der alleinige Bergbautreibende in Schwaz.
Nach dem Ausscheiden der Fugger wurde es für die Knappen nicht besser. Der Italiener Joseppo della Crotta hatte es geschafft dem Erzherzog glaubhaft zu machen, den Bergbau in Schwaz wieder zum Aufschwung verhelfen zu können. Er wurde deshalb 1656 zum Berg- und Schmelzwerkadministrator ernannt. Allerdings war er nur auf seinen eigenen Vorteil bedacht. Wiederum erhielten die Knappen keinen Lohn und es kam zu Unruhen in Schwaz. 1659 wurde er entlassen und 1664 unter dem seit 1662 regierenden Erzherzog Sigismund Franz von Habsburg verhaftet. Nach dem Tod von Sigismund Franz 1665 übernahm Kaiser Leopold I. die Regierungsgeschäfte in Tirol.
Das Erzausbringen in Schwaz war in den letzten Jahrzehnten ständig gesunken. Im Zeitraum 1661–1670 wurden am Falkenstein im Durchschnitt 1,9 t Silber im Jahr ausgebracht. Im gleichen Zeitraum betrug das Ausbringen im Revier Ringenwechsel ca. 220 kg. pro Jahr. Im Revier Arzberg war der Bergbau schon 1651 eingestellt worden.

### Wasserhebung ab 1650
Der Beginn der Aufwältigung der Tiefbaue ist schwierig zu ermitteln. Laut der Schwazer Chronik ließ der Berg- und Schmelzwerksoberamtmann Paul Michael Leutner 1650 ein Kunstrad in der Nähe des in der Teufe befindlichen saigeren Kunstschachtes einbauen. Dieser Kunstschacht wurde 20 m vom alten Kunst- und Förderschacht entfernt geteuft. Der alte tonnlägige Schacht diente jetzt als Förderschacht. Die Förderung wurde mittels eines Kehrrades betrieben. Die Bauzeit des 9,20 m im Durchmesser messenden Kehrrades ist unbekannt. Das neue Kunstrad wurde offensichtlich in einem alten Abbauhohlraum eingebaut, denn es befand sich in einiger Entfernung vom Schacht. Die Kraftübertragung auf die Pumpenkunst geschah mittels Feldgestänge. Der Durchmesser des Kunstrades betrug 9,50 m und die Förderleistung der Pumpenkunst ca. 17 m3 in der Stunde. Mit dieser Kunst konnte man die ersten 4 Sohlen des Tiefbaus sümpfen. Mit der weiteren Teufe reichte die Kunst nicht mehr und es wurde zusätzlich das Kehhrad mit einem Feldgestänge an der Kunst angeschlossen um in Zeiten in denen keine Förderung stattfand die Kunst bei der Wasserhebung zu unterstützen.
Wahrscheinlich im Jahr 1692 wurde ein weiteres Kunstrad eingebaut, da die Leistung des in Betrieb befindlichen Kunstrades nicht mehr ausreichte, um die mit dem Tiefergehen des Schachtes weiteren angehängten Pumpensätze zu betreiben. Das neue Rad wurde ebenfalls in einiger Entfernung zum Schacht eingebaut. Auch hier erfolgte die Kraftübertragung durch ein Feldgestänge. Das Rad wurde höher eingebaut als das bisherige Kunstrad. Damit konnte man das zufließende Wasser für alle drei Räder nacheinander nutzen. Der Durchmesser des Rades betrug 10,10 m. Die Förderleistung lag bei 21,6 m3 in der Stunde. Im Schacht, der 1765 die 7. Sohle bei 181 m tonnlägige Teufe erreicht hatte, waren 11 Pumpensätze eingebaut. Bis zur 9. und damit tiefsten Sohle fehlten noch 52 m.

### Bergbau von 1665–1750

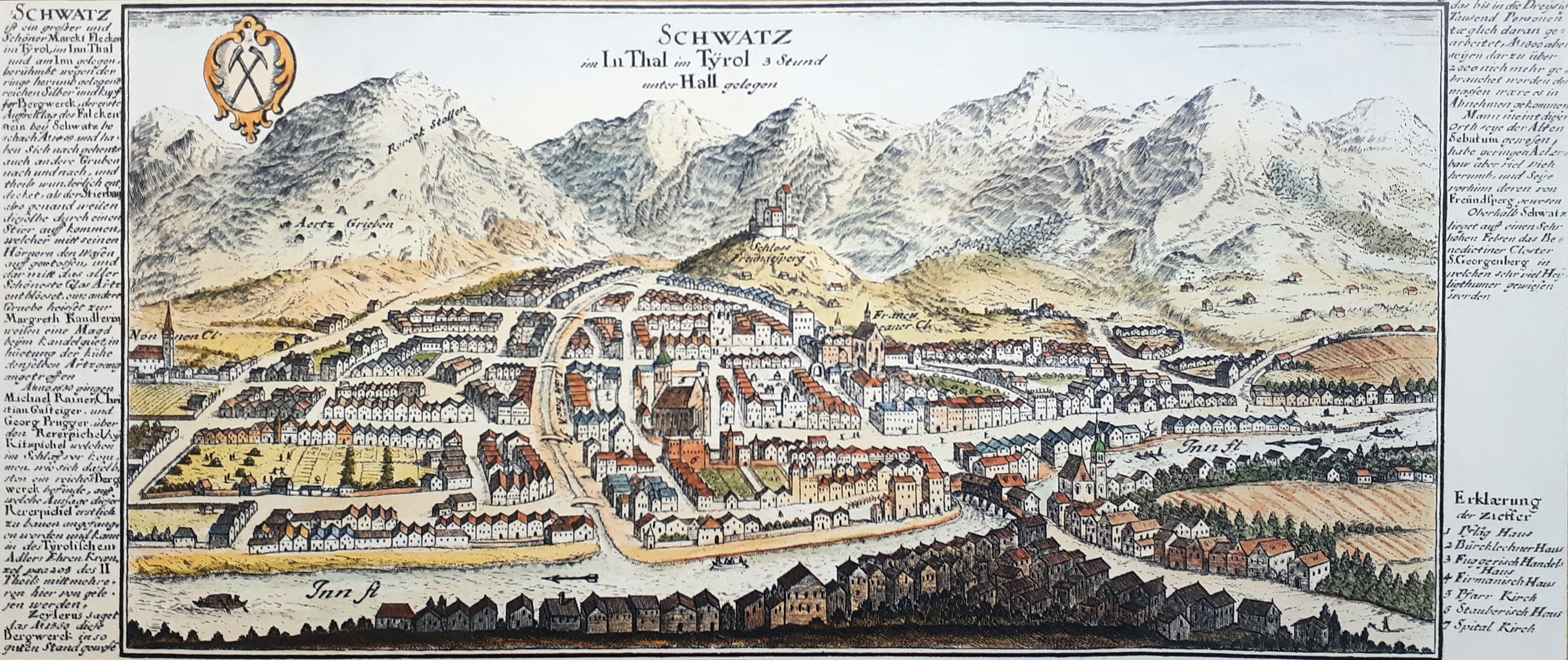
Schwaz mit Bergbau Falkenstein im Hintergrund

Nach der Übernahme Tirols durch Kaiser Leopold I. wurde die Verwaltung des Bergbaus neu geordnet. Dem neu eingeführten Bergwerksdirektorat wurde der Bergbau Tirols und Vorderösterreichs unterstellt. Dem kaiserlichen Bergwerksdirektor wurden 2 Räte zur Seite gestellt. Ihm unterstanden die Bergmeister ein Markscheider, ein Probierer und ein Raitmeister. Für die Betriebsführung in den einzelnen Revieren wurden Bergverweser eingestellt. Als erste Amtshandlung im Schwazer Revier wurde eine Bestandsaufnahme der Grubenbaue sowie die Vermessung und Kartierung der Grubengebäude am Falkenstein und Ringenwechsel angeordnet.
Im Zuge seiner Rundreise zur Huldigung hielt sich Kaiser Leopold I. im Oktober 1665 auch in Schwaz auf. In seiner Begleitung befand sich sein Bibliothekar Peter Lambeck. Zu Ehren des Kaisers wurde in Schwaz eine Bergparade abgehalten.
Nachdem sich die Technologie des Erzabbaus durch Sprengarbeit mit Schwarzpulver seit 1627 in vielen Revieren Europas verbreitet hatte, wurde 1666/67 auch im Falkenstein versuchsweise die Sprengarbeit mit Schwarzpulver eingeführt. Sie stieß jedoch bei den Knappen aufgrund der immer wieder auftretenden Sprengunfälle auf Ablehnung. Obwohl ab etwa 1671 im gesamten Revier die Sprengtechnik eingesetzt wurde, blieb ihre Anwendung auf einzelne Einsätze beschränkt. Der Erzabbau fand weiterhin durch die zeitaufwändige Handarbeit mit Schlägel und Eisen (Schrämarbeit) statt. Erst mit der Beherrschung der Sprengtechnik im Vortrieb, etwa ab Mitte des 18. Jahrhunderts, kam es zum flächendeckenden Einsatz dieser Technologie.
1678 sollen am Falkenstein 1.550 Bergleute beschäftigt gewesen sein. In Betrieb waren 13 Gruben und 5 Pochwerke. Für den Ringenwechsel werden 430 und für das Revier Arzberg 450 Bergleute genannt. In weiteren kleinen Versuchsbauen wurden 170 Bergleute beschäftigt. Hier wie auch im Revier Arzberg wurden offensichtlich Hoffnungsbaue betrieben, denn ein Silberausbringen wird nicht genannt. Nach dem erschöpfen der Vorräte wurde der Bergbau am Ringenwechsel, der zuletzt nur noch 150 kg Silber im Jahr ausgebracht hat, im Frühjahr 1682 eingestellt. Bis 1685 wurden durch Freigrübler die alten Halden durchkuttet und jährlich etwa 70 kg Silber ausgebracht. Zu diesem Zeitpunkt wurde nur noch der Bergbau am Falkenstein betrieben.
Im Zeitraum 1681–1690 erreichte der Bergbau noch einmal einen Höhepunkt. Im Jahr wurden ca. 2,2 t Silber ausgebracht. Die Zahl der Bergleute am Falkenstein stieg bis 1690 auf 1.700 Personen. In den 13 Poch- und Waschwerken waren 440 Personen beschäftigt. Nach der Aufgabe der Gruben am Erzberg und am Ringenwechsel war die Gesamtbelegschaft allerdings von 2.600 Beschäftigten im Jahr 1678 auf 2.140 Personen zurückgegangen. 1693 wurde der alte Kreuzbündelstollen westlich des Koglmoos als Neujahrstollen aufgewältigt und in Abbau genommen. Neue Anbrüche gab es auch im Tiefbau und über dem Fürstenbau. 1695 wird von neuen Anbrüchen auf der 6. und 7. Sohle des Tiefbaus berichtet.
Am 18. Juni 1703 überfiel Maximilian II. Emanuel, Kurfürst von Bayern im Verlauf des Spanischen Erbfolgekrieges Tirol. Am 24. Juni erreichte er Schwaz. Im vorauseilenden Gehorsam unterwarf sich Joseph Anton Ignaz Freiherr von Tannenberg, der Gubernator Kaisers Leopold I. dem bayrischen Kurfürsten und leistet ihm den Treueeid. Am 19. Juli 1703 begannen Schwazer Bauern und Knappen die Befreiungskämpfe im unteren Inntal. Am selben Tag wurde Schwaz befreit. Diese Kämpfer aus fast allen Bevölkerungsschichten wurden später als Tiroler Landsturm bezeichnet. Obwohl an den Bergwerken selber kein Schaden entstand, verlor man doch die dort lagernden 71 t Erz, sowie die in Brixlegg lagernden 105 t Erz, die von den bayrischen Truppen geraubt wurden.
Am 7. September 1704 besucht König Joseph I. neuer Gubernator für Tirol und Vorderösterreich, Karl III. Philipp von der Pfalz, Schwaz. Er befuhr den Erbstollen und nahm den Bergbeamten und Knappen im Auftrage des Königs den Treueeid ab.
Mit der Aufgabe kleinerer Gruben wegen Erschöpfung der Erzvorräte bestand das Problem der Unterbringung der dort beschäftigten Bergleute. 1707 unternahm man deshalb neue Bauversuche am Arzberg. Diesen Versuchen war offensichtlich aber kein Erfolg beschieden, denn es gibt keine Berichte über einen weiteren Betrieb.
Im Mai 1739 wurde Schwaz erneut Ziel eines herrschaftlichen Besuches. Auf der Rückreise von Florenz nach Wien besuchte der spätere Kaiser Franz Stephan von Lothringen und sein Bruder Karl Alexander von Lothringen den Ort. Sie befuhren den Fürstenbau und fuhren in einer Tonne im Förderschacht 115 m ein.
Das Silberausbringen war in der Zeit von 1700–1750 auf durchschnittlich 1,85 t im Jahr gegenüber 2,34 t im Jahr in der Zeit von 1665–1700 gesunken.

### Bergbau von 1750–1850
Ab Mitte des 18. Jahrhunderts begann der Verfall des Bergbaus. Die vorhandenen Erzmittel waren abgebaut. Neuaufschlüsse schlugen immer wieder in den Altbergbau durch. In der Folge war man gezwungen immer ärmere Erze abzubauen. Betrug der Silbergehalt 1751–1755 noch 0,11 % war er im Zeitraum 1761–1765 schon auf 0,096 % gesunken. Den Zustand des Bergbaus zeigt eine Betriebsaufstellung aus dem Jahr 1761. Von den 29 in Betrieb befindlichen Gruben arbeiteten nur 10 Gruben mit Gewinn. Das ehemalige Vorzeigeprojekt, der Tiefbau, liefert 8,85 % der gesamten Förderung mit einem Gewinn von nur 1,7 %. Der Erbstollen/Fürstenbau selber mit 5,6 % Anteil erwirtschaftet einen Verlust von 27,9 %. Demgegenüber stehen zwei Stollen am Eiblschrofen. Der Ottilienstollen liefert 10,2 % des Erzes mit einem Gewinn von 39 % und der Rosenstollen mit einem Anteil von 8,9 % erwirtschaftet einen Gewinn von 51,4 %. Alle Gruben zusammen schreiben aber 2,3 % Verlust.
Bis zum Ende des Jahrhunderts sank die Belegschaft von 1.500 im Jahr 1765 auf nur noch 375 im Jahr 1800. Das Silberausbringen sank von jährlich 2,17 t im Zeitraum 1751–1760 auf 0,4 t im Zeitraum 1791–1800. Die Silbergehalte im Erz sanken bis zum Jahr 1800 auf 0,023 %.
Im Jahr 1765 besuchte der Wiener Hofrat Joseph von Sperges Schwaz. Er befuhr den Fürstenbau und befuhr auch den Kunstschacht sowie den Förderschacht bis zur 7. Sohle. Die 8. und 9. Sohle waren zu diesem Zeitpunkt noch nicht aufgewältigt. Ob diese Sohlen in den nächsten Jahren aufgewältigt wurde, ist nicht bekannt. Die ständig steigenden Kosten führten ab 1785 schrittweise zur Aufgabe des Tiefbaus. 1803 war der Tiefbau komplett geflutet.
Im Jahr 1805 waren von den 29 Gruben die im Jahr 1761 in Betrieb waren nur noch 12 in Betrieb. Zusätzlich hatte man in den östlichen Randbereichen des Falkensteins, am Eiblschrofen und im Schwabboden 4 alte Stollen aufgewältigt. Von den 3 in Betrieb befindlichen Pochwerken verarbeiteten 2 Pochwerke Haldenerze. Der Silbergehalt war auf nur noch 0,019 % gesunken. Das Silberausbringen betrug nur noch 150 kg jährlich.
Nach dem durch Österreich verlorenen Dritten Koalitionskrieg wurde Tirol im Friede von Pressburg zum 22. Januar 1806 an das Königreich Bayern abgetreten. In der Folge des Tiroler Volksaufstandes vom 9. April – 22. November 1809 kam es am 12. April 1809 zur Trennung Tirols von Bayern. Bei der Rückeroberung Tirols durch bayerisch-französische Truppen wurde Schwaz am 15. Mai 1809 von den feindlichen Truppen besetzt und in Brand gesteckt. Bis zum 17. Mai 1809 brannte ein Großteil des Ortes ab. Dabei wurde auch das Archiv des Bergwerksdirektorats für Tirol und Vorderösterreich vernichtet. Am 25. Mai mussten die Truppen abziehen. Erst im Oktober 1809 wurde Tirol wieder von Bayern besetzt.
In den Jahren der Besetzung gab es mehrfach Vorschläge zur Intensivierung des Bergbaus. Diese wurden aber aufgrund der zu erwartenden hohen Kosten nicht umgesetzt. Der Bergbau wurde massiv auf Verschleiß gefahren. Die von 0,019 % auf 0,028 % leicht ansteigenden Silbergehalte deuten auf einen beginnenden Raubbau in den letzten verbliebenen Gruben. Im November 1813 waren von den 16 Gruben des Jahres 1805 noch 5 in Betrieb. 5 weitere alte Gruben waren aufgenommen worden. Das Silberausbringen war auf 53 kg gesunken. Beschäftigt wurden noch 150 Leute.
Nach dem Sturz Napoleons am 12. April 1814 kam es am 3. Juni 1814 zum Pariser Vertrag zwischen Bayern und Österreich, in dem die Rückgabe Tirols an Österreich festgelegt wurde.
Auch nach der Übernahme des Bergbaus durch die Österreichische Regierung änderte sich an der Durchführung der Gewinnungsarbeiten nichts. Unter ständiger Reduktion der Belegschaft wurden Restflächen und von den Alten stehen gelassene Gangspanner abgebaut. Der Silbergehalt im Erz stieg dadurch auf 0,053 %. Im Jahr 1827 wurde der Bergbau auf Beschluss der Wiener Hofkommission eingestellt. Das durchschnittliche Ausbringen betrug in den letzten Jahren nur noch 100 kg Silber im Jahr. Die letzten 9 in Betrieb befindlichen Gruben wurden mit aller Ausrüstung einer Eigenlehnergewerkschaft übergeben, die den Bergbau mit einigen Unterbrechungen bis 1842 weiter führte. Das jährliche Ausbringen betrug ca. 25 kg Silber.
Als Kompensation zum Niedergang des Bergbaus am Falkenstein wurde 1765 der Bergbau am Arzberg und 1775 am Ringenwechsel wieder aufgenommen. Beim Bergbau am Arzberg wurde neben der Gewinnung von Silbererzen der Abbau von Spateisenstein aufgenommen. Über die Menge des abgebauten Eisensteins liegen keine Zahlen vor, da diese in der Gesamtfördermenge des Schwazer Eisensteins enthalten sind. 1803 wurde die Gewinnung eingestellt. In dieser Zeit wurden ca. 3,2 t Silber gewonnen. Beschäftigt waren durchschnittlich 60 Personen.
Die Arbeiten des 1775 am Ringenwechsel wieder aufgenommenen Bergbaus beschränkten sich zum großen Teil auf die Gewinnung erzhaltiger Versatzmassen und das Durchkutten der alten Halden. Bis 1840 wurden ca. 3,7 t Silber ausgebracht. Die durchschnittliche Belegschaftsgröße betrug 60 Personen. Nach der Einstellung der Arbeiten übernahm auch hier eine Eigenlehnergewerkschaft mit 15 Mann das Grubengelände und führte den Bergbau in den Sommermonaten bis 1850 weiter. Die Gesamtgewinnung betrug ca. 245 kg Silber.

### Berufe im mittelalterlichen Schwazer Bergbau
Aus dem Jahr 1554 ist eine Auflistung der Anzahl der Beschäftigten und deren Berufe im Revier Falkenstein überliefert (in Klammern modernere Begriffe):

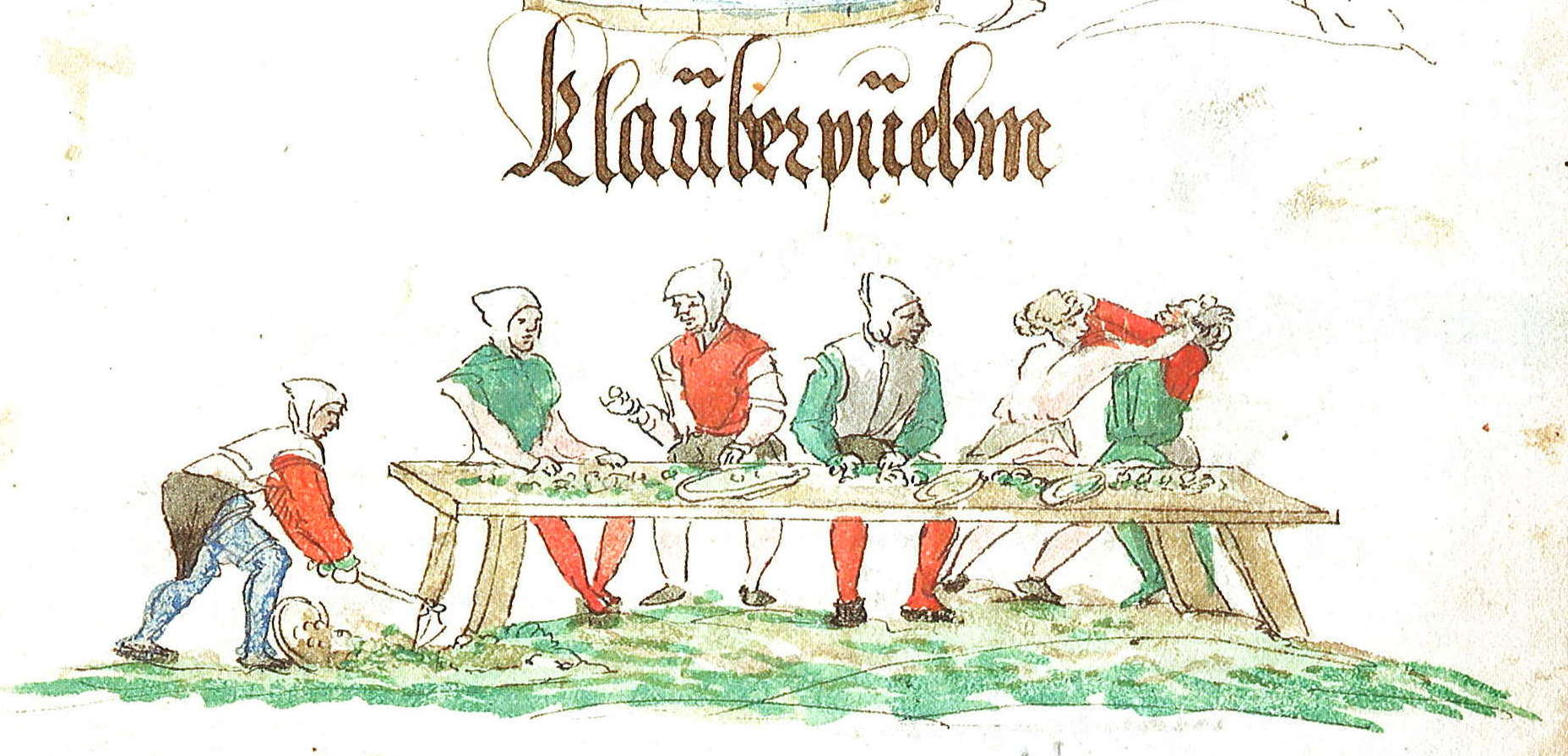
Klaubejungen/Erzscheidung

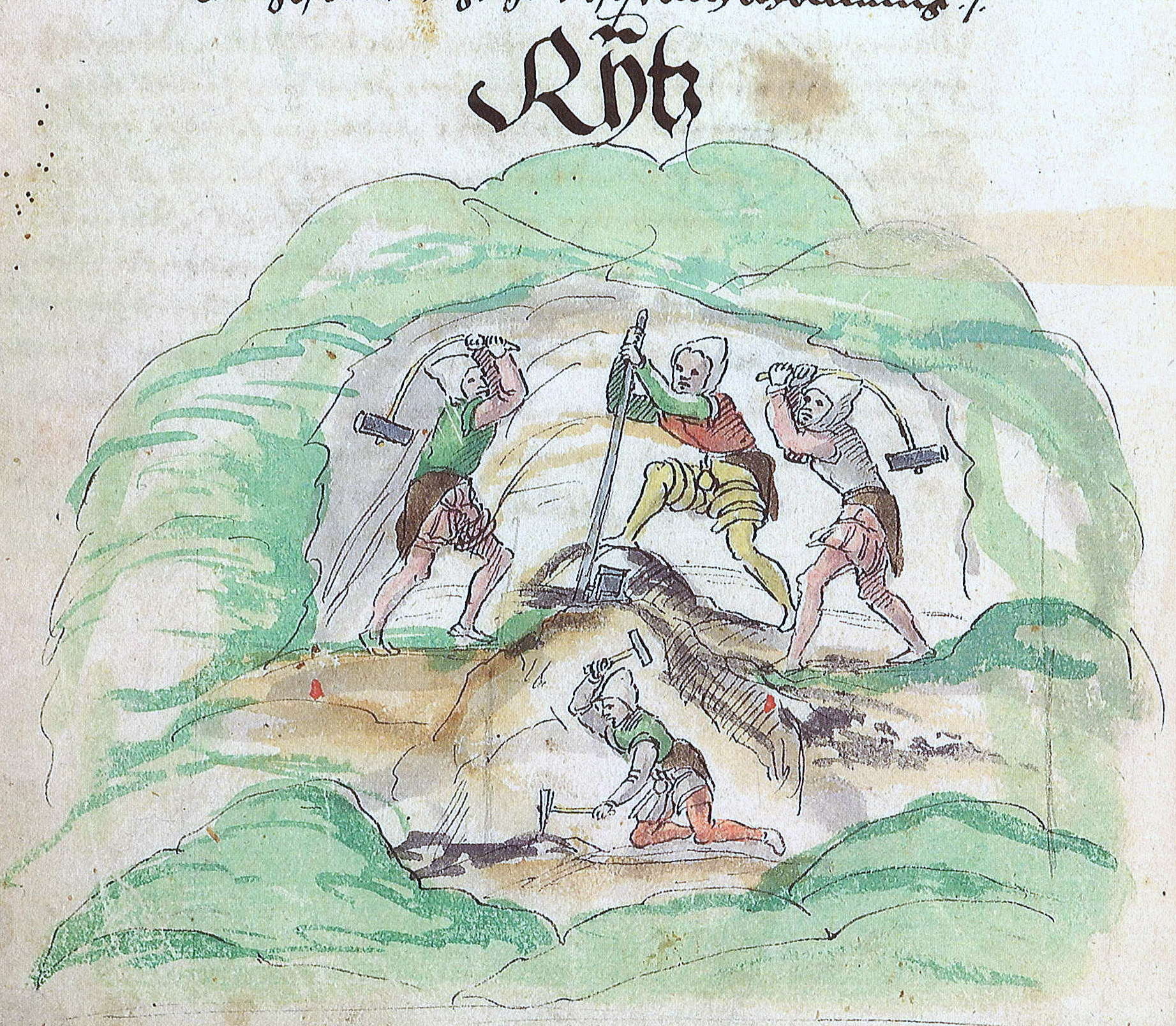
Wandbrecher in der Mitte

- 70 Ober- und Unterhuetleüt (Hutmann, Aufseher)
- 54 Nachthuetleüt (für die Nachtschicht verantwortlicher Hutmann, Aufseher)
- 280 Zymmermayster und Gestönghlöger (Zimmermeister für den Grubenausbau zuständig und Gestängeleger legt die Holzgleise für die Hunte)
- 468 Zymmerknecht und Gruebnhüetter (Zimmerknecht und Steiger)
- 470 Zueweyllner, Haspler, Wandprüchner (Zuweilner, Haspelknechte, Wandbrecher)
- 350 Wasserschöpfer
- 650 Truchnlaffer (fest für die Förderung angestellter Bergarbeiter, Truhenläufer/Huntstößer)
- 736 Sayberpuebm (Säuberjungen, zuständig für das säubern der Wassersaige)
- 580 Herrnhayer (Herrenhäuer, fest angestellte Häuer)
- 1780 Lechnhayer (Lehnhäuer, selbständige Häuer, arbeiten auf eigenes Risiko)
- 850 Suech- und Gedinghayer (Such- und Gedinge-Häuer, arbeiten im Akkord)
- 290 Pucknecht und Arztwascher (Pochknechte und Erzwäscher, Arbeiter in der Erzaufbereitung)
- 350 Herrnscheyder (Herrnscheider, fest angestellte Knappen die für das scheiden der Erze verantwortlich sind)
- 270 Lechnscheyder und Khutter (Lehnscheider, beim Lehnhäuer angestellter Erzscheider und Haldenarbeiter, durchkutten der Halden nach Erz)
- 184 Perckschmytt unt underschydliches volch (Bergschmiede und weitere Hilfsarbeiter)
- Insgesamt 7400 Arbeiter

Entsprechend der Art ihrer Entlohnung gab es drei Gruppen von Häuern. Der Gedingehäuer wurde entlohnt nach einem vorab fest vereinbarten Preis für ein definiertes Arbeitspensum, unabhängig davon wie lange er dafür benötigt (Streckengedinge) oder für eine bestimmte Zeit und eine Entlohnung nach erreichter Leistung (Zeitgedinge). Gedinge wurden vorwiegend im Streckenvortrieb oder beim teufen von Schächten vergeben. Der Herrenhäuer arbeitete im festgesetzten Lohn für die Gewerken. Der Lehnhäuer war mit einem bestimmten Grubenabschnitt belehnt und arbeitete hier eigenständig auf Gewinn und Verlust. Das gewonnene Erz verkaufte er zu einem vorbestimmten Preis an die Gewerken der Grube.

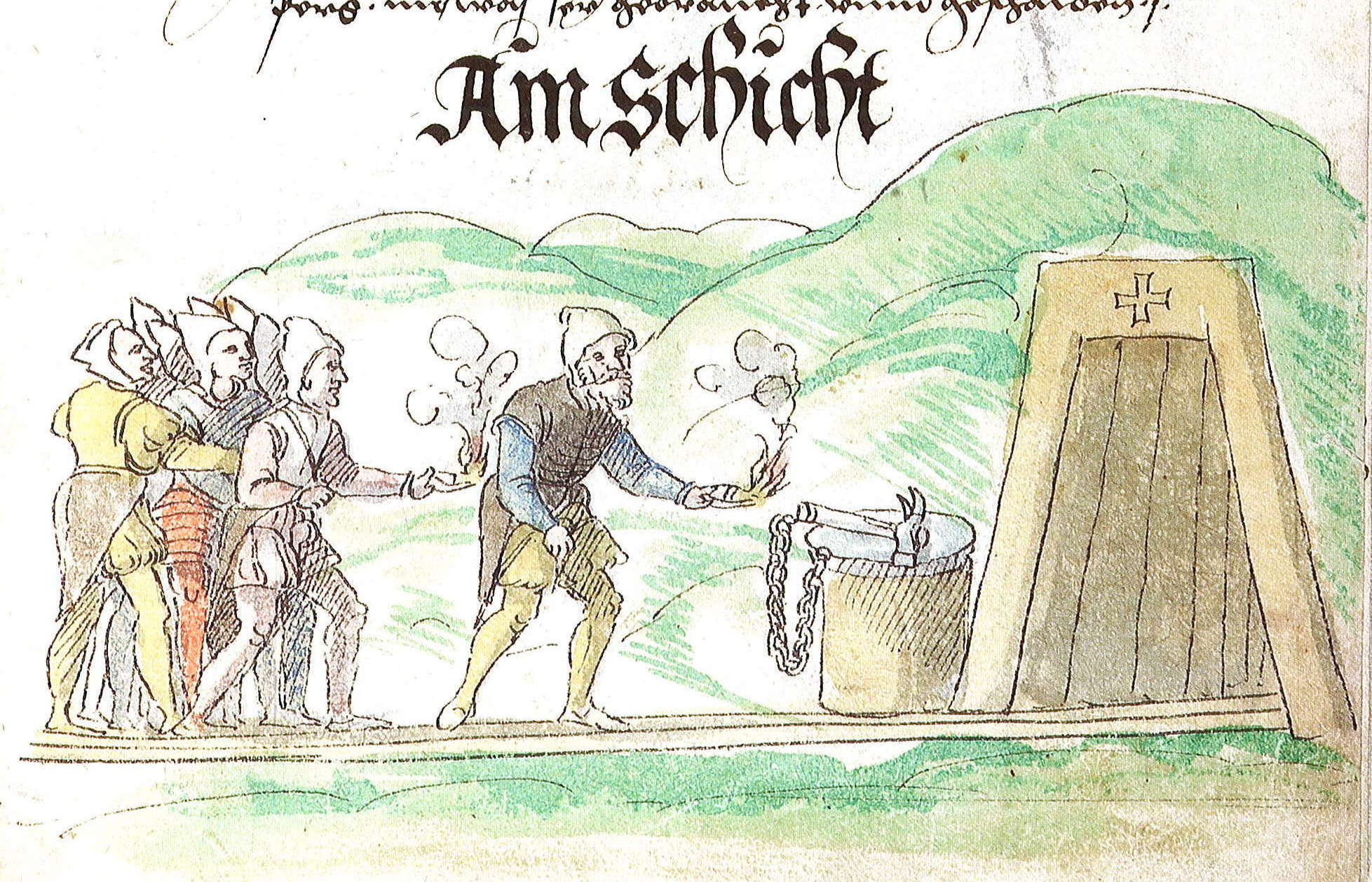
Knappen beginnen ihre Schicht

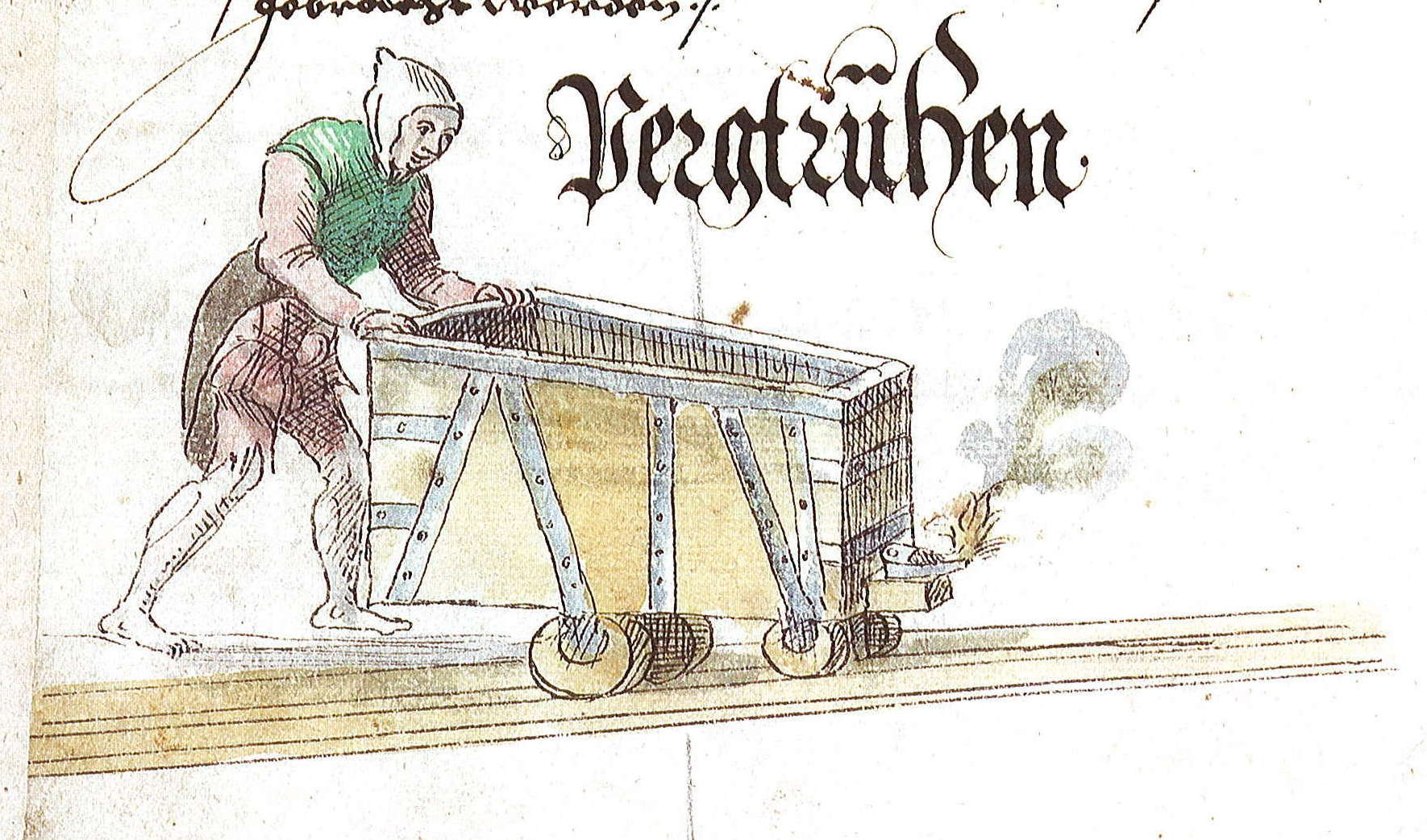
Huntstößer

Die Bergleute kamen aus der Region aber auch aus anderen großen Bergrevieren, insbesondere aus Oberungarn (Slowakisches Erzgebirge), Böhmen, Sachsen (Erzgebirge) und dem Harz. Mit weiteren Beschäftigten in der Zulieferung und Verpflegung sowie Familienangehörigen ergab sich eine Bevölkerung von über 12.000 Menschen in Schwaz. Damit war Schwaz nach Wien die zweitgrößte Siedlung in Österreich. Trotz der enormen Bedeutung von Schwaz für das Land erhielt es erst 1899 Stadtrecht. Der Grund dafür ist angeblich das Fehlen einer Stadtmauer. Obwohl Erzherzog Siegmund sowie auch Kaiser Maximilian offensichtlich die Schwazer zum Bau einer Stadtmauer aufgefordert haben, hat das Fehlen dieser Mauer keinen Einfluss auf die Gewährung der Stadtrechte. Es gibt auch andere Städte ohne Stadtmauer. Der Hintergrund ist das mangelnde Interesse der Gewerken an der Erteilung der Stadtrechte. Damit wären die Privilegien der Bergfreiheit für Schwaz hinfällig. Diese zählten aber mehr als das Stadtrecht. Da in den Schwazer Bergrechtsurkunden immer wieder auf das alte Bergrecht verwiesen wird, muss man davon ausgehen, dass Schwaz die Privilegien der Bergfreiheit besaß, ohne die ein Bergbau zu dieser Zeit nicht möglich gewesen wäre.
Das Schwazer Bergbuch wurde 1556 veröffentlicht. Das reich bebilderte Werk stellte den Schwazer Bergbau dar und diente dazu den finanzkräftigen Laien zu Investitionen in dem im Niedergang begriffenen Bergbau zu animieren. Häufig wird es mit dem nahezu zeitgleich erschienenen Hauptwerk von Agricola De re metallica libri XII verglichen. Dieses diente aber einem ganz anderen Zweck. Als Lehrbuch stellte es den Bergbau zusammen mit seinen Maschinen detailgetreu vor. Im Gegensatz zu den gedruckten Werken Agricolas gab es das Schwazer Bergbuch in nur wenigen handschriftlichen Exemplaren.

### Bergbau Alte Zeche 1840–1913
Im Jahr 1840 wurde der bereits 1490 erstmals erwähnte und seit 1600 im Freien liegende Andreas Kreuz Stollen durch die K.K. Montanärars Eisenwerke Jenbach aufgewältigt. Hintergrund ist eine von dem Bergrat Wilhelm von Haidinger initiierte und von dem Präsidenten der Hofkammer für Münz- und Bergwesen Fürst August Longin von Lobkowitz erlassene Verordnung. Zu Ehren der Ehefrau des Fürsten Anna Bertha von Lobkowitz, wurde der bei +585 m NN liegende Stollen Fürstin Bertha Stollen getauft. Bis 1863 wurde in den bis 10 m mächtigen Bertagängen Siderit abgebaut. Bis 1869 ruhte der Betrieb.
1870 kam es zur horizontalen Trennung des Reviers. Die tiefer liegenden Teile mit dem bei +760 m NN liegenden Johannes Stollen, dem bei +670 m NN liegenden Danler Stollen und dem Berta Stollen übernahm die Fahlerz- und Kupferkiesbergbau des k. k. Montanärars Brixlegg als Silber- und Kupferbergbau „Altzech“. Der obere Teil verblieb bei den Jenbacher Eisenwerken als Eisenbergbau „Schwazer Eisenstein“.
Der Berta Stollen war stark verwinkelt und erreichte erst nach 500 m die beiden Bertagänge. In einem Abteufen erschloss man 1876 reiche Kupfer- und Silbererze die aufgrund schlechter Bewetterung und Wasserhaltung nicht abgebaut werden konnten. Bis 1880 wurden weitere drei alte Gesenke bis 25 m unter die Stollensohle aufgewältigt. Aus einem Gesenk wurde ein 83 m langer Querschlag aufgefahren, der reiche Silbererze erschloss. Aber auch hier mussten die Tiefbaue wegen mangelnder Wasserhaltung aufgegeben werden.
Zur Erschließung der unter dem Berta Stollen liegenden Erze begann man im Juli 1881 mit der Auffahrung des bei +540 m NN angeschlagenen Berta-Unterbaustollen. Ab 99 m vom Mundloch mussten 43 m Schwimmsand durchfahren werden. Im August 1883 erreichte man nach 550 m die alten Abbaue. Bei einem plötzlichen Wassereinbruch starb hier ein Bergmann. Der Stollen wurde zur weiteren Untersuchung der Erzführung auf 1000 m verlängert. Mit einem 1100 m langen Querschlag wurde das südwestlich liegende Feld der alten Grube Zapfenschuh untersucht. Das zeigte allerdings keinen Erfolg. Vom Berta-Unterbaustollen aus wurden die Gänge bis auf eine Teufe von 90 m untersucht. Hier vertaubten die Gänge. Der Tiefbau wurde deshalb schon 1900 wieder eingestellt. Im gleichen Jahr wurde auch der Berta Stollen und die darüber liegenden Stollen und Grubenbaue abgeworfen.
Bis 1907 wurden die bereits aufgeschlossenen Erzreserven abgebaut. Zu diesem Zeitpunkt sollte der Abbau eingestellt werden. Die durchgeführten Untersuchungsarbeiten erschlossen aber neue Gänge mit reichen Silbererzen. 1913 waren alle Erzreserven abgebaut und der Betrieb wurde eingestellt. Zwischen 1870 und 1913 wurden ca. 5 t Silber gewonnen.
Nach dem Ersten Weltkrieg wurde das Revier noch einmal untersucht, ohne dass es zu einem positiven Ergebnis führte.

### Schwazer Bergwerksverein 1855–1957

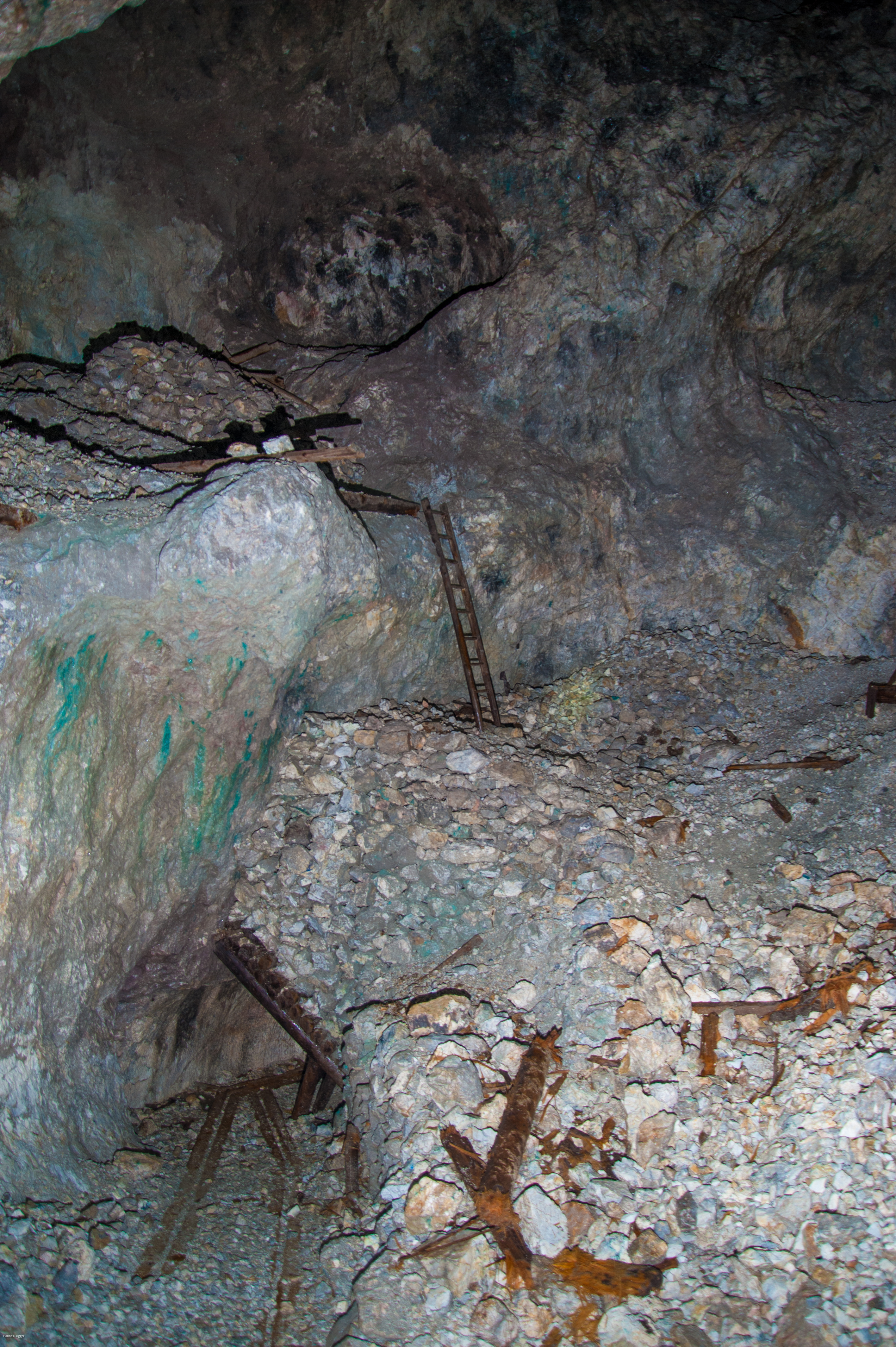
Grafenstollen

Im Herbst 1853 mutete Friedrich Gräser, ein Gewerke der Miesbacher Steinkohlengewerkschaft, einige Gruben in den Revieren Falkenstein und Ringenwechsel und erwarb für 4.700 Gulden die staatlichen Wasch- und Pochwerke. Zur Finanzierung der Erschließungs- und Aufwältigungsarbeiten gründete er gemeinsam mit dem Kölner Metallhändler Wilhelm Meurer und dem Bonner Bergwerksbesitzer Philipp Jung am 18. April 1855 den Schwazer Bergwerksverein. Von den 128 Kuxen übernahm Meurer 67, Jung 41 und Gräser 20 Kuxe. Zum Ausschluss eventueller Konkurrenzunternehmen wurde der gesamte Dolomitzug vom Zillertal bis Schwaz gemutet. Bis 1856 wurden insgesamt 105.000 Gulden in die Aufwältigung der Gruben und Errichtung von Wasch- und Pochwerken investiert. Gräser und Jung stiegen 1856 aus dem Unternehmen aus. Meurer übernahm 50 der 61 Kuxe. Die restlichen 11 Kuxe erwarben andere Interessenten. Zu dieser Zeit waren bereits 122 Arbeitskräfte beschäftigt. Zur Konzentration der Arbeiten erwarb man 1860 die Konzession für 4 Revierstollen. Im Revier Rotenstein wurde das Grafenlager untersucht und Restabbau betrieben. Im Revier Weittal wurde ab 1860 der Neubruckstollen vorgetrieben, der 1877 nach 840 m das Kirchmaier Lager erreichte. Im Sigmundstollen wurde am östlichsten Punkt ein 20 m tiefer Schacht abgeteuft und von dort aus mit einer Strecke die alten Abbaue unterfahren. Hier traf man gute Erze an und entschloss sich zur Erschließung dieses Neuen Krummörterreviers einen neuen Stollen aufzufahren. Am 18. März 1873 wurde der Stollen angeschlagen und zu Ehren des 1867 verstorbenen Wilhelm Meurer, Wilhelm Erbstollen genannt. Die Geschäfte führte seit 1867 der Sohn, Otto Meurer.
Ab 1874 wurde der untertägige Betrieb auf den Neubruckstollen und den Wilhelm Erbstollen konzentriert. Mit der Einführung des Goldstandards in Deutschland am 4. Dezember 1871 kam es zu einem langsamen Silberpreisverfall. Der Silberpreis viel von 1871 bis 1877 um 15 Prozent. Aufgrund dessen war die Haldenkuttung nicht mehr rentabel und wurde eingestellt. Nach 10 Jahren erreichte der Wilhelm Erbstollen die alten Baue des Sigmund Erbstollen. In einem 17 m unter dem Stollen aufgefahrenen Tiefbau traf man 1896 das erste Erz an. Die Bedingungen im Tiefbau erinnerten aber an mittelalterliche Verhältnisse. Zum Transport in der engen Hauptstrecke wurden auf Holzschienen fahrende Spurnagelhunte mit einem Fassungsvermögen von 60 Litern eingesetzt. Zur vertikalen Förderung nutzte man eine Hornhaspel. Die Bewetterung erfolgte mit einem von einem Wasserrad angetriebenen Harzer Wettersatz. Die Wasserhebung wurde mit einer Körtingschen Strahlpumpe realisiert. Ab 1890 musste man auch im Neubruckstollen zum Tiefbau übergehen. Ab 1898 wurden die Erzkonzentrate aufgrund schlechter Preise nicht mehr an die staatliche Hütte in Brixlegg, sondern an die Hütten in Halsbrücke und Muldenhütten geliefert.
Mit dem Ausbruch des Ersten Weltkrieges fehlte es an Arbeitskräften und Sprengstoff. Die geförderten Erze wurden von der k. u. k. Heeresverwaltung beschlagnahmt und zu festgesetzten Preisen entschädigt. Ab 1915 kamen russische Zwangsarbeiter zum Einsatz. 1917 wurden wieder 282 t Erz gefördert.
Nach dem Ende des Ersten Weltkrieges wurde am Wilhelm Erbstollen von der Fried. Krupp AG Grusonwerk Magdeburg mit dem Bau einer Aufbereitungsanlage begonnen. Diese wurde 1925 vollendet. 1923 wurde mit der Gewinnung von Quecksilber aus den Fahlerzen begonnen. Die Produktion erreichte 6 t im Jahr. In diese Zeit viel auch ein hektischer Besitzerwechsel. 1921 übernahm der Mineraloge Baron August von Sourdeau die Gesellschaft und veräußerte sie wenige Monate später an den Amsterdamer Kaufmann Karl Weigel für 1,2 Millionen Kronen. Erst 1926 kam die Familie Meurer wieder in den Besitz der Gesellschaft. Zur Verbesserung der Betriebssituation wurde mit der Gewinnung von erzfreien Dolomit als Straßenschotter begonnen.
Nach dem Anschluss Österreichs an das Deutsche Reich im März 1938 und in Auswirkung der Autarkiebestrebungen Deutschlands wurde im Rahmen des Vierjahresplanes mit der Untersuchung der Erzlagerstätten der Ostalpen begonnen. Die Erzproduktion der Gesellschaft war inzwischen auf 6,25 % des Jahresumsatzes zugunsten der Schotterproduktion gefallen. Da die Gewerkschaft kein Interesse an der Steigerung der Erzförderung zeigte, wollte der Reichsgau Tirol-Vorarlberg den Kuxbestand der Gewerkschaft für 128.000 Reichsmark (RM) kaufen. Die Gesellschaft lehnte das Angebot ab. Daraufhin wurde die Gewerkschaft zu einem Pachtvertrag zwischen ihr und dem Reichsgau gezwungen. Damit war der Weg frei für die vom Reichsamt für Bodenforschung in Berlin finanzierten Untersuchungsarbeiten. Der Schwerpunkt lag auf der weiteren Erkundung und Vorrichtung des Neuen Krummörterreviers. Bis 60 m unter dem Wilhelm-Erbstollen wurden Untersuchungsbaue vorgetrieben und Erze zum Abbau vorgerichtet. Bis 1943 betrugen die Kosten dafür 200.000 RM. Zu einem Abbau kam es aber nicht, da entschieden wurde, in die durch den Bergbau entstandenen großen Hohlräume die Produktion der Messerschmitt Me 262 zu verlagern. Dabei kam es zum Einsatz von Zwangsarbeitern unter brutalen Arbeitsbedingungen. Die 300 bis 400 Zwangsarbeiter mussten 16 Stunden am Tag barfuß und ohne Schutzkleidung arbeiten. Es kam zu zahlreichen Arbeitsunfällen und Todesfällen. Im Steinbruch Buch wurden Zwangsarbeiter hingerichtet, wobei die genaue Zahl der Toten unbekannt ist. Für die Unterbringung der Zwangsarbeiter wurde eine Barackensiedlung auf der Landstraße zwischen Schwaz und Buch errichtet. Dieses Lager wurde später von der französischen Besatzungsmacht Lager Oradour genannt. Dieses war mit einem Stacheldrahtzaun umgeben und von der SS bewacht. Dazu wurde parallel zum Wilhelm Erbstollen der Messerschmittstollen getrieben. Zum Ende des Zweiten Weltkrieges standen die Arbeiten kurz vor dem Abschluss. Die alliierten Truppen demontierten nach ihrem Einmarsch die Ausrüstung der Flugzeugfabrik. Im Jahr 1947 wurde die Messerschmitt-Halle von französischen Besatzern gesprengt.
1946 wurde der Betrieb verstaatlicht. Die Schwazer Bergwerksgesellschaft blieb in ihrer Form als Staatsbetrieb bestehen. Sie begann mit der Förderung der im Tiefbau vorgerichteten Erze. Nach 1950 wurde noch die -75-m-Sohle aufgefahren. 1957 wurde der Erzabbau wegen Erschöpfung der Vorräte eingestellt.

### 20. Jahrhundert – Dolomit-Bergbau

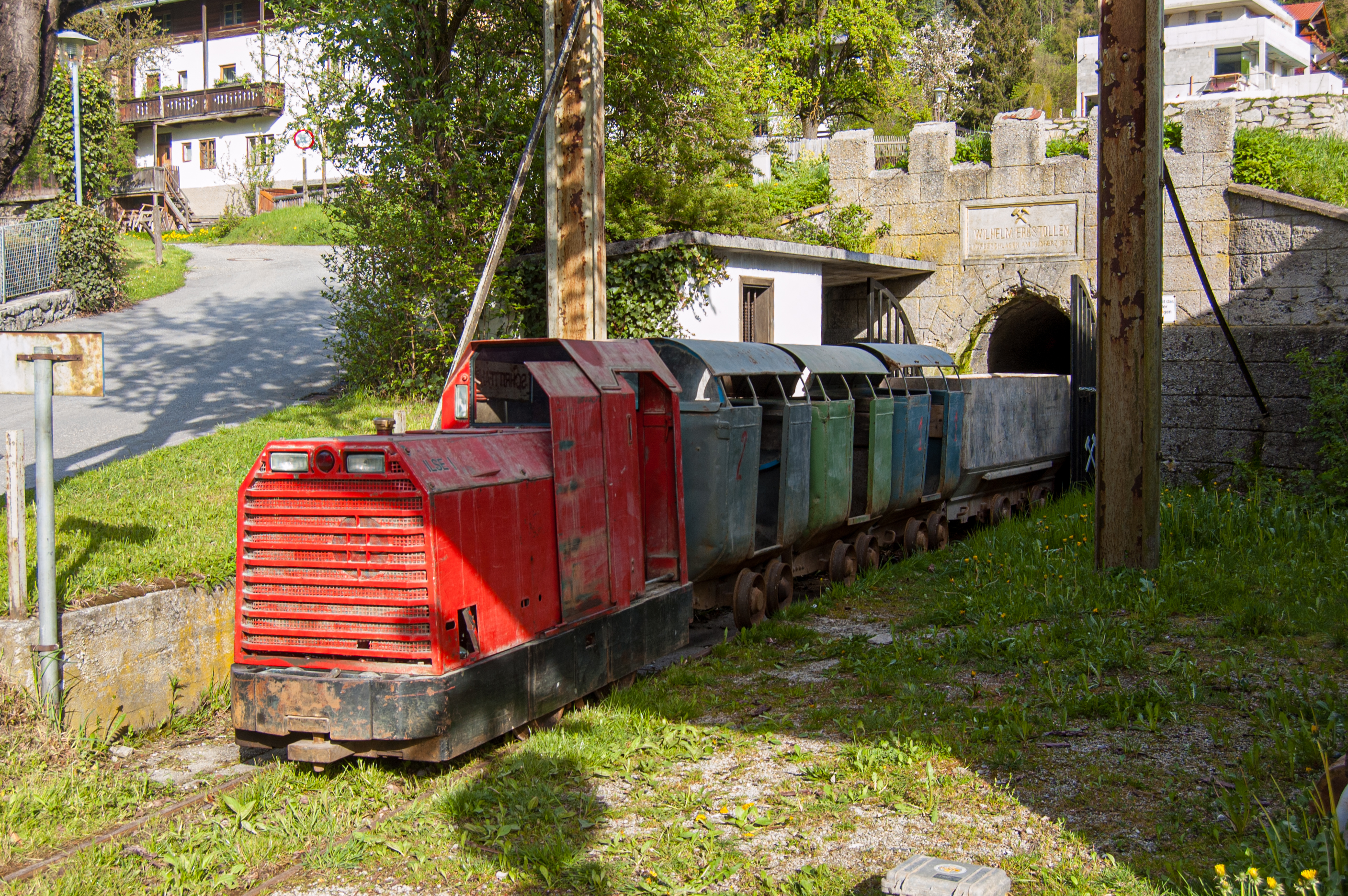
Mundloch Wilhelm Erbstollen

Die Wiederbelebung der alten Grubenbaue zeigte nicht den erhofften Erfolg. Es gab Erzfunde, diese reichten aber nicht für einen neuen Aufschwung. Schon 1858 wurde deshalb die Schottergewinnung im Erbstollen vertraglich vereinbart. Bis 1920 stellte das aber nur ein Randprodukt dar. Die schwierigen wirtschaftlichen Verhältnisse nach dem Ersten Weltkrieg und die 1918 beginnende Hyperinflation die 1922 ihren Höhepunkt erreichte, zwangen die Gesellschaft zur Erschließung neuer Absatzmöglichkeiten. Hier bot sich eine intensive Ausweitung der Schotterproduktion an. Diese sicherte der Gesellschaft das Überleben.
Für 1932 wurde das Ende des Bergbaus erwartet, da die alleinige Produktion von Schotter unter Tage zu aufwändig und kostspielig war und sich deshalb nicht lohnte. Mit dem Anschluss Österreichs an das Deutsche Reich im Jahr 1938 und den in der Folge der Autarkiebestrebung Deutschlands beginnenden geologischen Untersuchungen der Ostalpen, war der Weiterbetrieb der Grube gesichert. Allerdings stand jetzt wieder die Erzförderung im Vordergrund. Mit der Entscheidung der Untertageverlagerung der Produktion der Me 262 unter dem Tarnnamen Stichling, wurden alle bergmännischen Aktivitäten diesem Projekt untergeordnet. Zu einer Aufnahme der Produktion kam es bis Kriegsende nicht.
Ab 1946 wurde der Bergbau wieder aufgenommen. Anfangs allerdings nur der Erzbergbau. Ab 1948 begann auch wieder der Dolomitabbau zur Schottergewinnung. Nach der Einstellung des Erzbergbaus 1957 wurde der Dolomitabbau ausgeweitet. 1958 übernahmen die Montanwerke Brixlegg die Grube. 1966 erhielt das Bergwerk noch eine oberirdische Heißasphaltmischanlage des Straßen- und Tiefbauunternehmens Stuag, um den Asphalt direkt vor Ort mischen zu können, so sollten die Transportkosten gesenkt werden. Die Förderzahlen stiegen daraufhin deutlich.

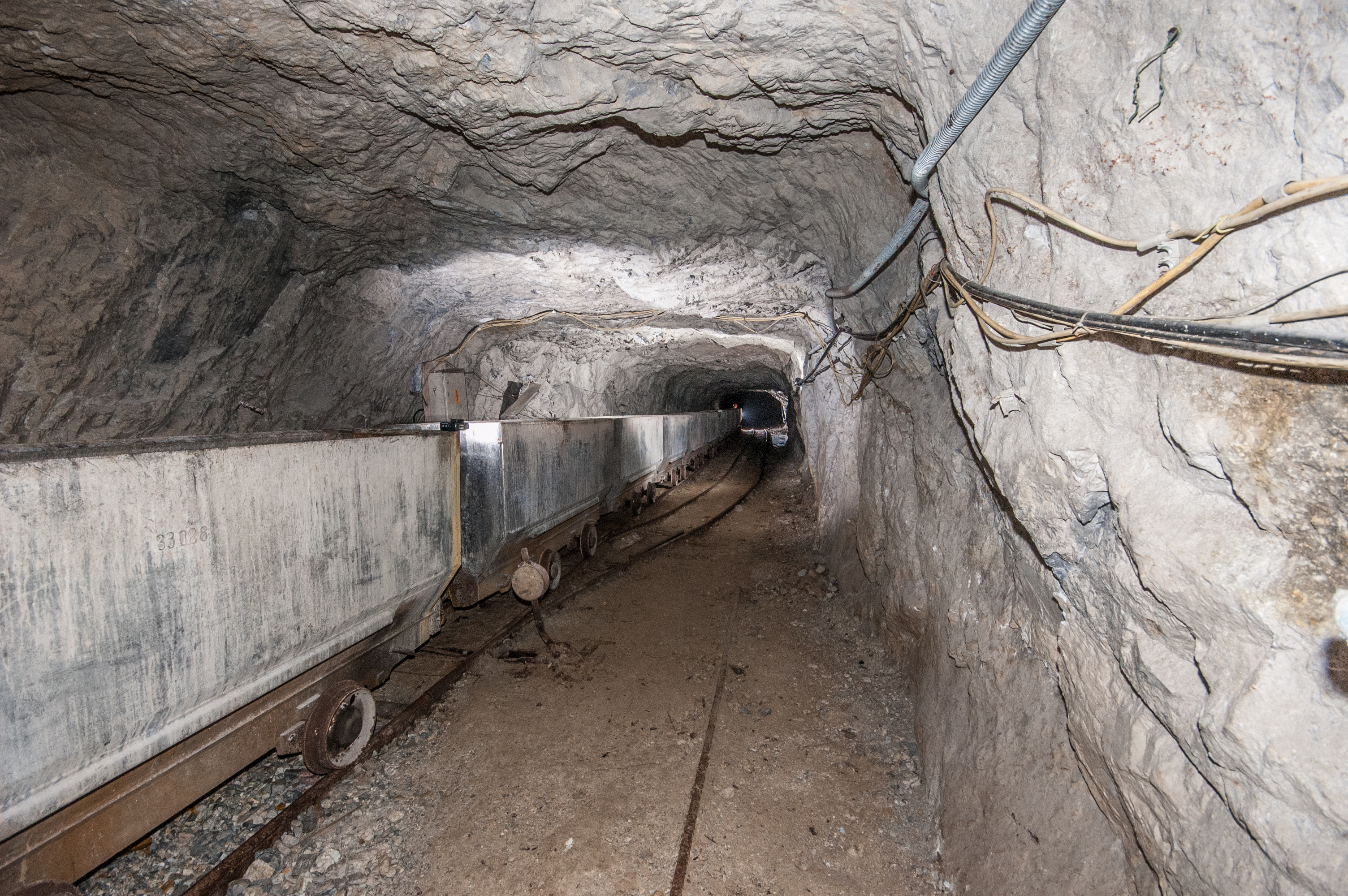
Garnitur Hunte im Wilhelm Erbstollen

Trotz der höheren Preise für den Dolomitschotter gegenüber den herkömmlichen Steinbruchschotter war ein kostendeckender Betrieb nur unter bestimmten Bedingungen möglich. Der Abbau erfolgte deshalb im bis zu 200 m hohen trichterförmigen Magazinbruchbau mit geringstem Aufwand. Diese Abbauvariante hinterließ im Berg gewaltige Hohlräume. Mit der durchgehenden Mechanisierung sank auch die Zahl der Beschäftigten zum Schluss auf 18 Personen.
Durch den Einbruch des Dolomitabbaus I kam es am 2. Mai 1993 zu einem Tagesbruch. Das führte zu einer grundlegenden Krise des Grubenbetriebes. Am Zintberg westlich des Eiblschrofens waren Teile der Grubenbaue eingestürzt und hatten zum Einsinken eines ganzen Waldstückes geführt. Bürgerinitiativen forderten den sofortigen Abbaustop. Die Bergwerksbetreiber entschlossen sich jedoch zur Fortsetzung, es wurden neue Abbaugebiete erschlossen und Ende der Neunziger Jahre lief der Betrieb wieder profitabel.
Am 10. Juli 1999 kam es am Eiblschrofen zu einem ersten Felssturz von ca. 20.000 m3. Auslöser war der Zusammenbruch des Dolomitabbaus II. Die Montanwerke hatten den Betrieb schon Tage vorher eingestellt. In den folgenden Tagen kam es immer wieder zu Felsstürzen. Die Gesamtmasse der Felsstürze wird mit 150.000 m3 angegeben. Der betroffene Ortsteil Ried wurde noch am Abend evakuiert. Erst nach umfangreichen Sicherungsmaßnahmen und dem Bau von zwei Schutzdämmen konnten die letzten Bewohner am 2. November 1999 in ihre Häuser zurückkehren. Den Montanwerken war schon am 13. Juli 1999 die Betriebserlaubnis entzogen worden.
Damit endete die letzte Bergbauperiode in Schwaz nach ca. 550 Jahren durchgängigen Bergbau. Die Dolomitförderung betrug von 1948–1999 ca. 3,5 Mill. t. Erhalten geblieben sind heute der Wilhelm- und der Sigmund Erbstollen. Im letzteren Stollen ist seit 1989 das Besucherbergwerk Silberbergwerk Schwaz eingerichtet.

## Übersicht über die Silberproduktion
Das Silberausbringen für Schwaz ist sehr schwer zu ermitteln. Für die Zeit vor 1470 gibt es keine Belege. Von 1470 bis 1535 gibt es für das Revier Falkenstein exakte Jahresangaben. Hier sind allerdings die so genannten Frohnerze (Zehnte) nicht berücksichtigt. Für die Zeit ab 1535 wurden verschiedene Archive zur Ermittlung der Silbermengen bei den verschiedenen Autoren herangezogen. Das gilt auch für die Reviere Ringenwechsel und Arzberg. In den Zahlen sind jetzt auch Silbermengen aus anderen Revieren enthalten, da verschiedene Gewerke nicht nur in Schwaz aktiv waren und die Silbererze ihrer auswärtigen Gruben auch in Schwaz verhütten ließen. Mit der Einführung des neuen Schmelzprozesses, dem Abdarrprozeß wurde spätestens ab 1500 in großem Maßstab Schneeberger Bleierz verwendet. Dieses Erz hatte einen Silbergehalt von bis zu 0,4 %. Dieses Silber ging damit ebenfalls in die Abrechnungen ein. In einer im Tiroler Landesarchiv vorhandenen Abrechnung wurden deshalb für die Zeit von 1470 bis 1607 ca. 140 t Silber aus den Abrechnungen abgezogen. Im Revier Falkenstein wurden damit ca. 1.400 t Silber gefördert. Im Revier Ringenwechsel betrug die Förderung ca. 500 t und im Revier Arzberg ca. 400 t Silber. Insgesamt wurden damit nach vorsichtiger Einschätzung im Bergbaugebiet Schwaz ca. 2.300 t Silber gefördert. Die Gewinnung von Silber in Schwaz war am ertragreichsten im 16. Jahrhundert. Die folgende Tabelle zeigt die durchschnittliche jährliche Silberproduktion innerhalb von 20 Jahren (für Schwaz in 10 Jahren), in Tonnen (t) Brandsilber für das ausgewählte Jahr. Das europäische Silber wurde in Kontinentaleuropa und den spanischen Kolonien (Peru, Mexiko und Bolivien) gewonnen. Silber aus der restlichen Welt gelangte selten nach Europa und ist deswegen in der Tabelle nicht berücksichtigt.
| Region / Jahr                      | 1450  | 1500    | 1550    | 1600    | 1650    | 1700    | 1750    |
| Europa                             |       | 47,0 t  | 62,4 t  | 41,3 t  | 25,5 t  | 30,4 t  | 55,1 t  |
| Spanische Kolonien                 |       |         | 246,1 t | 374,6 t | 337,8 t | 306,5 t | 462,5 t |
| Gesamt (Europa & Kolonien)         |       | 47,0 t  | 308,5 t | 415,9 t | 363,3 t | 336,9 t | 517,6 t |
|                                    |       |         |         |         |         |         |         |
| Schwaz: Falkenstein                |       | 11,6 t  | 6,5 t   | 2,5 t   | 1,9 t   | 2,0 t   | 1,4 t   |
| Schwaz: Ringenwechsel              |       | 3,5 t   | 2,8 t   | 0,5 t   |         |         |         |
| Schwaz: Arzberg                    |       | 3,2 t   | 2,4 t   | 0,6 t   | 0,3 t   |         |         |
| Gesamt Schwaz                      | 0,8 t | 18,3 t  | 11,7 t  | 3,6 t   | 2,2 t   | 2,0 t   | 1,4 t   |
|                                    |       |         |         |         |         |         |         |
| Anteil Schwaz an Europa            |       | 38,93 % | 18,75 % | 8,71 %  | 8,62 %  | 6,57 %  | 2,54 %  |
| Anteil Schwaz an Europa & Kolonien |       | 38,93 % | 3,79 %  | 0,86 %  | 0,60 %  | 0,59 %  | 0,27 %  |

## Kupferproduktion
Das in Schwaz erzeugte Kupfer spielte eine wichtige Rolle in der Finanzierung des Bergbaus. Allerdings ist eine seriöse Einordnung der Bedeutung des Kupfers nicht möglich, da weder die ausgebrachten Kupfermengen noch die erzielten Preise durchgängig bekannt sind. Die bei Max von Isser aufgeführten Mengen sind errechnete Mengen nach der Formel 100 kg Kupfer, 1,25 kg Silber. Hintergrund ist die theoretische Zusammensetzung der Fahlerze. Bis heute gibt es keine realistische Berechnung der ausgebrachten Kupfermenge, da hier viele Faktoren eine Rolle spielen.
- Die Grundlage der Berechnung, die ausgebrachte Menge an Silber, ist nur ein Schätzwert, da auch hier vollständige Zahlen fehlen.
- Das Revier Arzberg wird in der Berechnung der Kupfermenge mit den anderen beiden Revieren gleichgestellt, obwohl hier Fahlerze nur untergeordnet vorkamen und dazu noch einen mit 2 % wesentlich höheren Silbergehalt hatten.
- Bis 1500 war das Ausbringen von Silber mangels fehlender Schmelzverfahren sehr schwierig. Es wurden maximal 50 % des enthaltenen Silbers aus dem Erz gewonnen.[169]

Unter Berücksichtigung dieser Faktoren haben die von Isser ausgerechneten 169.182 t Kupfer nur einen Orientierungswert.

## Erzvorkommen und Abbau
Gesucht und abgebaut wurden zunächst nur die Silber- und Kupfererze in den Lagerstätten im Gebiet des Kellerjoch-Gebirges. Es handelt sich um eine polymetallische Lagerstätte. Die Mächtigkeit der Gänge schwankte von wenigen Zentimetern bis zu fünf Metern. Interessant für die großen Gewerken Fieger, Stöckl, Schlosser und Tänzl waren die Gruben im Gebiet des Arzberges aufgrund ihrer Führung von reichen Silbererzen (gediegen Silber, Akanthit, Pyrargyrit und Proustit) mit einem Silbergehalt von 65 % bis zu 85 % und den leicht zu schmelzenden Kupfererzen Bournonit und Chalkopyrit sowie dem Bleierz Galenit. Neben diesen Erzen kamen im Revier auch Fahlerze mit Silbergehalten bis 2 % vor.
Erst mit der Ausweitung des Bergbaus wurden auch die monomineralischen silberarmen Fahlerzlagerstätten im Schwazer Dolomit erschlossen. Die Fahlerze hatten einen Silbergehalt von 0,4–0,6 %. Trotz des geringen Silbergehaltes lohnte sich der Bergbau aufgrund der großen Erzmengen die zur Verfügung standen. Daneben spielte das im Fahlerz enthaltene Kupfer eine nicht unbeträchtliche Rolle.
Das Fahlerz hatte folgende Zusammensetzung (Reinerz vom Falkenstein): 37,9 % Kupfer, 0,52 % Silber, 6,4 % Zink, 2,7 % Eisen, 0,6 % Mangan, 15,6 % Antimon, 7,8 % Arsen, 1,9 % Quecksilber, 26,2 % Schwefel. Diese Angaben haben einen rein statistischen Wert. Bei neueren Untersuchungen hat man festgestellt, dass Metallgehalte und Zusammensetzung der Fahlerze selbst innerhalb eines Abbaugebietes stark variieren können. Untersucht wurde das Grafenlager. Die Silbergehalte liegen zwischen 0,28 und 0,60 % und die Kupfergehalte zwischen 40,34 und 41,28 %. Auch der abnehmende Metallgehalt nach der Teufe lässt sich nicht belegen. So ergaben Erzanalysen vom Wilhelm-Erbstollen und aus dem Krummörterrevier Silbergehalte bis zu 0,76 %. Analysen historischer Erzstufen vom Falkenstein ergaben Silbergehalte zwischen 0,08 und 0,86 %. Offensichtlich nimmt aber der Silbergehalt von West nach Ost ab. Im Falkensteiner Revier wurde ein durchschnittlicher Silbergehalt von 0,60 % und im Revier Ringenwechsel von 0,43 % ausgewiesen.
Die bisher gängige Lehrmeinung, die aufgrund ihres Quecksilbergehaltes die Schwazer Fahlerze als Schwazit bezeichnet muss revidiert werden. Diese Namensgebung geht auf eine einzige Erzprobe aus dem Jahr 1849 zurück, in der ein Quecksilbergehalt von 15,8 % analysiert wurde. Trotz intensiver Suche und Analysen von einer Vielzahl, auch historischer Erzproben, konnte bis heute kein Schwazit nachgewiesen werden. Der höchste gefundene Quecksilbergehalt beträgt 8,46 % und erfüllt die Anforderung des Mindestgehaltes an Quecksilber für Schwazit von 15 % nicht. Damit fehlt der Beleg für das Auftreten von Schwaziten im Revier.
Der hochalpine Charakter des Bergbaus erleichterte die Entwässerung der Gruben, da diese in der Regel über Stollen erfolgen konnte.
Erst der Übergang zum Tiefbau im Sigmund Erbstollen führte zu erheblichen Problemen mit der Wasserhaltung, wodurch der Einbau von Wasserkünsten notwendig wurde.

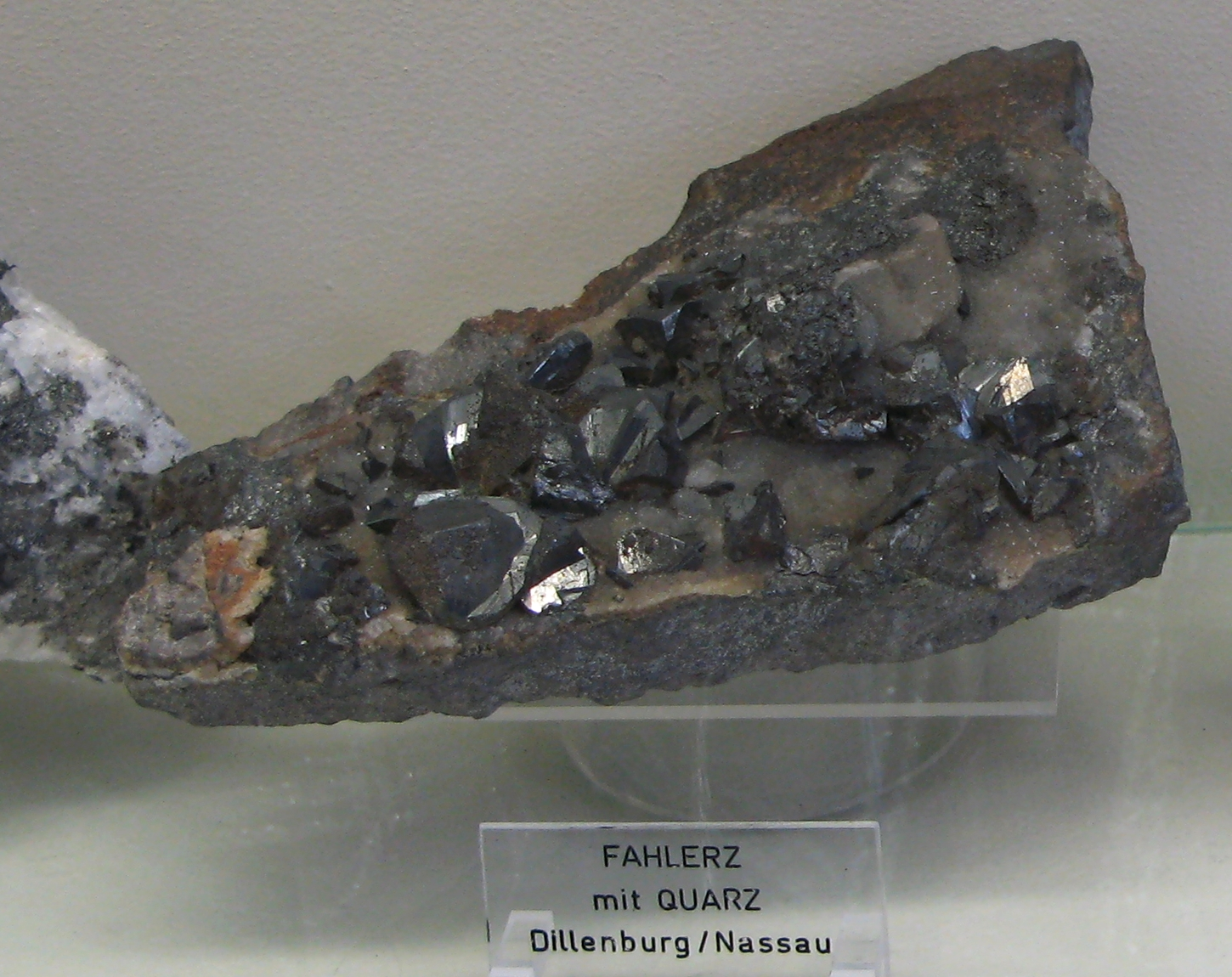
Fahlerz

Die Bergbauregion Schwaz erstreckt sich auf einer Fläche von ca. 36 km², von Pill im Westen bis zum Zillertal im Osten. Im Nordwesten wird das Revier durch den Inn begrenzt und im Südosten durch das Öxlbach-Tal.
Die Bergbauregion Schwaz ist in drei Bergreviere unterteilt: Südlich von Schwaz das Revier Arzberg. Östlich schließen sich die Reviere Falkenstein und Ringenwechsel an. Das mit Abstand wichtigste Bergbaugebiet war Falkenstein, hier wurden besonders reiche Silberfunde im 15. und 16. Jahrhundert verzeichnet.
Der Abbau erfolgte durch eine große Zahl von Stollen, die in den Berg getrieben wurden. In der Region Schwaz sind noch 1961 über 635 Stollen dokumentiert worden, allein im Revier Falkenstein sind mindestens 193 Stollen bekannt.
Ein labyrinthartiges Gewirr aus miteinander verbundenen Stollen, Strecken und Schächten durchzieht die gesamten Bergflanken. Um das Jahr 1556 betrug die Länge der größeren Stollen und Strecken insgesamt 223 km – allein im Revier Falkenstein. In der 1725 angefertigten Hauptkarte Falkenstein belaufen sich die verzeichneten Stollen und Strecken auf über 48 km Länge, wobei etliche alte und kleine Gruben darin gar nicht mehr aufgeführt sind. Im Jahr 1905 waren davon noch etwa 15 km Stollen und Strecken zugänglich, zudem die beiden Erbstollen und sowohl Tiefbau als auch Fürstenbau im Sigmund Erbstollen.
Der Vortrieb der Strecken und der Abbau erfolgte fast durchgängig in Schlägel und Eisenarbeit. Die Strecken wurden in der für das Mittelalter typischen ovalen Form mit einer Höhe von durchschnittlich 1,60 m und einer Breite von 0,60 m aufgefahren. Der Vortrieb im Dolomit lag dabei bei wenigen Millimetern pro Mann und Schicht. Deshalb wurden die Strecken oft entlang von Störungen aufgefahren. In dem hier aufgelockerten Dolomit erreichte man wesentlich größere Vortriebsleistungen.
Ab 1671 wurde Schwarzpulver als Sprengstoff genutzt. Gesprengt wurde nur im tauben Gestein für den Stollenvortrieb. Der eigentliche Erzabbau fand bis in das späte 18. Jahrhundert weiterhin mit Schlägel und Eisen statt.

## Bergreviere

### Revier Falkenstein
Die Herkunft des Namens Falkenstein ist zweifelhaft. Er geht nicht auf einen Berg oder Gipfel zurück. Er soll von der bräunlichen (falben) Farbe des Dolomits kommen. Auf der anderen Seite gibt es aber auch ein Adelsgeschlecht von Falkenstein/Valchenstain. Das Bergbaugebiet erstreckt sich vom Lahnbach bei Schwaz bis zum Bucher Bach. Anfänglich wurde der Abbau über hunderte in die Berge vorgetriebene Stollen realisiert. In einer Untersuchung aus dem Jahr 1961 wurden noch 193 Stollen vorgefunden. Später gewann der Abbau im Sigmund-Erbstollen (Tiefbau und Fürstenbau) an Bedeutung.
Im Revier Falkenstein bestanden folgende Teilreviere, die Nummerierung der Stollen bezieht sich auf die geologische Karte von Pirkl:
Eiblschrofen
Das Revier Eiblschrofen beginnt ca. 500 m westlich von Zintberg in +800 m NN am Blaugrüblstollen und erstreckt sich über den Eiblschrofen bei +1.194 m NN, bis zum Oberen Wunderlichstollen bei ca. +1.110 m NN. Im Revier sind etwa 57 Stollen bekannt. Bei manchen Stollen stand das Erz unmittelbar zutage an. Durch den großen Felssturz von 1999 sind die meisten Bergbau-Spuren zerstört worden.
- Blaugrüblstollen: Lage
- Eiblschrofen: Lage
- Wunderlichstollen: Lage

Mehrerkopf, Schwabboden
Das Revier Mehrerkopf schließt sich östlich nahtlos an das Revier Eibelschrofen an. Es erstreckt sich oberhalb von Koglmoos an den Flanken des Mehrerkopf und auf den Daniel- und den Schmiedböden genannten Gebieten zwischen +1.040 und +1.420 m NN. Im Mittelalter wurde das Abbaugebiet Schwabboden genannt. Es besaß eine eigene Erzwäsche vor Ort. Im Revier sind 52 Stollen bekannt. Der Reichtalstollen, als östlichster Stollen, liegt schon am Ostabhang zum Bucher Bach.
- Mehrerkopf: Lage
- Schmiedboden:Lage
- Danielboden: Lage
- Reichtalstollen: Lage

 Palleiten
Das Revier Palleiten (auch: Pauleiten genannt) beginnt oberhalb des Danielboden mit dem Stollen 289 bei +1.460 m NN am Südabhang des Gebirgszuges in Richtung Mehrer Bach. Der Stollen 301 als östlichster Stollen liegt am Schwader Bach. Das Zentrum des Reviers liegt im Bogen des Bucher und des Mehrer Baches. Der Bucher und der Schwader Bach bilden die Grenze zwischen den Revieren Falkenstein und Ringenwechsel. Im Revier sind 35 Stollen bekannt.
- Stollen 289: Lage
- Palleiten: Lage
- Stollen 301: Lage

 Tiefere Baue
Während die meisten Stollen direkt am Ausbiss der Erze angesetzt wurden, oder nach wenigen Metern den erzführenden Schwazer Dolomit erreichten, mussten eine ganze Reihe von Stollen bis zum erreichen Schwazer Dolomits eine längere Strecke aufgefahren werden. Sie werden in der Literatur als tiefere Baue bezeichnet. So gibt es im Gebiet des Eiblschrofen etwa 20 Stollen und Revier Mehrer Kopf/Schwabboden 10 Stollen die unter diese Kategorie fallen.
Vom Zintberg bis zum Koglmoos befanden sich unterhalb der Reviere Eiblschrofen und Mehrer Kopf/Schwabboden weitere 49 Stollen. 10 dieser Stollen wurden vor dem erreichen des Schwazer Dolomits eingestellt. Um die erzführenden Zonen zu erreichen, mussten die Stollen teilweise mehrere 100 m vorgetrieben werden. Die westlich des Koglmoos gelegenen Stollen erreichten Längen zwischen 300 m (Grafenstollen) und 900 m (Neujahrstollen). Im Bereich Ried betrug die Stollenlänge zwischen 480 m (Martinhüttstollen) und 530 m (Oberstollen).
- Martinhüttstollen: Lage
- Neujahrstollen: Lage

 Erbstollen
Im Jahr 1491 wurde Erzherzog Siegmund der Stollen St. Sigmund zum Fürstenbau verliehen. Die Grube Zum Erbstollen wurde 1499 dem Kammerdiener König Maximilians, Matthäus Hofer, verliehen. Beide Stollen wurden an der Landstraße nach Schwaz angeschlagen. 1515 wurde zwischen beiden Stollen der St. Maximilian Kaiserbau angeschlagen. Dieser Stollen brachte gegenüber dem St. Sigmund Fürstenbau und dem Erbstollen im Revier eine um 11,30 m größere Teufe ein. 1520 wurden die beiden Stollen St. Sigmund Fürstenbau und Erbstollen zugunsten des St. Maximilian Kaiserbau abgeworfen. Dieser ging dann als Sigmund Erbstollen in die Geschichte ein. 1556 hatte der Stollen mit seinen Flügelörten eine Länge von 2.100 Klaftern (3.948 m) erreicht. Der Schwazer Dolomit wurde bei 575 m vom Mundloch angefahren. Bei 320 m vom Mundloch zweigt der Fürstenlauf (Firstensohle) ab. Durch das starke Ansteigen dieser Sohle liegt diese im Revier dann ca. 50 m über der Erbstollensohle. Am 3. Juli 1515 wurde auf dem Stollen bei 470 Lachter (883,60 m) vom Mundloch entfernt ein tonnlägiger Schacht angeschlagen. Der Schacht erreichte eine Seigerteufe von 235 m und es wurden 9 Sohlen (Läufe) angeschlagen. Die tiefsten Baue liegen damit 210 m unter dem Inntal. Im Bereich des Schachtes wurde mit einem Aufbruch die einzige fahrbare Verbindung zum Fürstenbau geschaffen. Nach 1615 wurde ein weiterer Blindschacht, der saigere Kunstschacht zur Wasserhebung der tiefen Baue geteuft.
Einen weiteren Durchschlag gab es im Revier zum 1873 angeschlagenen Wilhelm Erbstollen.
Der Sigmund-Erbstollen (auch: Sigmund-Fürstenbau-Erbstollen) diente aber nicht nur der Förderung und der Wasserführung im eigenen Revier, auch die 50 m über dem Fürstenlauf liegenden Baue des Martinhüttstollen entwässerten hier.
Der Sigmund Erbstollen als landesherrliche Stollen war auch immer wieder Schauplatz von großen Besuchen. So befuhr Kaiser Karl V. am 5. Juli 1530 den Stollen. Kaiser Ferdinand II. am 20. Januar 1622 und Kaiser Leopold I. am 1. Oktober 1665. Zuletzt im Mai 1739 der spätere Kaiser Franz I. Stephan. Jeder Besuch wurde mit einer Tafel im Stollen verewigt.
Heute wird der Stollen vom Besucherbergwerk „Silberbergwerk“ als Zugang zum Revier genutzt.
- Sigmund-Erbstollen: Lage

Der Wilhelm-Erbstollen wurde am 18. März 1873 von dem 1855 gegründeten Unternehmen Gewerkschaft Schwazer Bergwerksverein angeschlagen. Der Stollenquerschnitt beträgt 5 m². Bei 1.197 m vom Mundloch wurde der Schwazer Dolomit angefahren. 1883 erfolgte nach 1.433 m der Durchschlag zum Sigmund-Erbstollen (dieser hat einen kleineren Querschnitt von 3 m²). Im Jahr 1884 kam es beim Anfahren alter Abbaue zu einem Wassereinbruch, dem 3 Bergleute zum Opfer fielen. Im Mai 1912 kam es nach langen Regenfällen zum Verbruch des Stollens im vorderen Bereich auf einer Länge von über hundert Metern. Um den Betrieb aufrechtzuerhalten wurde der Bruch mit einer Hilfsstrecke umfahren. Danach wurde der Stollen wieder aufgewältigt und zur Sicherung ausbetoniert. Ab 1943 wurde weitgehend parallel zum Wilhelm-Erbstollen der im Querschnitt von 16 m² deutlich größere Messerschmitt-Stollen vorgetrieben. Er sollte der Zugang zu den Kavernen für die Messerschmitt-Flugzeugproduktion werden (Untertageverlagerung Stichling). Zum Ende des Zweiten Weltkrieges waren 80 Prozent des 1.600 m langen Stollens fertiggestellt. 1946 wurde das Stollenmundloch des Messerschmitt-Stollens eingeebnet und 1947 einige Einbauten in den Kavernen gesprengt. Von 1946 bis 1957 diente der Stollen wieder der Erzförderung. Der Haupttrackt des Stollens erreichte eine Länge von 2.546 m. Das Ende des Ostflügels stand unter dem Mehrer Kopf. Ab 1957, mit der Einstellung des Erzbergbaus, diente er bis 1999 als Förderstollen für den Dolomit-Abbau. Der Wilhelm-Erbstollen fungiert heutzutage als Notausgang für das Besucherbergwerk.
- Wilhelm-Erbstollen: Lage

### Revier Ringenwechsel
Der Name des Reviers wird so gedeutet, dass er sich aus dem Begriff „geringen Wechsel“ ableitet. Der Wechsel war eine Abgabe beim Silberschmelzen Hintergrund ist der niedrigere Silbergehalt der Erze im Revier gegenüber dem Falkensteiner Revier. Das Bergbaugebiet erstreckte sich mit 12 Teilrevieren vom Bucher Bach bis zum Ziller. In einer Untersuchung aus dem Jahr 1961 wurden noch 232 Stollen vorgefunden. In den Teilrevieren Burgstall und Rotenstein wurden prähistorische Keramiken der Nordtiroler Urnenfelderkultur aus dem Zeitraum 1.200 bis 600 v. Chr. gefunden, die auf einen Bergbau in dieser Zeit hinweisen.
Folgende Teilreviere sind bekannt, die Nummerierung der Stollen bezieht sich auf die geologische Karte von Pirkl.
Burgstall
Das Revier schließt sich östlich am das Revier Palleiten an und endet am Schlierbach. Es ist in einen West- und einen Ostteil gegliedert. Die 24 Stollen des Westteiles liegen zwischen +960 und +1.340 m NN. Bedeutende Abbaue liegen nordöstlich vom Blutskopf, kleinere auch auf der Ostseite des Bucher Baches (Vogelsang). Auf der Südseite beim Melkhüttenbachl liegt der verfallene Weinstockstollen. Er stand mit dem Blasius-Stollen in Verbindung und besitzt eine große Dolomithalde. Sowohl mit dem Blasisus-Stollen wie auch mit dem 40 m tiefer liegenden Paulus-Stollen wurde das gesamte Westrevier unterfahren. Allerdings standen beide Stollen im erzleeren Schwazer Dolomit.
Der Ostteil des Reviers wird durch 14 Stollen erschlossen. Die Stollen befanden sich in einer Höhenlage von +1.060 bis +1.260 m NN. Der bei Gallzein, weit außerhalb des Reviers, bei +960 m NN angesetzte Johann Anton-Unterbaustollen erreichte nach 960 m Auffahrungslänge den erzleeren Schwazer Dolomit und wurde eingestellt. Der Stollen stand über Überhauen mit dem Paulus-Stollen, dem Trebach-Stollen, dem Sag-Stollen und dem Michl im Bach Stollen in Verbindung. 1855 wurde durch den Schwazer Bergwerksverein der Johann-Anton Unterbaustollen und der Michl im Bach Stollen aufgewältigt. 1866 wurde im Michl im Bach Stollen ein kleines Erzlager angefahren und abgebaut. 1874 wurden beide Stollen abgeworfen.
- Königin Karolina Stollen: Lage
- Paulus-Stollen: Lage
- Blutskopf: Lage
- Burgstall östlicher Teil: Lage
- Johann Anton-Unterbaustollen: Lage

Rotenstein
Das Revier liegt östlich des Reviers Burgstall-Ost. Die 24 Stollen befinden sich zwischen +1.000 und +1.380 m NN. Die Abbaue lassen sich in einem zusammenhängenden Zug im ganzen Teilrevier vom Schlierbach ca. 950 m Richtung SO verfolgen. Insbesondere die höher gelegenen Abbaue waren bedeutend. Von Westen nach Osten waren die wichtigsten Abbaue: Thonach-Stollen, Stollen Nr. 348, beide Leonhard-Stollen, Georg-Stollen, Stollen Nr. 341 und 342, Nr. 343, Huter-Stollen, Auffahrtstollen, darunter oberer und mittlerer Grafenstollen, höher oben Grundner-Stollen, Weinstockstollen und Mauslochstollen. Am weitesten östlich ist der Neue Stollen und der Schürfsstollen
Auch die tiefer gelegenen Baue waren alle bergbaulich wichtig: Geiststollen, Markus- und Sebastian-Stollen. Der Grafenstollen hat die riesigen Abbaue des Grafenlagers und des Grafenganges aufgeschlossen. Dieser alte Stollen wurde von dem Schwazer Bergwerksverein aufgewältigt. Zwischen 1860 und 1874 wurde erzhaltige Versatzmassen gewonnen und stehengelassene Restpfeiler abgebaut. Unter dem Grafenstollen fand man 1866 ein noch unverritztes Erzmittel. In den Jahren 1954 bis 1955 wurde der Stollen für die Trinkwasserversorgung des Dorfes Troi wieder aufgewältigt, so dass heute seine riesigen Abbaue bis hoch hinauf wieder befahrbar sind.
- Thonach-Stollen: Lage
- Grafen-Stollen: Lage
- Neuer Stollen: Lage

Scheiblmahd
Die 4 Stollen des Reviers Scheiblmahd, auch Scheirlmahd, Scheidlmahd oder Schealmahd genannt, liegen unterhalb des Dura-Joches zwischen +1.300 und +1.500 m NN. Einzig der tiefste Stollen, der Peter Stollen hatte Bedeutung erlangt. Das kleine Revier liegt östlich des Reviers Rotenstein.
- Scheiblmahd: Lage
- Peter Stollen: Lage

Tenn
Dieses Teilrevier liegt südlich der Scheiblmad am NW-Hang des Durajoches. Die vier bisher bekannten Stollen liegen bei +1.510-1.560 m NN. Die Vererzung liegt hier nicht im Dolomit, sondern im Phyllit der Grauwackenzone und ist sehr kobaltreich.
Weittal
Dieses Teilrevier umfasst das Weittaler- und die beiden Kirchmeier-Lager. Die drei oberen Stollen liegen östlich des Peter Stollens bei ca. +1.200 m NN. Die fünf unteren Stollen liegen zwischen +960 und +1.120 m NN unterhalb der Scheiblmahd und unterfahren dieses Revier.
Die tieferen Stollen sind: Frauenstollen, Weittaler-Stollen (St. Michael's Bau) und Neubruck-Stollen (= Meurer-Stollen).
1855 wältigte der Schwazer Bergwerksverein den Weittalstollen auf. Dieser erreicht nach 300 m den Schwazer Dolomit und nach 720 m querschlägig das Kirchmaier Lager. Er wurde weitere 100 m vorgetrieben und das Weittallager erreicht. Sowohl das Kirchmaier Lager wie auch das Weittallager wurden vom darüber liegenden Frauenstollen in der Vergangenheit abgebaut. Zur ca. 100 m tieferen Erschließung des Kirchmaier Lagers wurde 1860 der Neubruckstollen bei +957 m NN angeschlagen. 1877 wurde in 840 m Entfernung das Kirchmaier Lager angefahren. Zur Wetterlösung wurde im Lager ein Überhauen bis zum Weittalstollen aufgefahren. Zur Verarbeitung der Erze wurde am Mundloch des Neubrucker Stollens eine Aufbereitung erbaut. Diese wurde mit einem oberschlächtigen Wasserrad mit 6 m Durchmesser betrieben. 1890 waren die Vorräte oberhalb der Stollensohle abgebaut. Da sich das Erz nach der Teufe fortsetzte wurde ein 60 m tiefes Gesenk geteuft. Weiterhin sollte ein 140 m unter dem Neubrucker Stollen liegender Unterbaustollen vorgetrieben werden. Dieser hätte nach ca. 1.300 m Länge das Kirchmaier Lager erreicht. Aufgrund der abnehmenden Erzmächtigkeit im Tiefbau wurde dieses Projekt nicht realisiert. 1903 wurde der Tiefbau aufgegeben und nach dem Abbau von Resterzen 1908 der Betrieb eingestellt.
- obere Stollen: Lage
- untere Stollen: Lage
- Neubrucker Stollen: Lage
- geplanter Unterbaustollen: Lage

Pfaffen
Das Revier schließt sich östlich an die Reviere Scheiblmahd und Weittal an. Die 53 Stollen liegen am Nordhang des Reiterkopfes bis zu den Roßböden in Höhen zwischen +580 und +1.620 m NN. Von diesem ausgedehnten Bergbaugebiet ist fast nichts mehr bekannt, es wurde auch Pfaffengrube genannt. Alle Mundlöcher sind verfallen. Die Ringenwechsler Hauptkarte verzeichnet folgende wichtige Stollen. Im Westteil; Hochwacht-, Wasser-, Haspel-, Tag-, Mariahilf- und Dura- (Thurwar-) Stollen. Dazu kommen noch die Stollen Nr. 381 bis 394 (darunter 387 mit sehr großer Halde), Nr. 396, 397, 399, 400 und 401. Im Ostteil: Stephan- und Katharina-Stollen haben von Nordosten aus den westlichen Abschnitt angefahren. Das Erz wurde darin in einem Gewirr von Strecken abgebaut.
Folgenden Stollen dürften zu größeren Abbauen geführt haben, legt man die Größe der zugehörigen Halden zugrunde. Von oben nach unten: Stollen Nr. 427, 406, 424, Oberer Otto-Stollen, Stollen Nr. 420, Otto-Stollen, Stollen Nr. 422, Oberer Sebastian-Stollen, Stollen Nr. 423 und 418a, Kram- und Wasserstollen, Unterer Sebastian-Stollen, Stollen Nr. 415 und 414, zudem Nr. 404 und 405.
- Dura Stollen: Lage
- Stollen 387: Lage
- Stephan Stollen: Lage
- Wasser Stollen: Lage
- Stollen 403: Lage

Roggland
Dieses liegt auf der südlichen Seite des Bergrückens Reiter Kopf zu Roßböden. Die Mundlöcher der zahlreichen Stollen sind längst verbrochen, die Halden gänzlich verwachsen. Die 29 Stollen des Reviers sind von +1.420 m NN bis in das Tal des Öxelbaches bei +970 m NN über den Berghang verstreut. Große Halden sind am Jöchel Stollen und am Schlaglstollen zu finden. Etwas abseits liegt der Lackner Stollen. Weiter unten am Hang liegen der Sebastian Stollen und der untere Schieferstollen. Ab 1855 wurde von dem Schwazer Bergwerksverein der Öxelbach-Stollen aufgefahren. Der Stollen wurde wenige Meter über dem Öxelbach angesetzt. Mit ihm sollten die Roggländer Baue unterfahren werden. Der Vortrieb wurde 1859 nach 254 m eingestellt. Bis zur vererzten Zone währen noch ca. 600 m aufzufahren gewesen.
- Jöchel Stollen: Lage
- Lackner Stollen: Lage
- Sebastian Stollen: Lage
- Öxelbach-Stollen: Lage

Schrofen
Es war ein bedeutendes Teilrevier das sich nördlich des Larchkogls erstreckt. Die 46 Stollen des Reviers liegen zwischen +830 m NN und +1.280 m NN. Drei Stollen liege auf der Südseite des Gebirgszuges. Das ausgedehnte Haldenfeld ist heute noch stark erzhaltig, da in der Nähe keine Möglichkeit bestand die Erze aufzubereiten. Der Stollen Nr. 486 war ein größerer Abbau. Darunter liegt der kleinere Stollen Nr. 485. Weit unterhalb diesem wurde ein Unterbau begonnen (Nr. 484). Nachdem dieser verbrochen war, wurde nur wenig höher der Stollen Nr. 483 angesetzt. Beide Unterbaustollen wurden aufgelassen, da sie im Buntsandstein stecken blieben und den Schwazer Dolomit nicht erreichten.
Nach Osten schließen sich einst weniger bedeutende Abbaue an: Stollen Nr. 516, Stangen Stollen, Nr. 514, 514a und 513, die drei Weißenschrofen-Stollen. Tiefer liegen Josef- und Daniel-Stollen. Im östlichen Teil sind an höheren Stollen noch vorhanden: Schneider-Stollen, Stollen Nr. 502, 503 und Burgschlögl-Stollen.
Im Westen liegen wieder größere Abbaue. Die höher gelegeneren Stollen mussten zunächst längere Strecken an Wildschönauer Schiefer, die tieferen Stollen zunächst Buntsandstein durchfahren, ehe sie den Schwazer Dolomit und damit Erz erreichten. Es sind: Frauen-, Georg-, Larchner-, Martin-, Barbara-, Kalk-, Peter-Stollen, Stollen Nr. 479, Kolmann-Stollen, Nothburg-Stollen sowie Paul-Oberbau. Tiefer gelegen ist die große Halde des Stollens Nr. 473.
Mit dem im Osten 90 m unter dem Paul-Oberbau angesetzten Zieher-Stollen sollten die Grubenbaue am Weissen Schrofen unterfahren werden. Nach 250 m traf man unterhalb des Schrofenkreuzes auf Erz, das in einem Aufbruch abgebaut wurde. Danach wurde der Vortrieb eingestellt. 1860 wurde der Stollen von dem Schwazer Bergwerksverein aufgewältigt und bis unterhalb der Weissen Schrofen Stollen aufgefahren. Die in den oberen Teufen gute Erzführung setzte sich aber nicht bis in das Stollenniveau fort. Der Stollen wurde 1874 aufgegeben.
- Stollen 486: Lage
- Stollen 273: Lage
- Zieher-Stollen: Lage
- die Weissen Schrofen Stollen: Lage
- Stollen 507: Lage

Roddaun-Oberleger
Das kleine Revier liegt am Südhang des Reiterkopfes. Die neun Schürfe und Stollen liegen zwischen +1.470 und 1.640 m NN. Die im Schwazer Dolomit aufgefahrenen Grubenbaue hatten keine Bedeutung.
- Roddaun-Oberleger: Lage

Schlitterberg
Das kleine Revier liegt oberhalb der Ortschaft Schlitters. Die acht Stollen liegen zwischen +840 und 1.030 m NN. Die im Schwazer Dolomit aufgefahrenen Grubenbaue hatten keine Bedeutung.
- Schlitterberg: Lage

Brettfall-Hallersberg
Die 10 Stollen des Reviers liegen zwischen Hallersberg und Brettfall auf einer Strecke von 1 km verstreut. Der Stollen 524 (Brettfall) markiert die NO Ecke des Reviers Ringenwechsel. Keiner der Stollen hatte eine größere Bedeutung. Der Mariastollen wurde von dem Schwazer Bergwerksverein 1855/56 aufgefahren, aber sofort wieder aufgegeben.
- Maria Stollen: Lage
- Stollen 524: Lage

Brandl-Kopf
Südlich der Ortschaft Gallzein befinden sich am Brandl-Kopf drei Stollen im Schwazer Dolomit. Die Grubenbaue hatten keine Bedeutung.
- Brandl-Kopf: Lage

### Spateisenlagerstätten
Diese Lagerstätten waren wahrscheinlich aufgrund der Silbergehalte mancher Erzgänge Ausgangspunkt des Schwazer Bergbaus. Der Eisenerzbergbau auf diesen Gängen gewann erst im 18. Jahrhundert größere Bedeutung. Die Erzgänge dieser Lagerstätten verteilen sich auf sieben Teilreviere die westlich von Schwaz beginnen und sich südlich des Schwazer Dolomits bis zum Proxenstand, südlich des Mehrer Kopfes hinziehen. In einer Untersuchung aus dem Jahr 1961 wurden noch 210 Stollen vorgefunden.
Heilig Kreuz
Das westlichste Teilrevier liegt in der Gemeinde Pill. Hier wurden zwei Erzgänge bebaut. Bekannt sind 5 Stollen.
- Heilig Kreuz Stollen: Lage

Alte Zeche und Zapfenschuh
Diese beiden Reviere liegen am Arzberg. Sie sind aufgrund des Silberreichtums einiger Erzgänge am bekanntesten. Die NO-SW streichenden Gänge kreuzen hier vier Spatgänge. Die Mächtigkeit der Gänge beträgt 0,50–5,00 m. Im Bertastollen, im Revier der Alten Zeche, reichen die Tiefbaue 75 m unter das Inn Niveau. Im Revier sind 50 Stollen bekannt.
- Zapfenschuh: Lage
- Berta Stollen: Lage

Schwazer Eisenstein
Östlich des Arzberges liegt das Revier Schwazer Eisenstein. Nachgewiesen sind hier 8 NO-SW streichende Erzgänge. Die Mächtigkeit der Erzgänge liegt zwischen 0,10 und 4,00 m. Die Erzführung besteht neben Spateisenstein aus Chalkopyrit, Galenit, Fahlerzen und BiCoNi-Erzen. Im Revier sind ca. 50 Stollen bekannt.
- Oberer Burgstollen: Lage
- Pircher Platzl Stollen: Lage

Bruderwald
Das Revier Bruderwald schließt sich südöstlich an. Hier sind 2 Erzgänge mit einer Mächtigkeit von 0,20–0,75 m nachgewiesen. Die Gänge wurden mit ca. 40 Stollen untersucht und bebaut.
- Pulverloch: Lage
- Hochwiesen-Aste Stollen: Lage

Schwader Eisenstein
Diese Lagerstätte liegt östlich des Mehrer Kopfes. Zwischen +1.290 und +1.730 m NN streichen hier 4 Erzgänge mit Mächtigkeiten bis 4,00 m. Die Vererzung besteht aus Spateisenstein und in der Oxidationszone aus Chalkopyrit, Fahlerz und Galenit. Bebaut wurde die Lagerstätte mit ca. 85 Stollen.
- Reitlinger Erbstollen: Lage
- Stollen an der Schwader Alpe: Lage

Plumpmoos
Diese kleine Lagerstätte liegt am Mehrer Kopf zwischen +1.500 und +1.600 m NN. Zwei SW-NO streichen Erzgänge wurden hier mit ca. 20 Stollen bebaut.
- Plumbmoos: Lage

Proxenstand
Die kleine Lagerstätte liegt am Westhang des gleichnamigen Berges auf einer Höhe von +1.600 m NN. Erschlossen wurde die Lagerstätte über 10 Stollen.
- Proxenstand: Lage

## Film
- Die Fugger im Silberreich. Zweiteilige Dokumentation (jeweils 45 min) über den Silber- und Kupferabbau in Tirol im 16. Jahrhundert, ORF & 3sat 2021